# Банковское дело во Львове

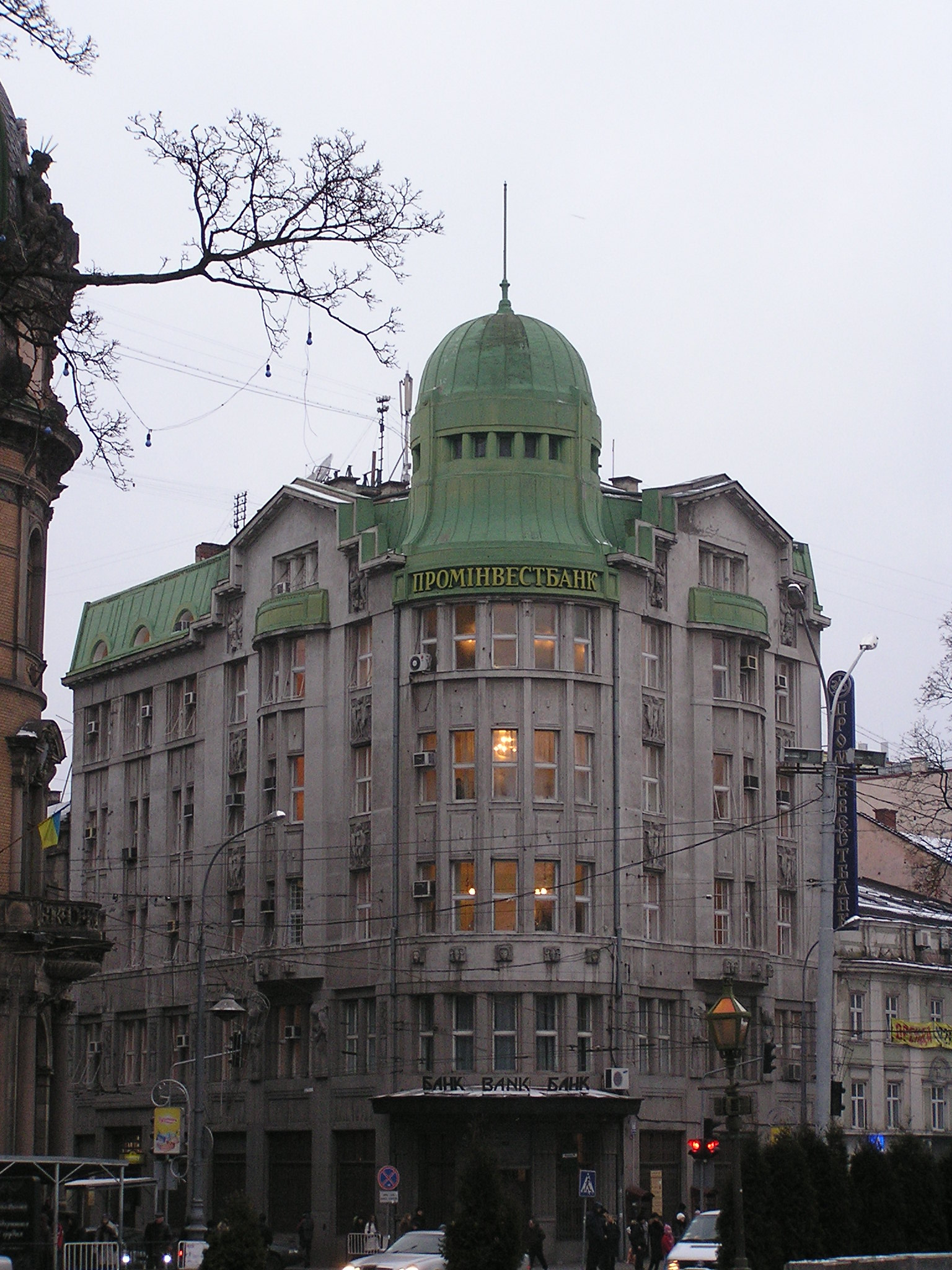
Здание «Проминвестбанка» на проспекте Свободы, 17

Банковское дело возникло во Львове в период Средневековья и активно развивалось после вхождения Галичины в состав Габсбургской империи. Изначально займы под залог имущества предоставляли богатые мещане, позже возникли первые кредитные учреждения при крупнейших львовских конфессиях, на смену которым пришли классические банковские организации. В австрийский период банковская система Львова сыграла важную роль в развитии регионального железнодорожного транспорта и нефтедобычи. Кроме того, многие банки выступали заказчиками строительства монументальных зданий под свои штаб-квартиры и филиалы.
К началу XX века в Австро-Венгрии сложилась особая модель финансовой системы, в которой банки были тесно связаны с промышленностью и железнодорожным транспортом. Эта модель была близка к немецкой финансовой системе, поскольку создавалась под влиянием немецкой финансовой культуры, но были в ней и свои особенности: в полиэтнической империи существовало несколько взаимопроникающих финансовых сетей со своими собственными центрами в Вене, Будапеште, Праге, Кракове и Львове. Вся банковская система Галичины сильно зависела от кредитов Австро-Венгерского банка и иностранных банков, которые присутствовали во Львове.
Первая и Вторая мировые войны нанесли существенный урон банковскому делу Львова. В 1939—1940 годах, после аннексии Западной Украины советскими властями были ликвидированы все коммерческие банки Галичины. В советское время во Львове действовали региональные отделения государственных банков СССР, с 1990 года началось открытие первых коммерческих банков. После обретения Украиной независимости в городе работают банки различных форм собственности: частные, государственные и иностранные (как местные, так и общеукраинские). Отрицательное влияние на банковскую систему Львова оказали финансово-экономические кризисы 1997—1998, 2008—2009 и 2014—2015 годов.

## Первый польский период

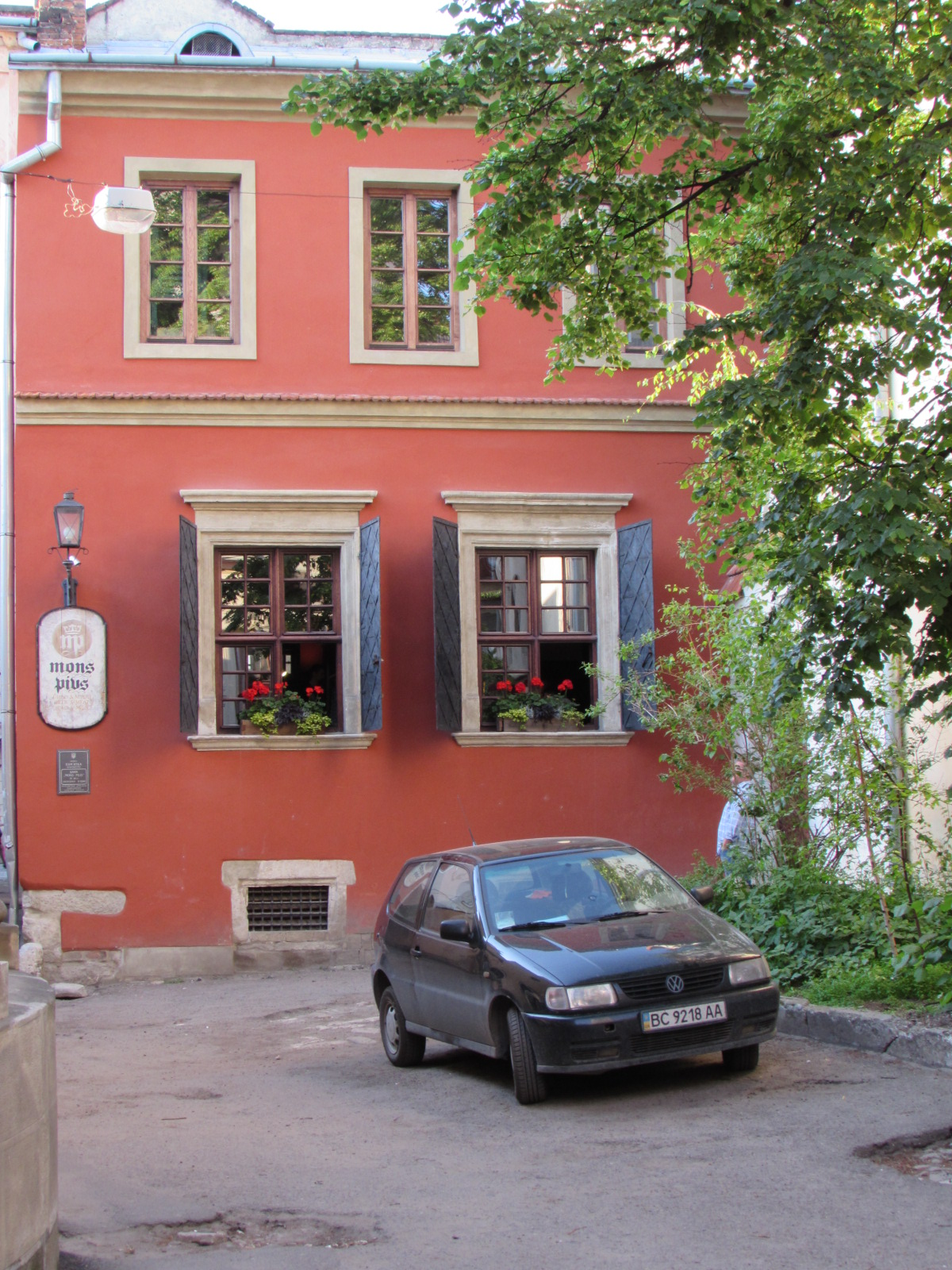
Здание бывшего «Армянского набожного банка». Улица Леси Украинки, 14

В XV—XVII веках кредитование частных лиц и городских властей (магистрата) традиционно осуществляли владельцы большого финансового капитала, обладавшие крупнейшими состояниями Львова. Наиболее известными среди них были немец Валериан Алембек, грек Константин Корнякт и польский мещанский род Кампианов. В первой половине XVII века во Львове стали появляться благотворительные кредитные учреждения наподобие европейских религиозных банков (известны под своим латинским названием Montes pietatis, или «Горы благочестия»), которые изначально специализировались на ипотечных займах и краткосрочных кредитах.
В 1640 году братство Святого Григория при армянской церкви основало первое львовское финансовое учреждение — «Армянский набожный банк», который просуществовал до 1939 года. В 1665 году был основан набожный банк при львовской католической кафедре (некоторое время он действовал в часовне Кампианов при Латинском соборе). Кроме того, с середины XVII века Львовское Успенское братство оказывало помощь своим членам, а позже и сторонним лицам беспроцентными денежными займами.
Устав церковного братства Святого Григория, утверждённый архиепископом Николаем Торосовичем, детально описывал, кому, на какой срок и под какие проценты можно ссужать деньги, какие вещи можно принимать под залог и что делать с должниками. В первые десятилетия своей деятельности «Армянский набожный банк» выдавал займы только членам братства Святого Григория и лишь на один год, беря в качестве залога золото, серебро и драгоценные камни (при этом стоимость залога должна была вдвое превышать сумму займа). Процент в «Армянском набожном банке» составлял до 8 % годовых. Если заём не возвращался в указанный срок, братство трижды напоминало должнику, после чего залог продавался (после вычета долга и процентов оставшиеся деньги возвращались клиенту).
Фактически набожные банки, особенно создававшиеся при католических соборах, были призваны бороться с влиянием многочисленных ростовщиков (неслучайно первый львовский ломбард также открылся возле Латинского собора, действуя под патронатом священнослужителей и магистрата). Изначально они предоставляли под залог недвижимости беспроцентные кредиты, но со временем стали взимать с клиентов невысокий процент. Более крупные кредиты выдавали еврейские кагалы, а также отдельные ростовщики из числа львовских евреев и армян (деятельность еврейских ростовщиков нередко служила поводом к проявлениям антисемитизма среди горожан).
Во второй половине XVI века большим влиянием во Львове пользовался еврейский ростовщик Исаак Нахманович, который кредитовал польскую знать и финансировал строительство синагоги «Золотая Роза», а также еврейские виноторговцы Хаим Коэн и Абрахам де Моссо. К середине XVII века огромными богатствами и значительным влиянием в деловой и политической среде обладали армянские купцы Львова. Например, состояние купца Яна Вартересовича оценивалось в 600 тыс. злотых, в то время как состояние самого богатого польского купца города Яна Альтернмайера не превышало 120 тыс. злотых. Другой армянский купец, Христофор Бернатович, кредитовал короля Владислава IV на 300 тыс. злотых, а во время осады Львова войсками Богдана Хмельницкого (1648) именно армянская община заплатила выкуп в 90 тыс. злотых.

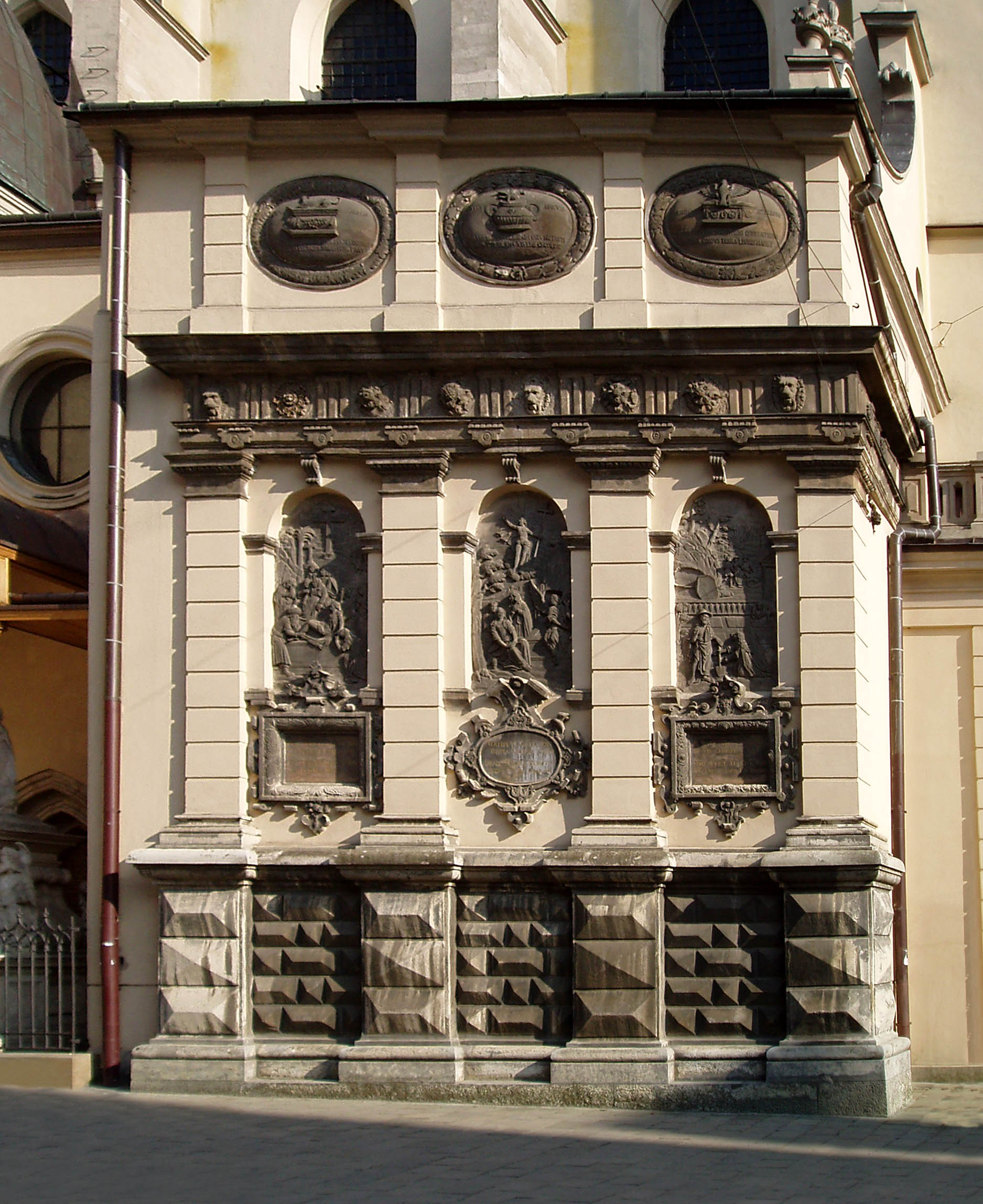
Часовня Кампианов на Кафедральной площади

Несмотря на то, что до 1728 года во Львове было учреждено ещё три банка при армянских братствах Святой Троицы, Непорочного зачатия и Непорочного зачатия Язловецкой Девы Марии, «Армянский набожный банк» оставался самым крупным и популярным среди них. Кроме драгоценных металлов и камней, армянские банки начали принимать под залог и другие ценные вещи, например, оружие. Так, в 1737 году жена армянского купца Андрея Латиновича одолжила у «Армянского набожного банка» 1080 злотых, оставив в залог несколько бронзовых пушек.
Если в 1702 году активы «Армянского набожного банка» наличными и залогами составляли 14 946 злотых, то в 1714 году — 21 713 злотых, в 1735 году — 49 258 злотых, в 1745 году — 78 290 злотых. Прибыль от финансовой деятельности была не единственным средством пополнения банковского капитала братства Святого Григория. Нередко братской кассе жертвовали или оставляли в наследство довольно значительные суммы. Например, доктор медицины Шимон Кшиштофович в 1746 году пожертвовал братству 9 тыс. злотых (в среднем пожертвования составляли от 500 до 3 тыс. злотых). Среди клиентов «Армянского набожного банка» были купцы и ремесленники, представители духовенства и шляхты (в том числе львовский хорунжий Юзеф Франтишек Дзедушицкий, священник Юрий Годземба Ласкарис, влиятельные княжеские рода Любомирские и Сапеги, армянский архиепископ Якуб Стефан Августинович).
Накануне первого раздела Польши во Львове уже действовали частные банкиры, для которых оказание финансовых услуг стало основным занятием, а также банкирские дома, деятельность которых пока ещё не имела чёткого разграничения с деятельностью торговых домов. Кроме того, существовал ряд мелких кредитных контор и сберегательных касс, которые принимали вклады горожан и жителей окрестных сёл, выдавали небольшие потребительские кредиты.

## Австрийский период

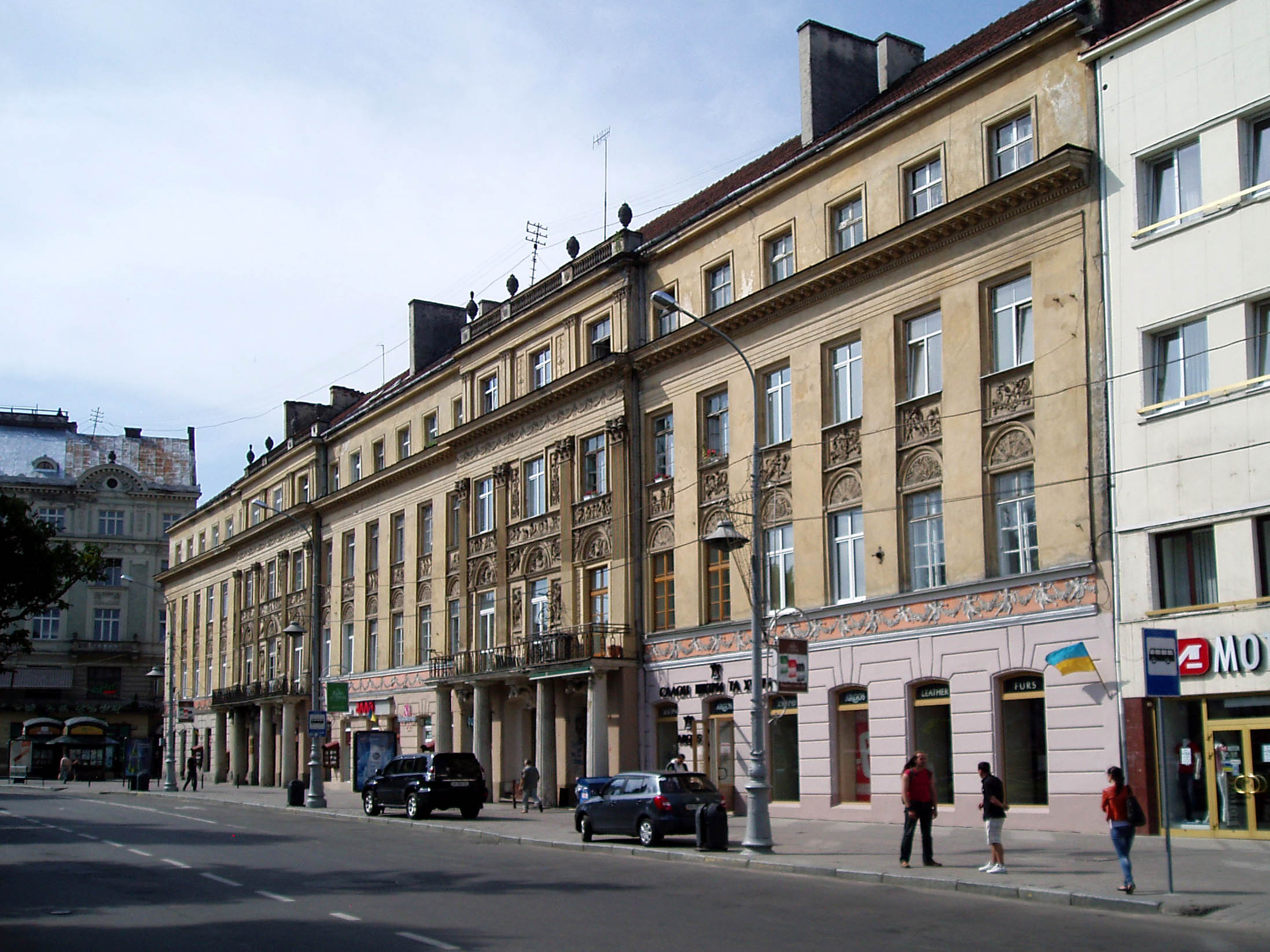
Проспект Свободы, 1—3

В конце XVIII века, после вхождения Львова в состав Габсбургской империи (1772 год) и экономических реформ императора Иосифа II, проведённых в рамках политики так называемого «просвещённого абсолютизма», финансовая деятельность в городе заметно активизировалась. Наряду с развитием торговли и промышленности шла концентрация капиталов в банковской сфере.
С началом австрийского правления кардинально изменились условия деятельности набожных банков и религиозных братств. Львовские армяне объединили капиталы четырёх банков, существовавших в городе при церковных братствах, а также присоединили к ним капиталы похожих провинциальных учреждений. Реорганизацию «Армянского набожного банка» утвердили правительство в Вене и австрийский губернатор Львова (новый устав был утверждён в ноябре 1790 года). Теперь армянский архиепископ Львова назначал директора банка и членов наблюдательного совета (главой совета был сам архиепископ). В конце каждого года чистый доход банка распределялся между архиепископом, капитулом и армянскими приходами согласно ранее вложенным средствам. Часть дохода направлялась на оказание помощи бедным приходам, церквям, школам и отдельным священникам.

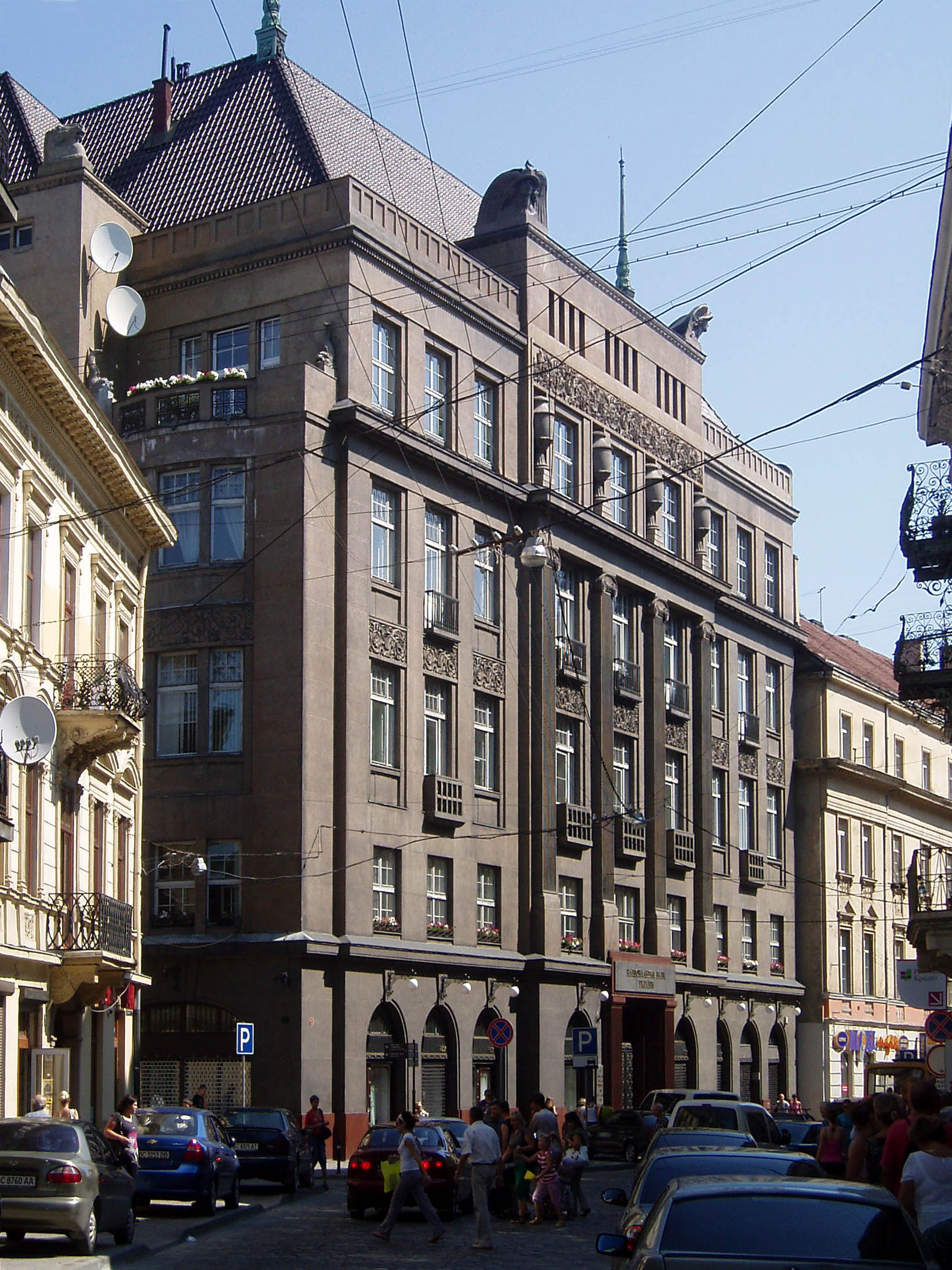
Здание областного управления Нацбанка на улице Коперника, 4

Во время Наполеоновских войн банковская система Львова переживала трудные времена. В 1810 году австрийские власти реквизировали у львовской армянской общины около 80 кг серебра, что негативно отразилось на финансовой стабильности «Армянского набожного банка». В 1812 году Австрийская империя объявила себя банкротом, что привело к банкротству многих львовских банков, в том числе и «Армянского набожного банка». В 1826 году во Львове начала работу «Австрийская сберегательная касса». В 1829 году был разработан первый проект железной дороги Вена — Краков — Львов, поддержанный венским банкиром еврейского происхождения Соломоном Ротшильдом (эта линия предназначалась для экспорта соли из Галичины).
В 1830—1840-х годах в Австрийской империи наступил период финансовой стабильности, банки сумели вернуть пошатнувшееся доверие клиентов. Например, капитал «Армянского набожного банка» в 1842 году превысил 50 тыс. флоринов (в 1860 году он составлял 150 тыс. флоринов, а в 1881 году — 260 тыс.). В 1843 году начал свою деятельность «Галицкий кредитный институт» (в 1868 году он сменил название на «Галицкое земельное кредитное товарищество»). В 1843—1868 годах это финансовое учреждение размещалось в здании Оссолинеума на улице Оссолинских, 3 (теперь научная библиотека имени Стефаника по улице Стефаника), в 1868—1914 годах базировалось в собственном доме по улице Карла Людвига, 1—3 (теперь проспект Свободы).
В январе 1844 года для привлечения средств населения на строительство города и развитие промышленности была создана «Галицкая сберегательная касса». В 1846—1891 годах она размещалась на улице Маеровской, 2 (ныне улица Сечевых стрельцов), после чего переехала по адресу улица Карла Людвига, 15 (здание кассы построено по проекту известного архитектора Юлиана Захаревича, сегодня в нём размещается Музей этнографии и художественного промысла). Галицкий сейм гарантировал клиентам «Австрийской» и «Галицкой» сберегательных касс своевременную выплату процентов и возвращение своих вкладов по первому требованию. На фоне «Весны народов» (1848) в империи начался массовый отток частных капиталов и рост дефицита государственного бюджета, что негативно сказалось на банковском секторе. В 1853 году во Львове открыл свой филиал Национальный банк Австрии.
В первой половине XIX века немногочисленные кредитно-финансовые учреждения Львова не обладали значительными средствами для инвестирования, а постоянный дефицит свободных финансовых ресурсов являлся одним из главных препятствий для экономического развития такого периферийного региона Австрийской империи как Галичина. Отсутствие центрального кредитного учреждения, мелкий масштаб частных банкиров и преобладание небольшого торгового капитала, находившегося преимущественно в руках еврейских ростовщиков и купцов, тормозили кредитование зарождающихся промышленных предприятий или крупных инфраструктурных проектов.
При этом аристократические семьи Львова и Галичины владели огромными состояниями, но они в большинстве своём предпочитали не инвестировать средства в промышленность, а выводили их за границу, тратили на приобретение иностранных ценных бумаг, предметов роскоши или имений. В середине XIX века, с открытием филиалов основных австрийских банков, во Львове началось формирование банковской системы нового типа. Австрийское финансовое законодательство отличалось либеральностью и получить разрешение на учреждение банка не составляло большого труда. Кроме того, на примере деятельности братьев Перейр, вскоре стали появляться акционерные банки. Однако в составе их акционеров и руководителей преобладала польская земельная аристократия, получавшая высокие дивиденды, что размывало чистую прибыль и резервы банков.
Во второй половине XIX века большую роль в финансово-экономическом развитии Галичины играла деятельность таких влиятельных львовян как князь Леон Сапега (был совладельцем «Англо-Австрийского банка» и ряда железных дорог, в том числе Львов — Краков и Львов — Черновцы — Яссы), граф Александр Фредро (выступал инициатором строительства железных дорог, один из создателей «Галицкого земельного кредитного товарищества» и «Галицкой сберегательной кассы»), граф Казимир Бадени (был одним из крупнейших землевладельцев региона), его младший брат граф Станислав Бадени (занимал пост вице-президента «Галицкого земельного кредитного товарищества»), граф Альфред Потоцкий (был богатым землевладельцем и заказчиком строительства пышного дворца), Венцель фон Залесский (выступал одним из инициаторов создания «Галицкого земельного кредитного товарищества»), братья Артур и Герман Мизесы (совладельцы строительной компании и инвесторы ряда железных дорог, отец и дядя известного экономиста Людвига фон Мизеса) и другие. Именно Леон Сапега в 1839—1840 годах создал консорциум для постройки железной дороги Бохня — Львов — Бережаны, в который вошли земельные и финансовые магнаты Адам Потоцкий, Александр Фредро, Владислав Бадени, Владимир Дзедушицкий, Станислав Голуховский, Альфред Любомирский и другие (интерес к проекту проявляли и частные банкиры из Берлина).
В 1857 году случился крупный финансовый кризис, который «обвалил» акции многих австрийских банков и компаний. В этом же году было основано акционерное общество «Галицкой железной дороги имени Карла Людвига», учредителями которой выступили группа крупных галицких землевладельцев и других польских аристократов во главе с Леоном Сапегой, а также финансовая группа Ротшильдов (банк Creditanstalt и «Северная железная дорога»), к которой примкнули другие венские банкиры — Эдуард фон Тодеско и Леопольд фон Лемель. В 1860 году Абрахам Мизес, глава еврейской общины Львова, возглавил отделение банка Ротшильдов в столице Галичины.
В 1860-х годах строительство в Галичине сети железных дорог стало мощным катализатором прогресса, благодаря чему начался быстрый рост экономики региона и банковского дела в частности (в 1861 году началось движение поездов на линии Львов — Пшемысль — Краков — Вена, в 1866 году — на линии Львов — Черновцы, в 1869 году — на линии Львов — Красне — Броды). На волне «железнодорожного бума» во Львове появились акционерные финансовые союзы и филиалы многих коммерческих банков Вены. В 1866 году империю потряс новый финансовый кризис, затронувший многие банки и биржи. Кроме того, с 1866 года, когда во Львове началась эпоха городского самоуправления, банки всё чаще стали принимать участие в финансировании крупных строительных проектов и промышленных предприятий города.
С началом формирования в Галичине современной кредитно-финансовой системы (1860-е годы) ипотечный кредит был наиболее распространённой формой кредитования. До появления крупных ипотечных банков кредиты под залог земли и домов выдавали и сберегательные кассы различного типа, и даже страховые общества. Первые ипотечные банки основывали крупные землевладельцы, которые таким способом обеспечивали себя долгосрочными кредитами под залог земли (к таким банкам относился «Галицкий кредитный институт»). Именно с расцветом ипотечного кредитования во Львове началось хождение закладных листов, которые были известны как галицкие облигации, и купонов к ним. Кроме того, в 1856 году при Национальном банке Австрии было создано отделение ипотечного кредита, активно работавшее и в Галичине.

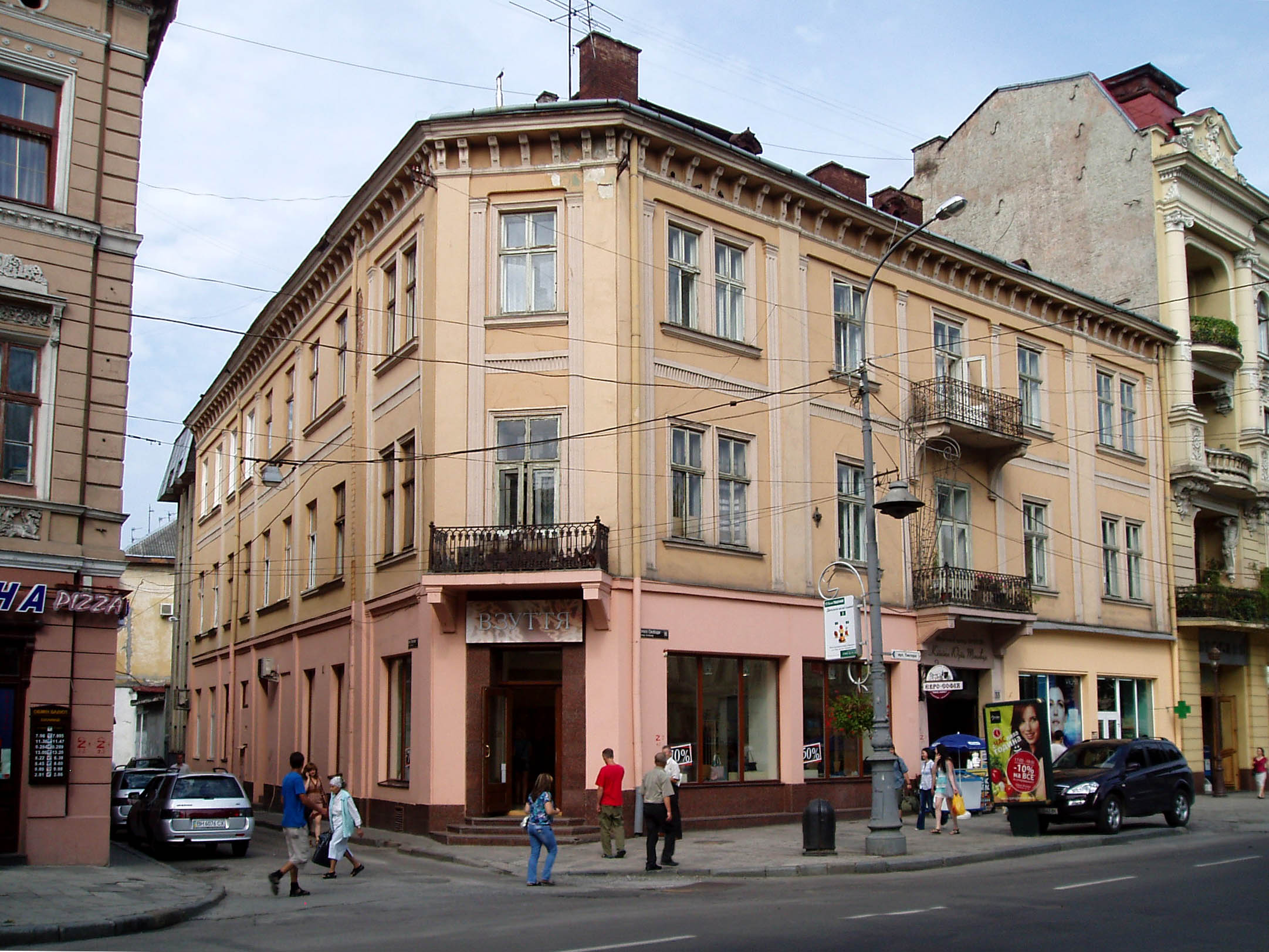
Проспект Свободы, 33

В 1862 году во Львове открылся филиал привилегированного «Австрийского национального кредитного учреждения для торговли и промышленности». Изначально он базировался на улице Карла Людвига, 33, а в 1883 году переехал на площадь Мариацкую, 10 (нынешняя площадь Мицкевича). В 1865 году открылся филиал частного венского «Англо-Австрийского банка», который финансировал строительство железной дороги Львов — Черновцы (с австрийской стороны учредителем выступил князь Леон Сапега, с британской — частный банк Glynn Mills), в 1867 году — филиал королевского привилегированного «Галицкого акционерного ипотечного банка», который с 1874 года базировался в доме № 15 на пересечении Галицкой площади и улицы Академической (сегодня проспект Шевченко), построенном по проекту архитектора Филиппа Покутинского.
В 1860-х годах во Львове были основаны «Банкирский дом Озияша Хоровица» (просуществовал до 1924 года) и «Банкирский дом Шеленберга» (в конце 1930-х годов его поглотил венский «Меркур Банк»). В январе 1869 года во Львове начало работу «Галицкое кредитное крестьянское учреждение». До 1884 года оно располагалось на улице Ягеллонской, 14 (нынешняя улица Академика Гнатюка), а до 1899 года — на улице Ягеллонской, 3. В июле 1869 года с целью развития в регионе промышленности и других видов предпринимательства был создан акционерный «Галицкий краевой банк». В 1881 году решением Галицкого краевого сейма он был преобразован в «Государственный краевой банк королевства Галиции и Лодомерии с Великим княжеством Краковским». В 1904 году для банка по проекту архитектора Юлиана Цибульского был построен дом по адресу улица Костюшко, 11 (сегодня в монументальном здании на площади Генерала Григоренко, 2 расположен главный корпус Львовского государственного университета физической культуры).
«Государственный краевой банк» был инициатором создания нескольких других банков. В 1899 году при его участии крупные галицкие землевладельцы учредили «Парцелляционный банк», который изначально размещался на улице Батория, 32 (нынешняя улица Князя Романа), а накануне Первой мировой войны переехавший на улицу Браеровскую, 11а (сегодня улица Богдана Лепкого). Этот банк продавал крестьянам небольшие участки земли в кредит на 5—10 лет. В 1902 году «Краевой банк» учредил «Мелиорационный банк», базировавшийся сперва на улице 3-го Мая, 2, а затем на улице 3-го Мая, 21 (нынешняя улица Сечевых стрельцов). В 1905 году по инициативе «Краевого банка» был основан «Земельный банк», располагавшийся по адресу улица Ягеллонская, 25, а в 1906 году — первый в регионе инвестиционный фонд.
Наряду с «Галицким кредитным крестьянским учреждением» и «Галицким краевым банком» в 1869 году открылся львовский филиал «Краковско-Галицкого банка торговли и промышленности», который базировался на улице Ягеллонской, 3. В 1872 году начало работу «Общее земледельческо-кредитное учреждение Галичины и Буковины», до 1901 года располагавшееся на площади Рынок, 45. В мае 1873 года на Венской бирже началась паника, которая привела к биржевому краху и «Долгой депрессии». В том же 1873 году был основан «Галицкий кредитный банк», который до 1884 года размещался на улице Валовой, 4, а до 1899 года — на улице Ягеллонской, 3.
Во время финансового кризиса 1873 года особенно пострадал «Галицкий акционерный ипотечный банк», имевший филиалы в Кракове, Тернополе, Черновцах и других городах восточной части империи. Он выдавал ипотечные кредиты закладными листами преимущественно помещикам, причём объём кредитов ограничивался 50 % стоимости земли, а также принимал депозитные вклады и хранил ценные бумаги (нестабильное положение банка сохранялось до начала 1890-х годов). Кроме того, кризис затормозил экономический рост в Галичине, привёл к разорению девяти акционерных обществ и приостановке финансирования строительства железных дорог, многие акционеры понесли убытки из-за падения курсов ценных бумаг. Чтобы предотвратить крах финансовой системы, Ротшильды предоставили правительству Австро-Венгрии крупный стабилизационный заём.
В 1875 году во Львове начал действовать филиал королевского привилегированного «Австрийского кредитного учреждения для торговли и промышленности» (улица Карла Людвига, 33). Кроме того, в том же году в городе открылось «Краковское товарищество взаимной защиты» (улица Карла Людвига, 3). Конкуренцию ему составляло «Галицкое общее товарищество защиты», которое страховало горожан и их имущество (базировалось на улице Скарбковской, 2, ныне — улица Леси Украинки).

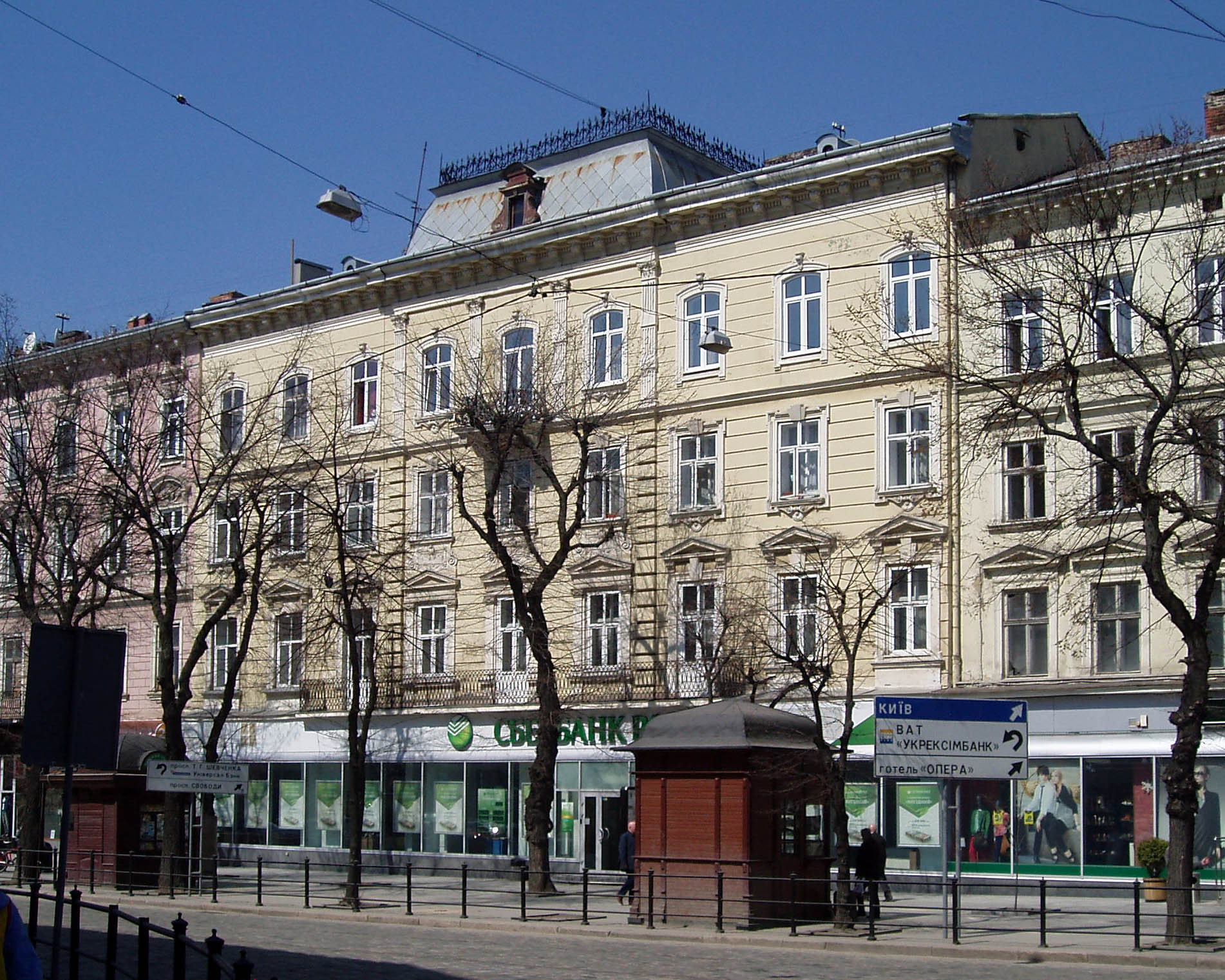
Валовая, 4

В 1878 году в городе открылось «Австро-Венгерское кредитное учреждение для торговли и промышленности». В 1889—1894 годах оно базировалось на площади Мариацкой, 10 (сегодня на месте старинного дома находится современный офис «Укрсоцбанка»), а до 1914 года — на улице Костюшко, 7. В том же году во Львове начал работу филиал новосозданного «Австро-Венгерского банка», который обладал государственной монополией эмитировать австрийские банкноты. Изначально он размещался на улице Карла Людвига, 1—3, в 1891 году переехал по адресу улица Маеровская, 9 (этот дом по проекту Юлиана Захаревича построило венское бюро Гельмера и Фельнера, сегодня здесь размещается областная дирекция «Ощадбанка»). В 1912 году «Австро-Венгерский банк» занял специально построенный для него дом по улице Мицкевича, 8 (нынешняя улица Ноябрьского восстания или Листопадового чину), архитекторами которого выступили Михал Лужецкий и позже — Эдмунд Жихович.
Кроме того, в 1878 году во Львове начали свою деятельность «Львовское городское кредитное товарищество» и «Промышленный банк королевства Галиции и Лодомерии», в 1880 году был основан акционерный «Нефтяной банк», в 1881 году открылся «Земледельческий банк», который сперва размещался на улице Карла Людвига, 1, в 1890 году переехал на улицу Маеровскую, 2, в 1895 году — на площадь Смольки, 5 (ныне площадь Генерала Григоренко, старое здание не сохранилось, в новом располагается львовский духовный театр «Воскресение»), а в 1914 году — на улицу Коперника, 20. В 1883—1888 годах в Галичине разразился аграрный кризис, который привёл к разорению многих хозяйств и сокращению ипотечного кредитования под залог сельскохозяйственных земель. В 1892 году с целью предоставления кредитов для покупки земельных участков было основано «Парцеляционное общество „Земля“» (в 1924 году общество было переименовано в «Кооперативный банк „Земля“», который просуществовал до 1938 года).
В 1884 году большой резонанс вызвало банкротство королевского привилегированного «Галицкого кредитного крестьянского учреждения», более известного как «Рустикальный банк» или «Крестьянский банк». Он был основан с целью кредитования мелких землевладельцев Галичины и Буковины, специализировался на долгосрочных (на срок до 14 лет) и краткосрочных (на год) кредитах под залог земли. Долгосрочные кредиты выдавались закладными листами, а краткосрочные — наличными. Кроме того, банк проводил эмиссии облигаций и закладных листов, его акции котировались на Венской бирже. Среди инициаторов создания «Крестьянского банка» были братья-предприниматели Зигмунд и Николай Ромашканы, президент Львовско-Черновицкой железной дороги князь Кароль Яблоновский, митрополит Спиридон Литвинович и советник высшего краевого суда Юлиан Лавровский. За время своего существования «Крестьянский банк» выдал более 70 тыс. займов на общую сумму 30 млн крон, а объём заложенных крестьянских земель составлял 600 тыс. моргов. Должником банка был каждый двадцатый крестьянин Галичины, при этом каждое двенадцатое хозяйство, занимавшее деньги, было продано за долги, что, в конце концов, обрушило цены на сельскохозяйственные земли, находившиеся в залоге.

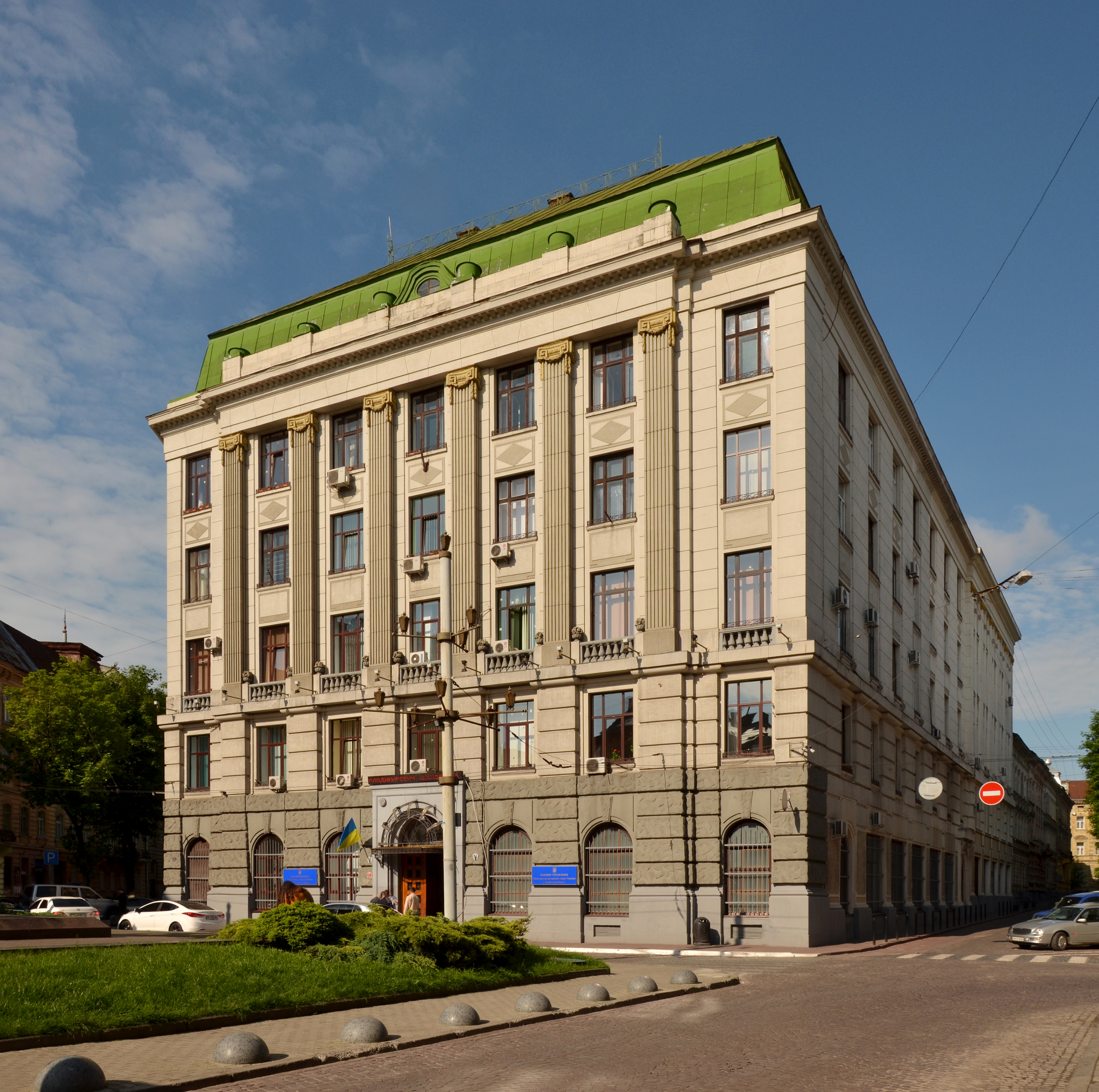
Площадь Григоренко, 3

В 1886 году из-за многочисленных ненадёжных кредитов, несостоятельности должников, непрофессионализма руководства и спекулятивных операций служащих разорилось «Общее земледельческо-кредитное учреждение Галичины и Буковины», более известное как «Крилошанский банк». Он выдавал кредиты закладными листами под залог земельных участков и домов преимущественно в небольших городках. Когда в 1884 году над банком и тысячами его пайщиков нависла угроза разорения, помочь учреждению взялся священник и писатель Иван Наумович, известный своим московофильством. В августе 1884 года Наумович отправился в Петербург и договорился там о займе в 600 тыс. немецких марок. Когда этого оказалось недостаточно, он в начале 1885 года вновь поехал в столицу Российской империи и добился у Александра III выделения ещё 650 тыс. марок. Однако все эти вливания не спасли «Крилошанский банк», находившийся в эпицентре тяжёлого аграрного кризиса, поразившего Галичину.
В 1887 году решением Галицкого сейма был создан фонд помощи промышленности, в конце 1880-х годов «Национальный банк Австрии» стал вкладывать средства в уставной капитал компаний Галичины, которые власти считали важными для национальных интересов империи. В этот же период стала набирать обороты нефтяная промышленность Борислава и Коломыи, где появились скважины, очистительные предприятия и железные дороги. К финансированию нефтяных компаний подключились многие банки Европы (главным образом через свои львовские филиалы и представительства). Например, «Варшавский торговый банк» кредитовал «Стандард-Нобель». На добыче и переработке галицкой нефти разбогатели местные промышленники Станислав Щепановский и Игнаций Лукасевич, графы Турн-и-Таксис и даже митрополит Андрей Шептицкий.
В конце XIX века во Львове активно открывались кредитные, потребительские и торговые кооперативы, сберегательные кассы, кредитные союзы системы Шульце и системы Райффайзена. Наряду с австрийскими и польскими банками в городе успешно действовали украинские кредитно-финансовые учреждения. В 1889 году на улице Армянской, 2 открылся «Украинский земледельческий банк», в 1892 году начало работу Товарищество взаимной защиты «Днестр» (улица Подвальная, 11), а в 1894 году — Украинский кооперативный банк «Днестр» (размещался по тому же адресу, что и ассоциированное товарищество). В 1895 году товарищество «Днестр» и одноимённый банк переехали на площадь Рынок, 10, во дворец Любомирских, купленный украинским обществом «Просвита», а в 1906 году — в собственный дом на улице Русской, 20. Это здание было построено на месте бывшего дворца православных митрополитов, который в начале XVIII века львовский епископ Иосиф Шумлянский выкупил у купца-грека (сегодня в нём располагается поликлиника).
В 1894 году во Львове начали свои финансовые операции сразу несколько государственных и частных коммерческих банков: «Авансовый банк» (улица Гетманская, 12, нынешний проспект Свободы), галицко-буковинское представительство «Пражского банка взаимной защиты» (улица Коперника, 5), «Банкирский дом Макса Густава» (улица Гетманская, 4) и львовское отделение австрийского «Государственного сельскохозяйственного банка». В 1896 году в городе был основан банкирский дом «Сокаль и Лилиен», который базировался на улице Гетманской, 12, в 1898 году — украинский кооперативный «Краевой кредитный союз», в 1900 году — банкирский дом «Шутц и Гаец».
Если в 1886 году в Галичине насчитывалось шесть местных банков (в том числе четыре — акционерных), то в 1900 году — пять банков, из которых три являлись акционерными. За этот же период времени акционерный капитал банков вырос с 9,2 млн до 22,3 млн крон, а объём эмиссии закладных листов — с 255,5 млн до 469,6 млн крон. «Государственный краевой банк» с 1892 по 1902 год увеличил размер основного капитала с 3,6 млн до 7,1 млн крон, сумму депозитов — с 15,5 млн до 35,4 млн крон.
Крупнейшим банком Галичины по активам и числу отделений являлся львовский филиал Национального банка Австро-Венгрии. Он кредитовал предпринимателей, осуществлял операции с ипотечными займами и учётом векселей, инвестировал в акционерные банки, промышленные и торговые предприятия, в результате чего обладал крупнейшим портфелем облигаций и ипотечных бумаг (к началу XX века почти половина всех ипотечных операций госбанка приходилась на Галичину, и прежде всего на Львов).

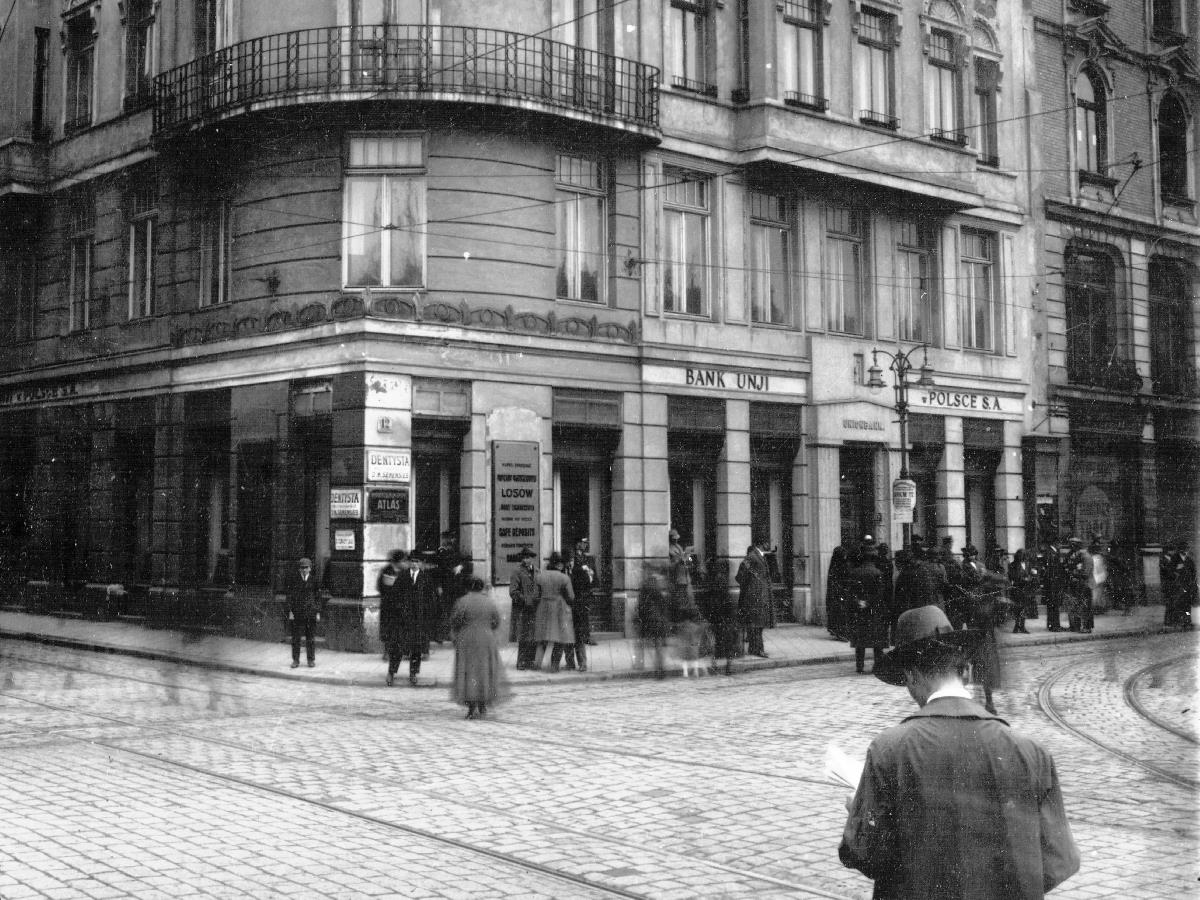
Здание «Юнион-банка» по улице Берынды, 3

Крупнейшими среди местных банков были «Государственный краевой банк» и «Галицкий акционерный ипотечный банк». Количество небанковских сберегательных и кредитных обществ всех типов выросло со 119 в 1880 году до 438 в 1897 году и 730 в 1901 году (членами этих обществ были 55 тыс. человек в 1880 году, 438 тыс. человек в 1897 году и 464 тыс. человек в 1901 году). Всего к началу XX века во Львове насчитывалось 84 кредитно-финансовых учреждения, но большая часть из них осуществляла небольшой объём операций (одно учреждение приходилось примерно на 1,8 тыс. горожан). В Галичине работало свыше 600 различных финансовых организаций, включая банки, инвестиционные фонды, кредитные товарищества и кооперативы, сберегательные кассы, компании по страхованию имущества и жизни. Общая сумма балансов всех галицких кредитных обществ по состоянию на 1902 год составляла 4,3 млн крон (при этом на Львов приходилось всего 306 тыс. крон, в то время когда на Краков — почти 700 тыс. крон).
Финансовый кризис 1899—1902 годов, также известный как «промышленный кризис» или «кризис перепроизводства», сильно отразился на экономике Галичины. Существенно уменьшилось поступление в регион иностранных инвестиций, сократился масштаб многих строительных проектов, на которых была занята почти половина рабочей силы, значительно снизился спрос на нефть, что повлекло за собой падение цен и доходов нефтяных компаний и связанных с ними банков (с 1900 по 1903 год цены на сырую нефть упали в 2,4 раза).
В результате финансового кризиса, завершившего собой период экономического подъёма второй половины 1890-х годов, в 1899 году обанкротился «Галицкий кредитный банк», руководителем и основным акционером которого являлся земельный магнат Адам Сапега, старший сын Леона Сапеги (Адаму, чтобы сберечь свою пошатнувшуюся репутацию, пришлось возвращать вкладчикам несколько миллионов крон). Кроме того, произошло банкротство компаний Станислава Щепановского, что поставило на грань краха и «Галицкий акционерный ипотечный банк», тесно связанный с его промышленной группой.
В 1901 году случился крах «Армянского набожного банка», виной чему был каноник Ян Мордиросевич (согласно другим данным — Мардоросевич), назначенный директором в 1890 году. Пользуясь доверием архиепископа Исаака Исаковича и капитула, он бесконтрольно тратил большие суммы из кассы банка на женщин, азартные игры и различные изобретения. Желая покрыть недостачу, Мордиросевич начал спекулировать нефтяными акциями, вследствие чего банк потерял 280 тыс. крон или половину всего своего капитала. Когда далее скрывать недостачу уже не было возможности, Мордиросевич сдался полиции и был осуждён на 18 месяцев заключения.
В конце XIX — начале XX века большое значение для финансовой системы Львова приобрели денежные переводы многочисленных галицких эмигрантов, осевших в США, Канаде, Австро-Венгрии, Германской империи и Дании (общее количество эмигрантов достигало 2 млн человек, которые ежегодно отправляли в Галичину около 160 млн крон). Объём переводов был настолько велик, что потянул за собой рост цен на землю и увеличение сбережений в банковских учреждениях, хотя и подрывал ипотечное кредитование. К началу XX века во Львове сложились целые «банковские» улицы — на 3-го Мая базировалось около 20 банков, на Карла Людвига и Гетманской — 15 банков, на Коперника — 7.
На начало XX века пришёлся пик «нефтяного бума», который активно обслуживали крупнейшие европейские банки (в 1913 году 30 % инвестиций в нефтяную промышленность региона составлял австрийский капитал, 20 % — английский и 15 % — французский). В 1902 году были основаны «Банкирский дом Якоба Уляма» и «Акционерный кооперативный банк», который изначально размещался на улице 3-го Мая, 7, затем в 1911 году переехал на площадь Смольки, 3, в специально построенное для него здание (сегодня в этом доме архитектора Альфреда Захаревича размещается областное управление МВД Украины), а после 1924 года — на улицу Академическую, 4. В 1903 году во Львове возникли «Торговый банк», базировавшийся на улице Академической, 24, и «Торгово-кредитный банк», который размещался на улице Бернштайна, 4 (нынешняя улица Шолом-Алейхема). В 1906 году швейцарский «Банковский союз Шаффхаузена» стал совладельцем «Англо-Австрийского банка».

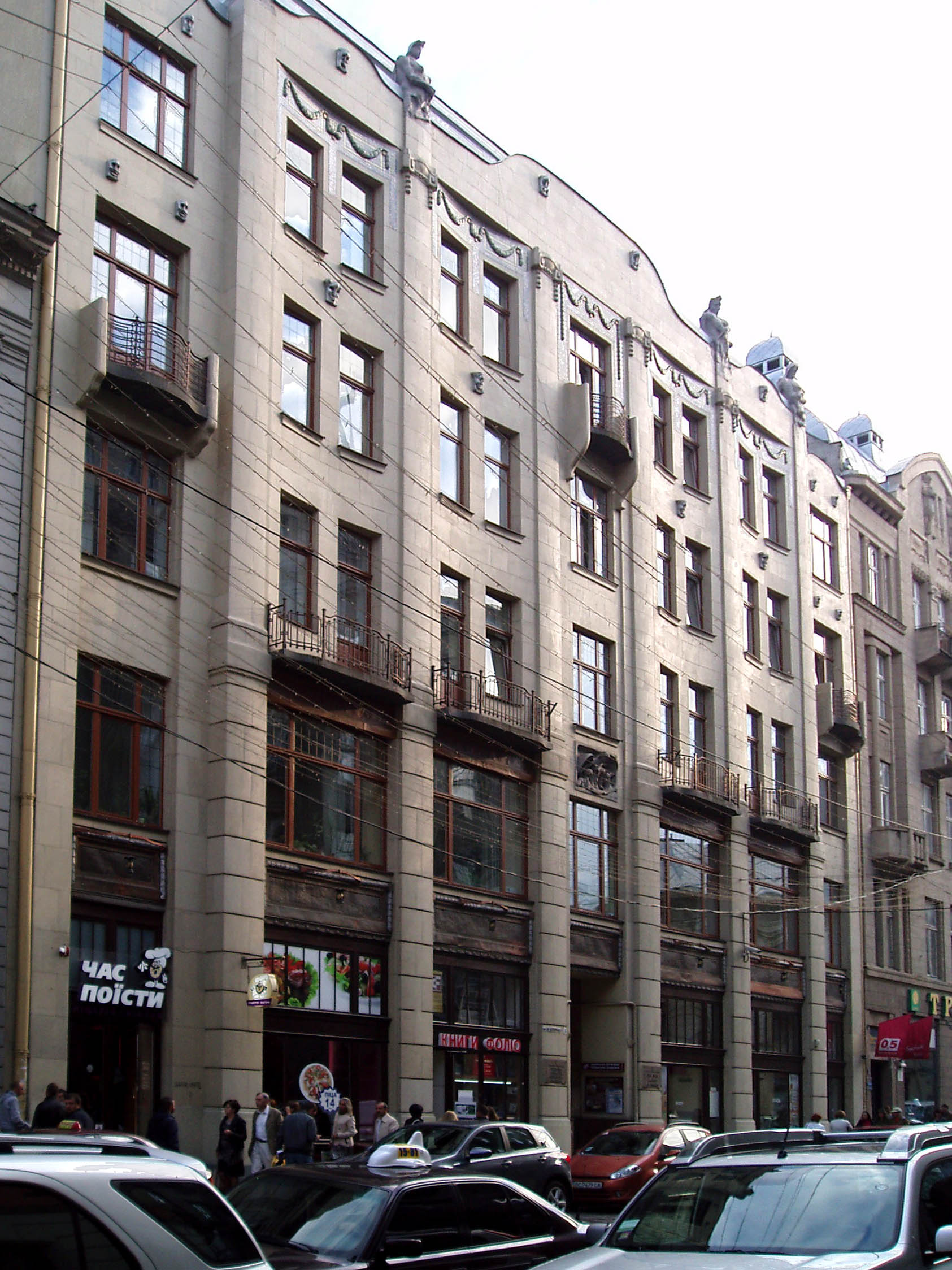
Коперника, 3

В 1909—1910 годах во Львове наблюдалось интенсивное развитие банковского и страхового дела. В 1909 году в виде союза с ограниченной ответственностью был основан «Галицкий купеческий банк» (в 1913 году он был преобразован в акционерный союз того же названия). В этом же году крупным совладельцем «Промышленного банка королевства Галиции и Лодомерии» стал австрийский банк «Niederösterreichische Escompte Gesellschaft» (акционерный капитал львовского банка составлял тогда 10 млн крон). В 1910 году во Львове на улице Коперника, 3 открылось представительство страховой компании «Assicurazioni Generali» из австрийского портового города Триеста (здание в стиле модернизма по заказу компании спроектировал архитектор Альфред Захаревич).
Также в 1910 году во Львове возникло сразу несколько новых финансовых учреждений: «Галицкий земской кредитный банк», имевший право выпускать залоговые листы (размещался на улице Батория, 32, а после 1914 года переехал на улицу Панскую, 17, нынешняя улица Франко); «Галицкий земской ипотечный банк» с капиталом в 1 млн крон (размещался на улице Русской, 20, а после 1914 года переехал на улицу Словацкого, 14); «Народный банк земледелия и торговли», учреждённый при участии венского «Банка для коронных краёв», «Австрийского земельного банка» и нескольких местных нефтяных магнатов (размещался на улице Сикстуской, 17, нынешняя улица Дорошенко); «Польский промышленный банк во Львове», специализировавшийся на долгосрочных кредитах промышленным предприятиям Галичины; и львовский филиал «Промышленного банка Краковского княжества».

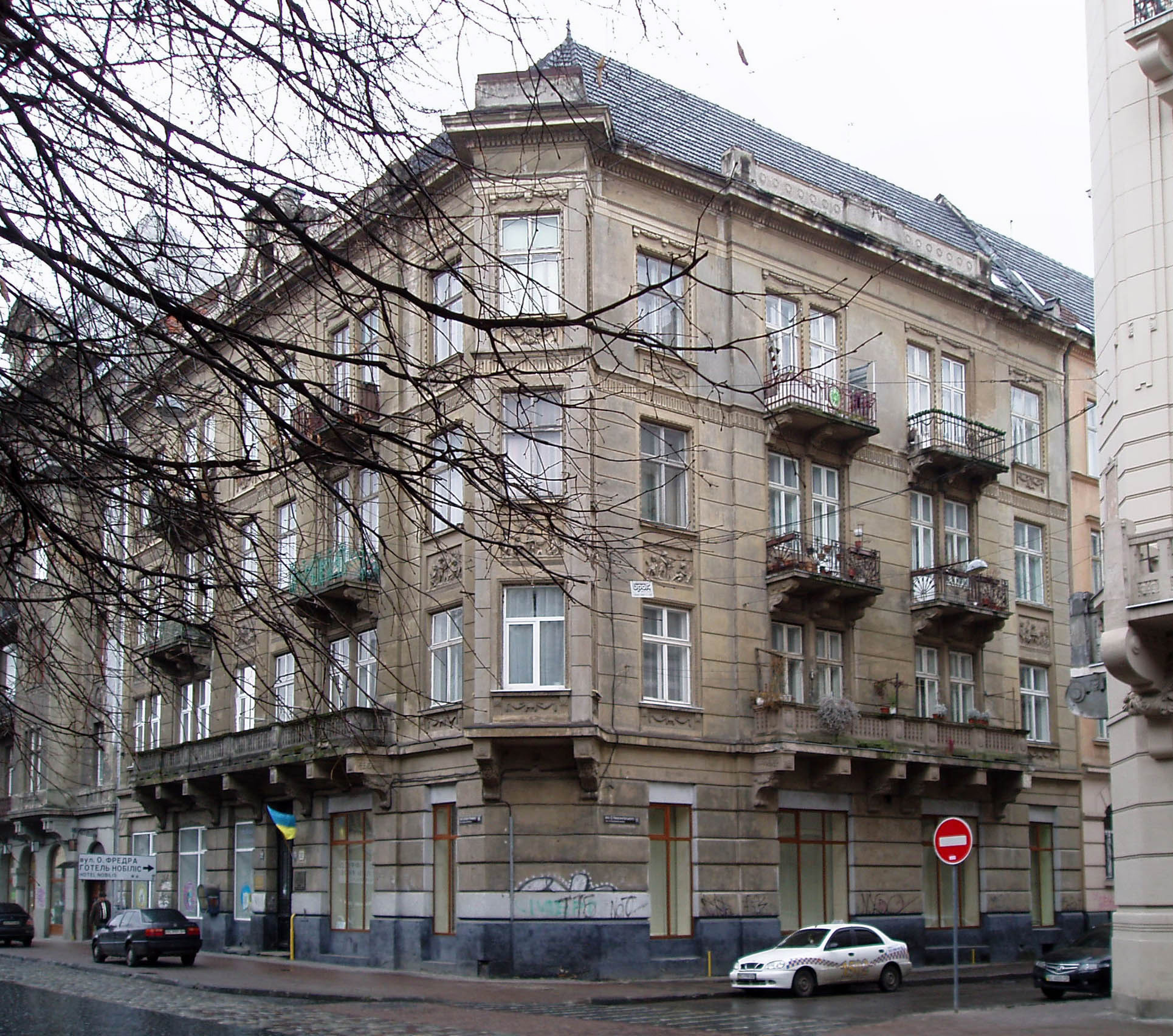
Князя Романа, 32

В 1911 году венский «Юнион-банк» поглотил банкирский дом «Сокаль и Лилиен». С 1912 года в помещении львовской ратуши действовала «Городская коммунальная сберегательная касса». В 1914 году «Галицкое земельное кредитное товарищество» было переименовано в «Кредитное товарищество землевладельцев Галичины» и переехало в здание по адресу улица Коперника, 4 (построено по проекту архитекторов Альфреда Захаревича и Юзефа Сосновского). В том же 1914 году во Львове были основаны «Галицкий торговый банк» (улица Академическая, 3) и отделение «Всеобщего земельного банка Польши».
Кроме вышеназванных банков, накануне Первой мировой войны во Львове работали следующие финансовые учреждения Австро-Венгерской империи: банк «Защита земли» (улица Армянская, 3), «Строительный банк» (улица Академическая, 12), «Львовский банк» (улица Валовая, 9), «Общий депозитный банк» (улица Костюшко, 6), «Юнион-банк» (улица Гетманская, 12), «Венский банк союзов» (улица Ягеллонская, 3), «Чешский потребительский банк» (улица Ягеллонская, 8), «Центральный банк чешских сберегательных касс» (улица Валовая, 7), «Пражский гарантийный банк» (улица Зыбликевича, 12, современная улица Франко) и «Пражский кредитный банк» (улица Карла Людвига, 17). Также некоторое время во Львове работало отделение «Русско-Азиатского банка».
Характерной чертой многонациональной Австро-Венгрии было наличие независимых австрийского, венгерского, чешского, польского, еврейского, украинского и других деловых сообществ, в том числе банковских учреждений. Они не только основывались и возглавлялись представителями национальной финансовой элиты, но и обслуживали преимущественно свои этнические сообщества. Основной причиной формирования национальных бизнес-сетей являлись многочисленные барьеры, которые препятствовали получению на выгодных условиях кредита или страховки представителями иных этнических групп, а также большая роль личных связей в финансовой среде империи.
Самыми старыми были армянское и еврейское деловые сообщества, которые традиционно контролировали предоставление финансовых услуг (включая мелкое ростовщичество), но эти сообщества были транснациональными, а не сугубо львовскими. Позже набрали влияние австрийское, венгерское и чешское бизнес-сообщества, создавшие собственные банки с разветвлённой системой филиалов. Ещё позже возникли польское и украинское деловые сообщества, причём польские банки установили тесные связи между Львовом и вошедшим в состав империи Краковом (переселение богатых поляков из прусской Великой Польши и особенно из российского царства Польского в более лояльную австрийскую Галичину приняло значительные масштабы после третьего раздела Речи Посполитой и подавления польского восстания 1830—1831 годов).
Во Львове доминировала консервативная польская аристократия, среди различных чиновников, кроме поляков, было немало австрийцев и немцев, коммерция находилась в руках евреев. Украинский средний класс был малочисленным и замкнутым сообществом, находившимся в состоянии конфронтации с польским большинством. В банковском деле зарождающиеся украинские учреждения испытывали давление не только со стороны польских и австрийских банков, но и со стороны властей. Например, наместник Галичины граф Альфред Потоцкий был против создания украинских финансовых организаций, неоднократно отказывая в создании сберегательных касс. Консолидации украинского среднего класса способствовали широко развернувшееся кооперативное движение и деятельность общества «Просвита».
Среди акционеров и руководителей банков Галичины преобладали австрийцы и поляки. К украинскому (русинскому) деловому сообществу относились «Галицкий земской ипотечный банк», «Земской ипотечный банк во Львове» (его учредителем и основным акционером был митрополит Андрей Шептицкий, другими соучредителями являлись епископ Станислава Хомичин и священник Тит Войнаровский), кооперативный банк «Днестр», созданный решением одноимённого страхового общества с целью получения прибыли от аккумулированных страховых взносов (членами банка могли стать только те, кто ранее заключил договор с материнским страховым обществом). «Земской ипотечный банк во Львове» специализировался на обслуживании Украинской греко-католической церкви и предприятий, основанных украинцами. Также он кредитовал на 10—50 лет мелких землевладельцев и крестьян, желавших приобрести земельные участки (доля таких кредитов в 1911 году составляла 71 % портфеля, а в 1913 году — 64 %). По состоянию на 1914 год «Земской ипотечный банк во Львове» выдал свыше 1,8 тыс. кредитов на сумму 7 млн крон.

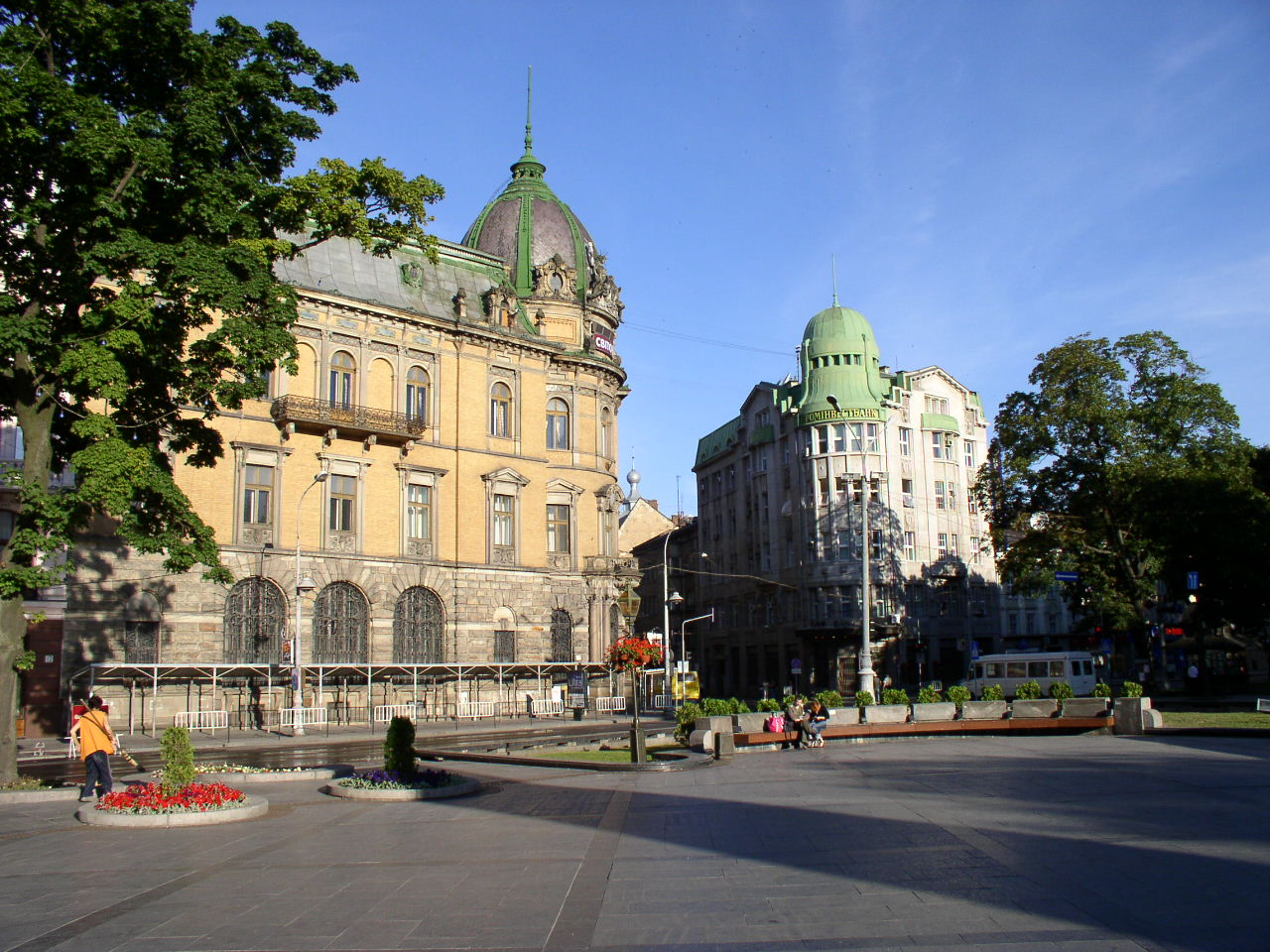
Проспект Свободы, 15 и 17

Акционерами «Галицкого земского ипотечного банка» выступали «Галицкая кредитная касса», а также ряд землевладельцев, купцов и промышленников (он являлся единственным крупным акционерным банком украинского делового сообщества). Одним из акционеров и руководителей «Галицкого земского ипотечного банка» был видный общественно-политический деятель Галичины Кость Левицкий. Банк выпускал закладные листы под залог земли и прочей недвижимости, кредитовал под залог ценных бумаг, торговал государственными ценными бумагами, в том числе векселями, занимался денежными переводами и операциями с банковскими счетами.
В 1908 году «Галицкий земской ипотечный банк» выпустил 2,5 тыс. акций на общую сумму 1 млн крон, которые были за несколько недель выкуплены украинским населением (до этого момента на рынке Галичины доминировали ценные бумаги австрийских и польских учреждений). К 1913 году «Галицкий земской ипотечный банк» выдал долгосрочных и краткосрочных кредитов на 12,6 млн крон под залог городской недвижимости, на 3,8 млн крон под залог земель крупных помещиков и на 0,8 млн крон под залог крестьянских участков.
Несмотря на наличие нескольких банков и страховых компаний, основой украинского делового сообщества были кредитные союзы и кооперативы, которые, однако, не обладали значительными финансовыми ресурсами. К ним относились и сельские кредитные кооперативы и кассы, известные как «кассы Райффайзена» («райфайзенки») и «кассы Стефчика». Они предоставляли крестьянам ссуды под 10 % и быстро вытеснили с кредитного рынка частных ростовщиков. Активно участвовали в процессе консолидации среднего класса и представители греко-католической церкви, которые рекомендовали прихожанам вкладывать свои сбережения только в украинские банки и другие финансовые учреждения. Кроме того, и сами представители церкви держали приходские средства в кредитных кооперативах «Общее кредитное учреждение для Галичины и Буковины» (основан в 1873 году), «Народная торговля» (основан в 1883 году) и «Сельский хозяин» (основан в 1899 году, на пике своей деятельности насчитывал 32 тыс. членов), в кооперативном банке «Днестр», «Земском ипотечном банке во Львове» и «Галицком земском ипотечном банке». Координатором и инициатором создания многих кредитных союзов и кооперативов являлось общество «Просвита», стоявшее во главе украинского национального движения Галичины.

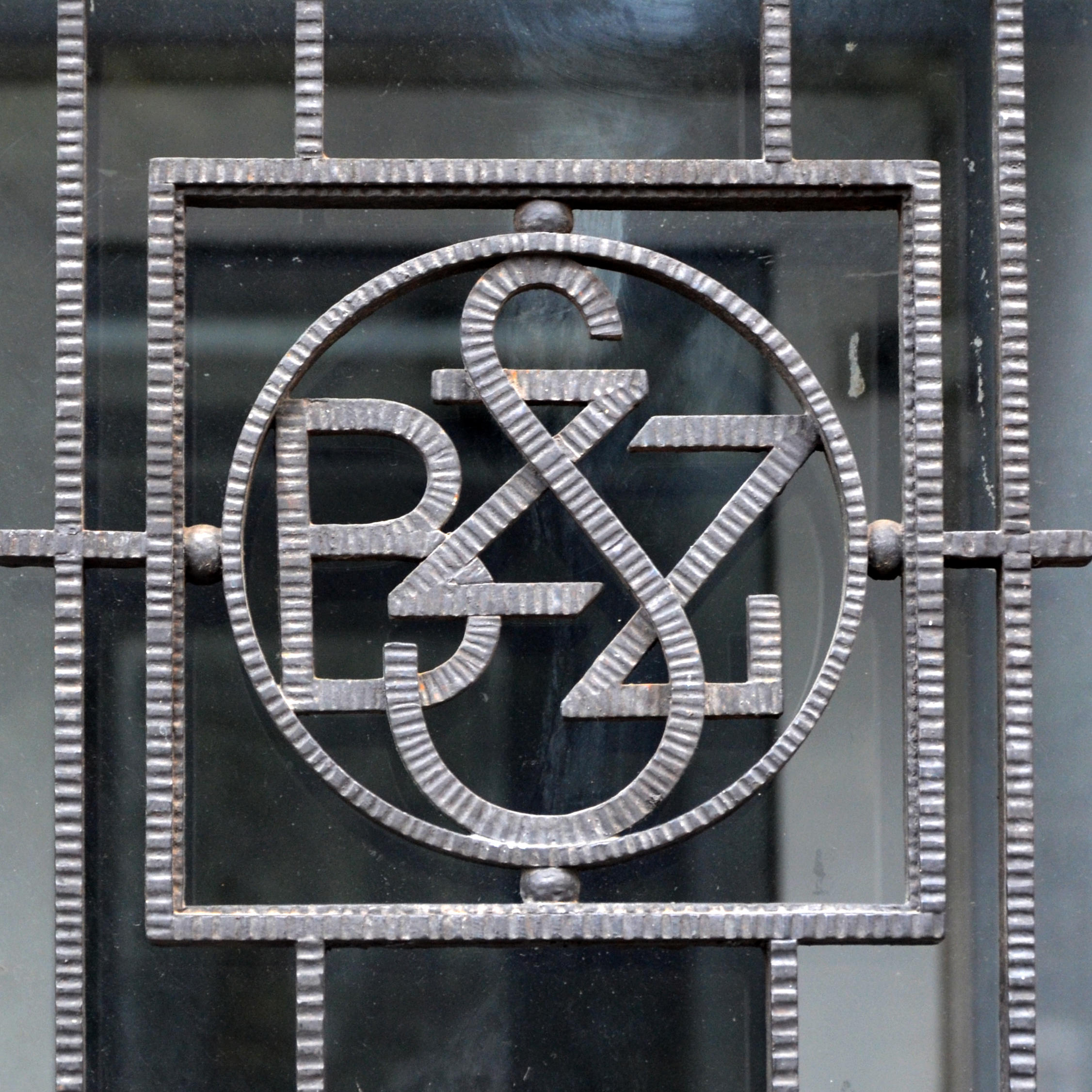
Логотип «Bank Związku Spółek Zarobkowych» на решётке здания. Площадь Галицкая, 7

В 1894 году известный адвокат Теофил Кормош основал украинский кредитный кооператив «Вера», обслуживавший преимущественно городской средний класс (именно по образцу «Веры» вскоре был создан кооперативный банк «Днестр»). В 1896 году был создан «Союз задатковых товариществ», следивший за работой небанковских кредитных организаций Галичины. В дальнейшем он был переименован в «Краевой кредитный союз», который объединял все украинские кредитные кооперативы (деятельность союза финансировал «Галицкий земской ипотечный банк»). В декабре 1903 года решением дирекции «ККС» был создан «Краевой ревизионный союз», занимавшийся аудитом и контролем, а также издававший профильный журнал «Экономист».
С момента создания и до начала 1940-х годов во главе «Краевого ревизионного союза» стоял Кость Левицкий. Союз, объединявший около 400 членов, не только инспектировал кредитные учреждения, но и при необходимости оказывал им финансовую помощь для стабилизации положения. К 1912 году в Галичине имелось свыше 2,9 тыс. кредитных союзов всех типов, более 1,5 тыс. кредитных кооперативов, 27 сельских и 24 городские сберегательные кассы, в том числе 428 украинских кредитных союзов с суммарным капиталом 8,4 млн крон (с 1898 по 1913 год общее количество кредитных кооперативов выросло в 16 раз, а их капиталы — в 58 раз).
Сберегательные кассы Львова не только инвестировали свободные капиталы в различные ценные бумаги, но и предоставляли краткосрочные кредиты под залог недвижимости и движимого имущества (преимущественно домов, земель и ювелирных изделий). Крупнейшими были «Галицкая почтово-сберегательная касса», «Центральная сберегательная касса» и «Городская коммунальная сберегательная касса». Общая сумма вкладов в сберегательных кассах выросла со 187 млн крон в 1900 году до 324 млн крон в 1912 году (они составляли почти треть от всех вкладов в кредитно-финансовых учреждениях Галичины, которые достигли 1 млрд крон).
С начала XX века и до Первой мировой войны добыча нефти в Галичине приобрела массовый характер, в отрасли доминировали крупные акционерные компании с иностранным капиталом. Изначально в нефтяной промышленности региона преобладал австрийский капитал, который, за неимением у Австро-Венгрии внешних колоний, устремился на периферию империи. Среди крупнейших австрийских инвесторов выделялся венский банк «Creditanstalt», входивший в финансовую группу Ротшильдов.
Также в отрасли присутствовал немецкий, французский, британский, американский (в том числе компания Джона Рокфеллера) и польский капитал. Инвестировали в нефтяную промышленность и пражские банки — «Купеческий банк для Чехии и Моравии», «Пражский кредитный банк», «Живнобанк» (первый являлся соучредителем «Галицкого горнодобывающего акционерного общества», базировавшегося во Львове). В 1903 году по инициативе банка «Creditanstalt» был создан синдикат «Petrolea», объединивший крупнейшие нефтедобывающие компании, однако во время кризиса перепроизводства (1907), когда цены на нефть упали, синдикат распался.
Кроме нефтяной промышленности, чешские банки активно предоставляли муниципальные кредиты небольшим городам Галичины, работали с населением (наиболее разветвлённую филиальную сеть имел чешский сберегательный «Споробанк»), инвестировали в железные дороги и производство сахара (например, «Купеческий банк для Чехии и Моравии» являлся совладельцем «Галицкого акционерного общества сахарной промышленности», а «Живнобанк» владел ценными бумагами железных дорог Галичины).
Незадолго до начала Первой мировой войны финансовая система Львова находилась на подъёме. Например, основной капитал «Галицкого акционерного ипотечного банка» вырос до 20 млн крон, резервный — до 9 млн, объёмы кредитов в 1914 году составляли 207 млн крон, ежегодные дивиденды акционеров банка находились на уровне 5—10 %.
Крупнейшим банком являлся «Государственный краевой банк королевства Галиции и Лодомерии», основанный для удешевления ипотечного кредитования и активизации аграрной реформы (кроме того, банк активно кредитовал муниципалитеты и сельские общины). Изначально он был рассчитан на мелкие крестьянские хозяйства, однако на практике среди клиентов банка преобладали крупные заёмщики (доля кредитов свыше 20 тыс. крон составляла 76 % от всего портфеля). Под контролем Галицкого краевого сейма, который назначал членов совета банка, капитал финансового учреждения вырос с 2 млн крон в 1881 году до 15 млн крон в 1907 году (по этому показателю он вышел в лидеры среди банков Галичины). По состоянию на 1913 год «Государственному краевому банку» принадлежало 30 % всех банковских капиталов Галичины, 33 % краткосрочных кредитов, 60 % ипотечных кредитов и 70 % всех депозитных вкладов.

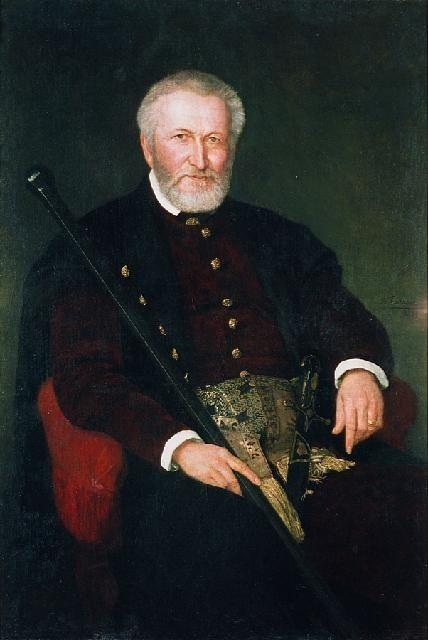
Леон Сапега
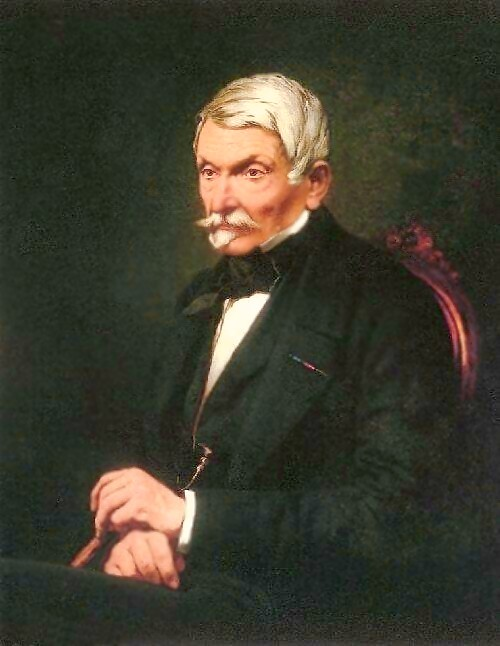
Александр Фредро
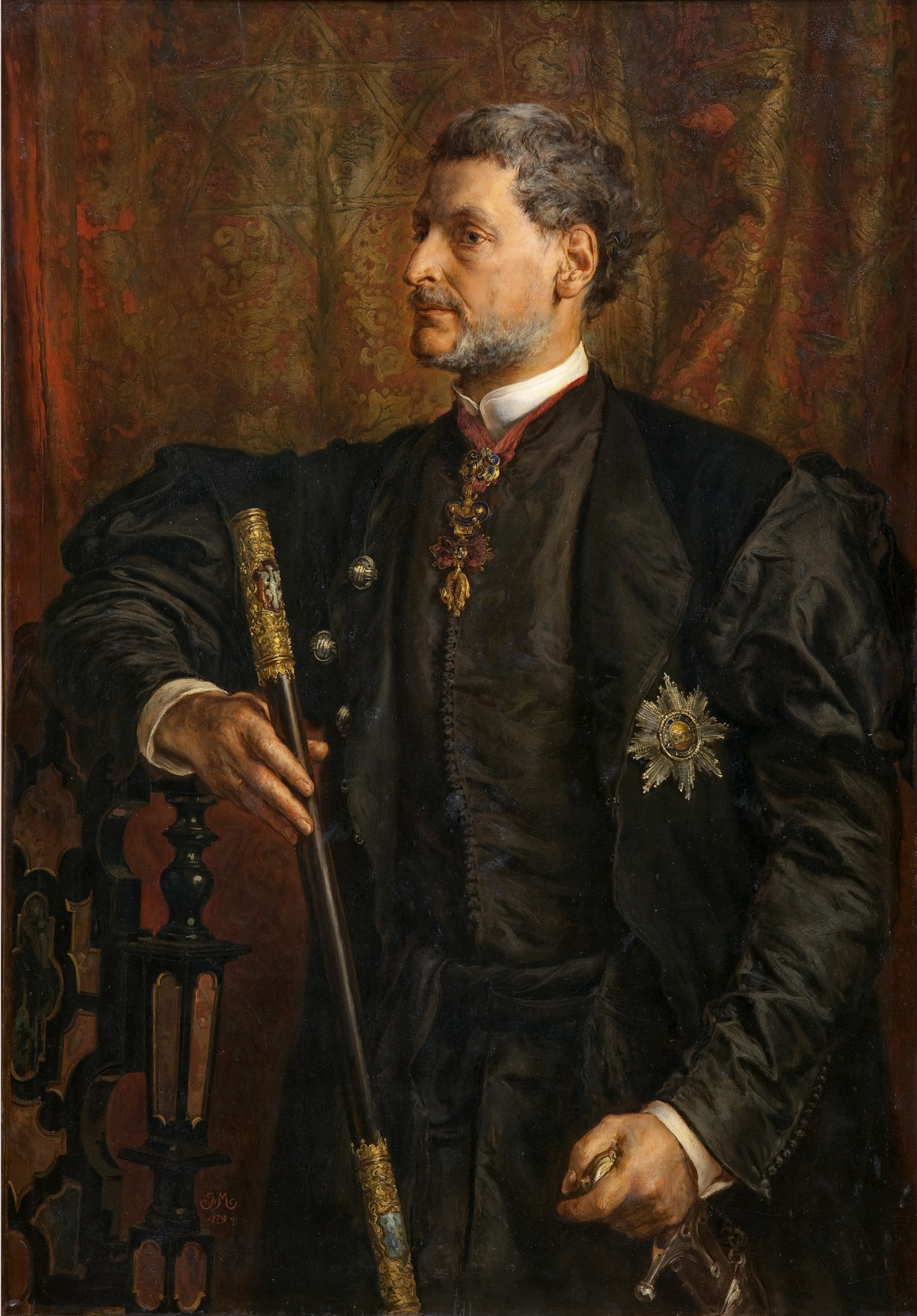
Альфред Потоцкий
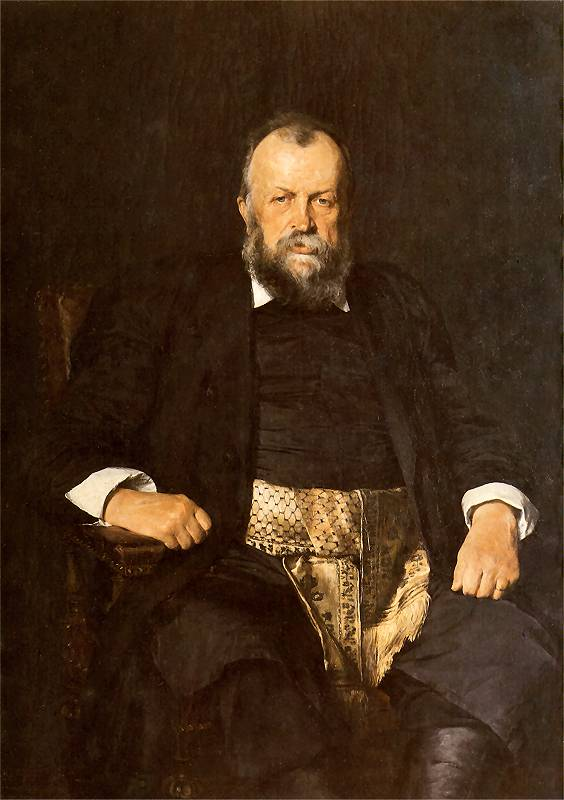
Владимир Дзедушицкий
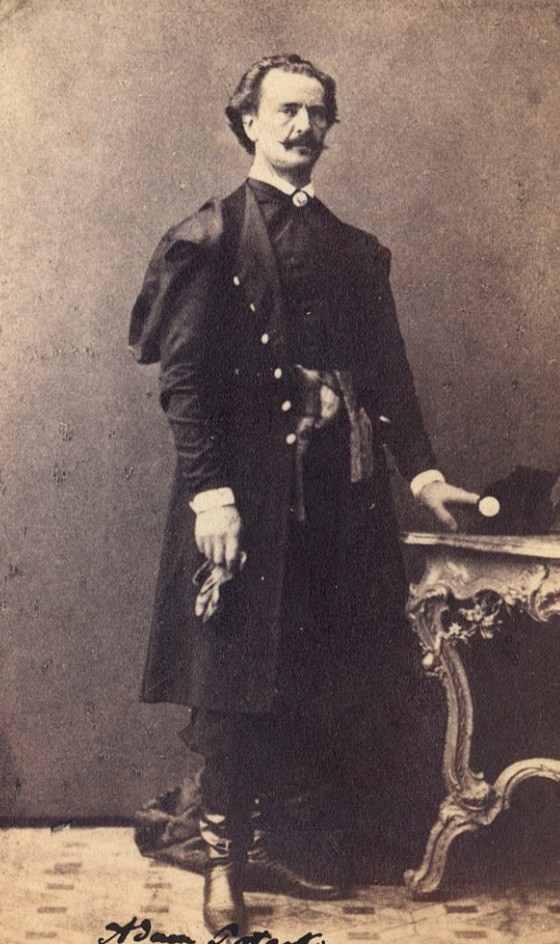
Адам Потоцкий
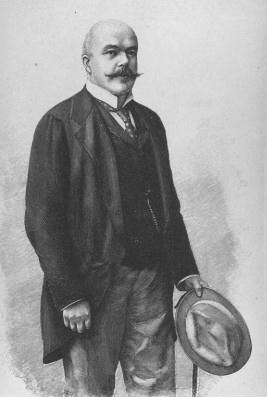
Казимир Бадени
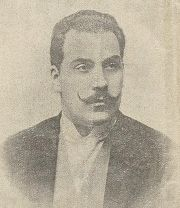
Вацлав Залесский
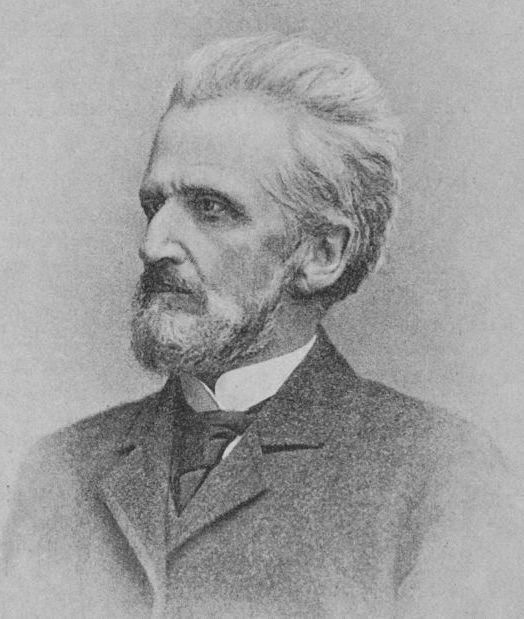
Адам Сапега
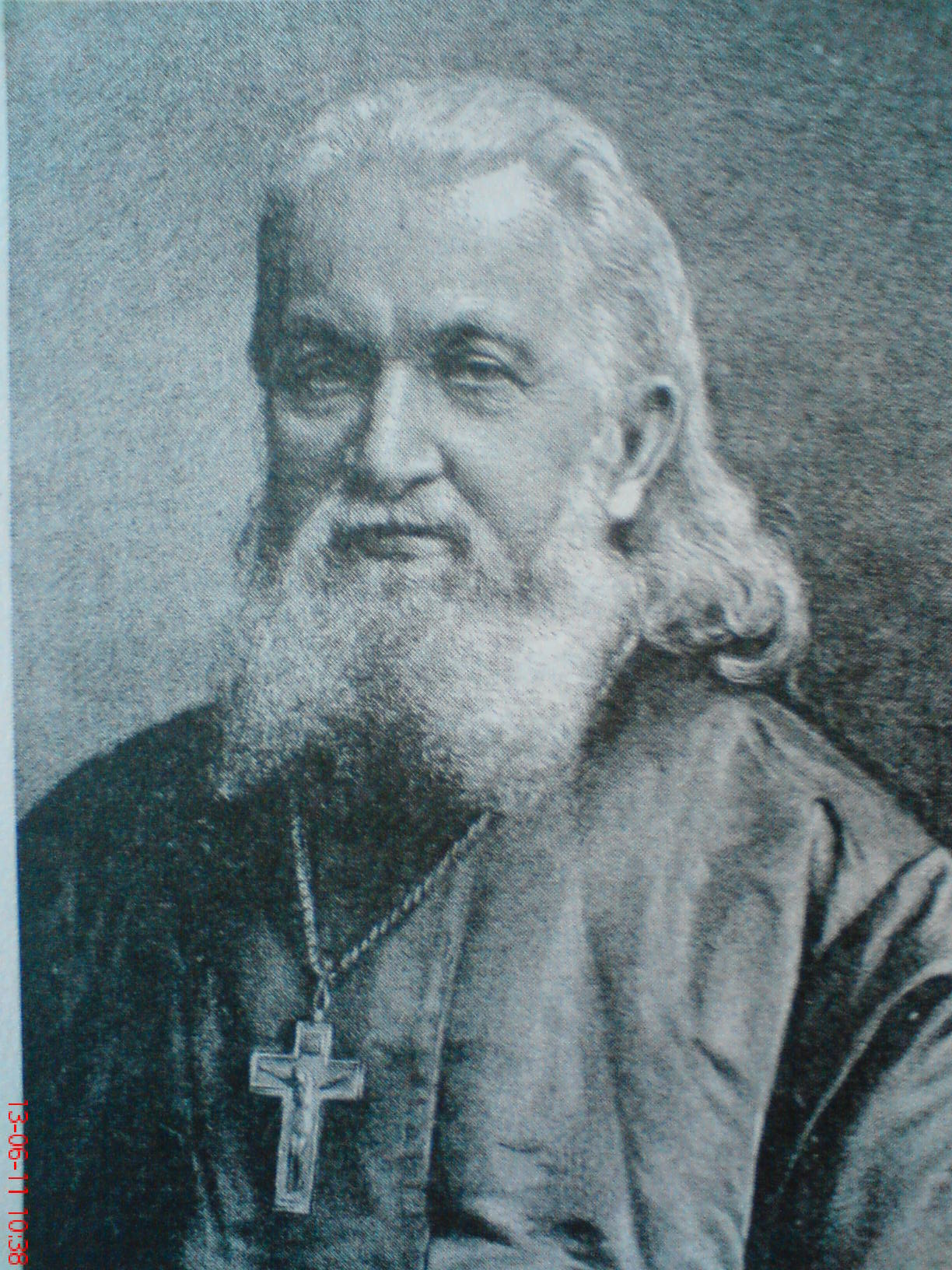
Иван Наумович
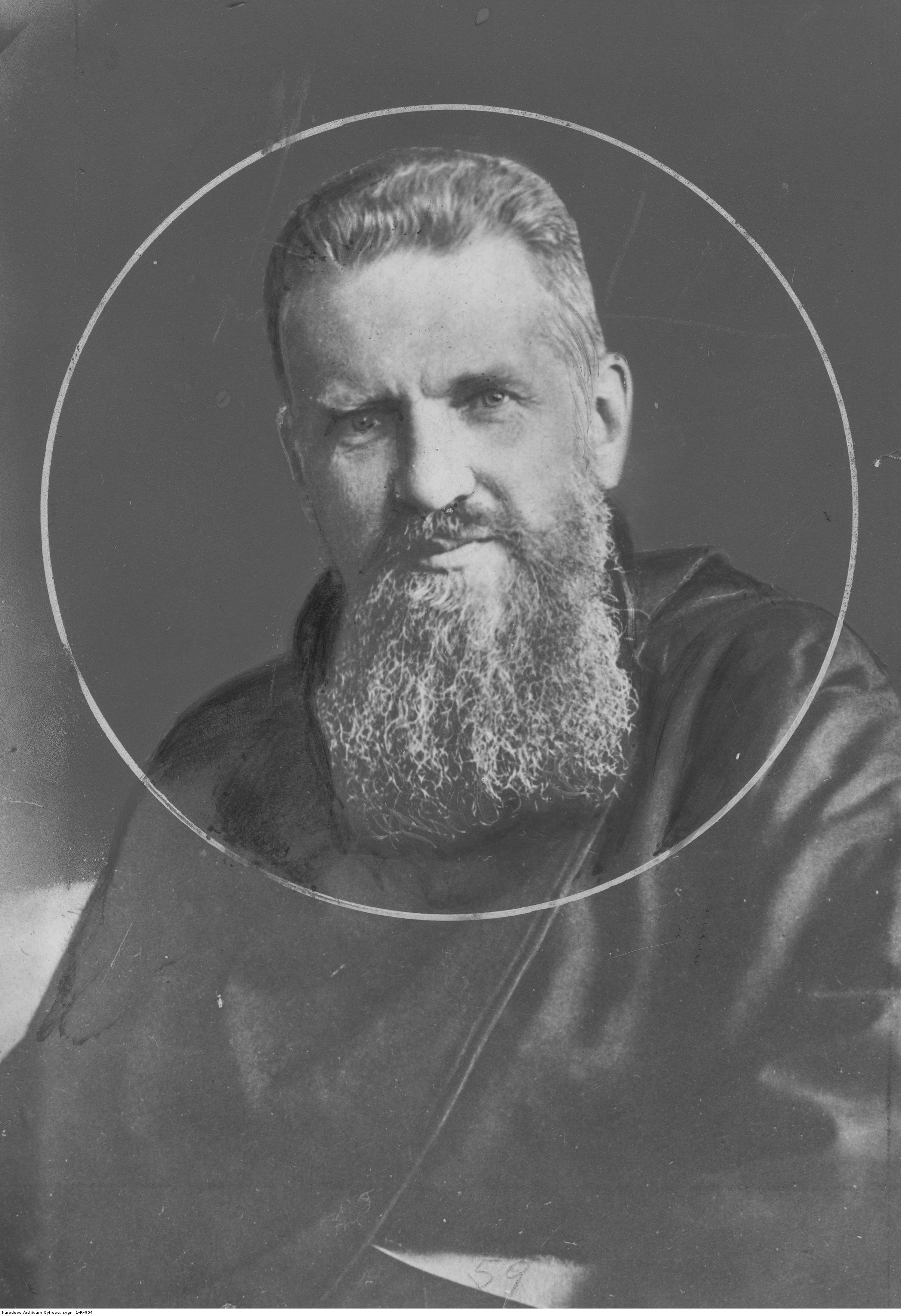
Андрей Шептицкий
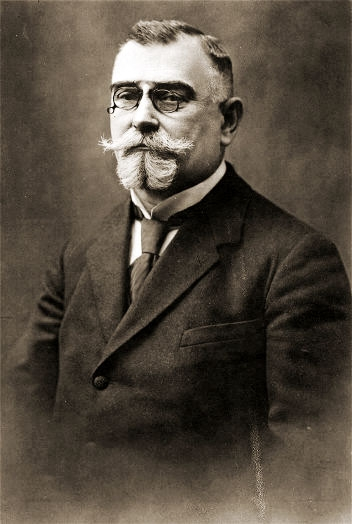
Кость Левицкий
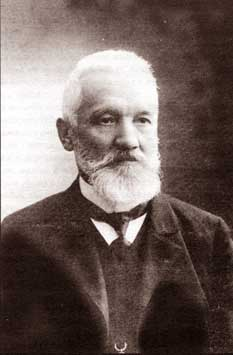
Василий Нагорный

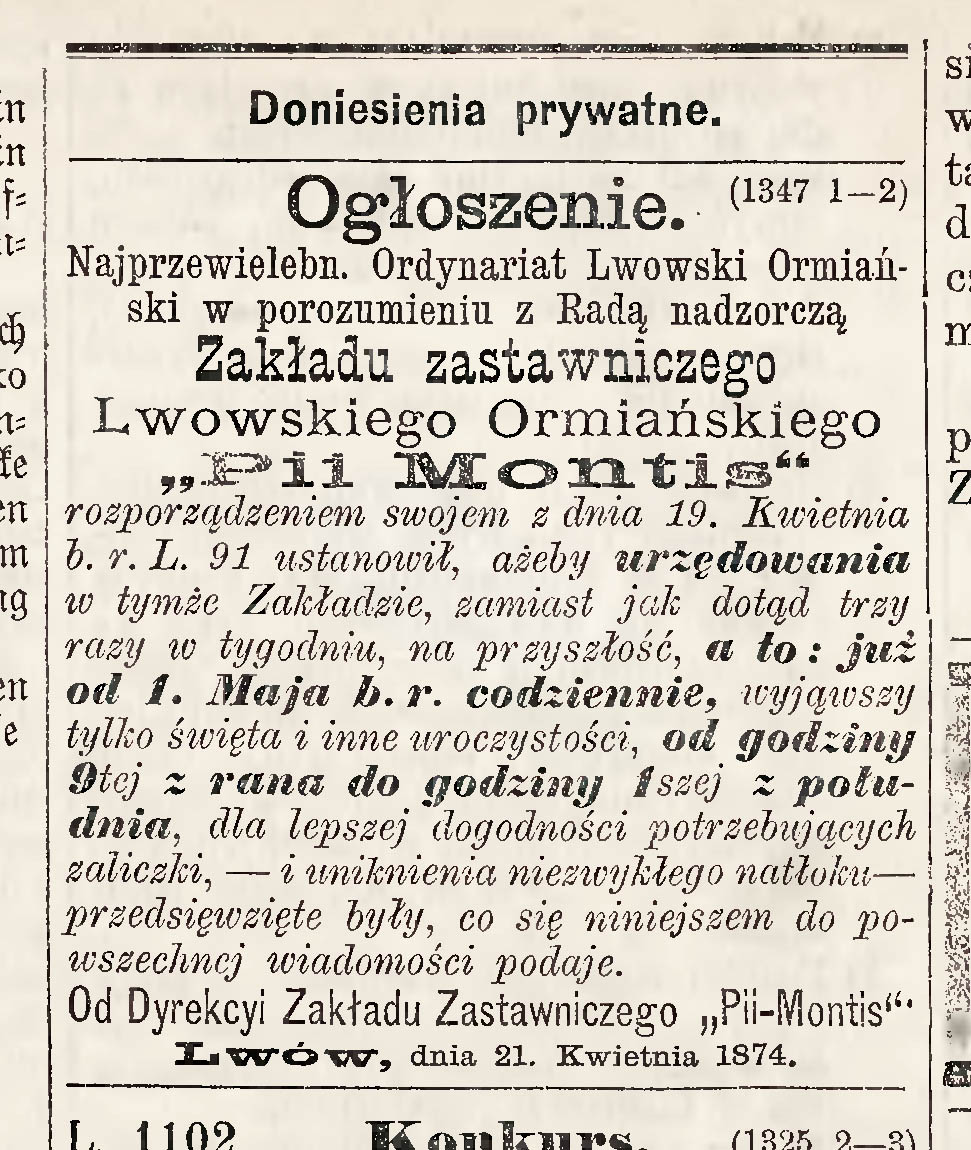
«Армянский набожный банк» (1874)
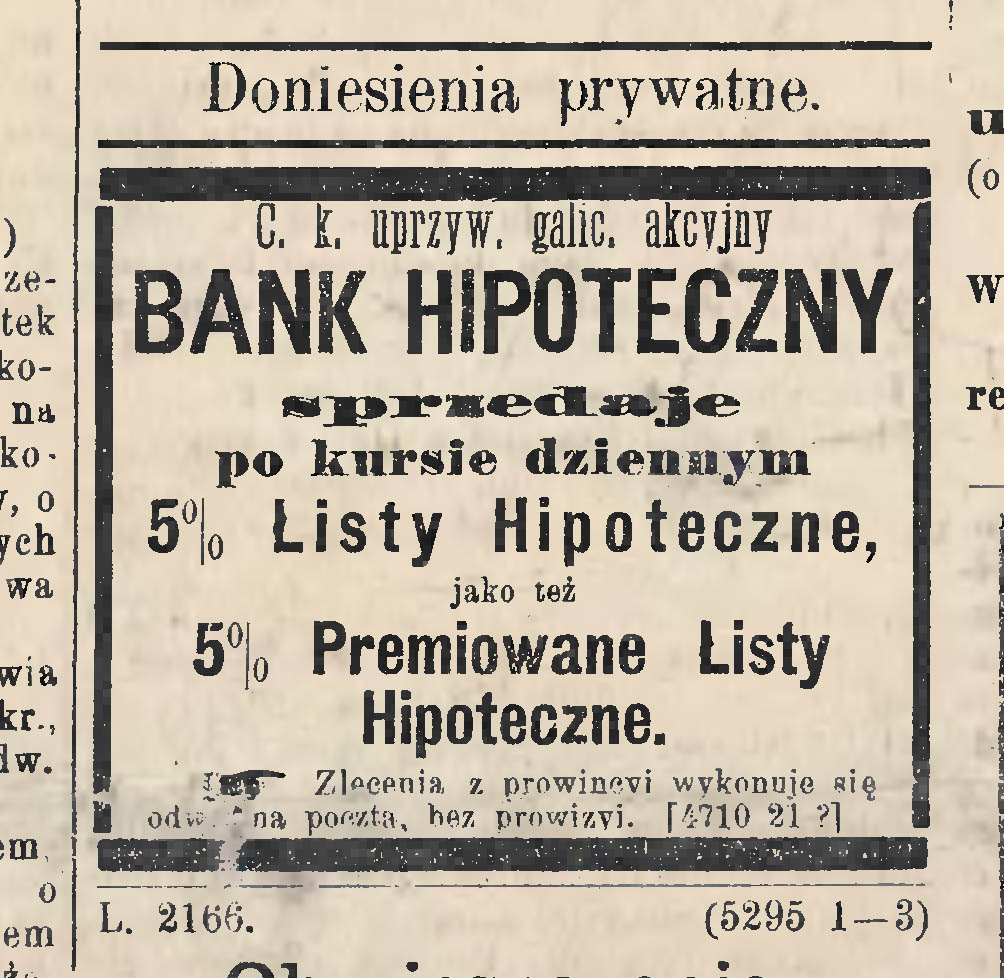
«Галицкий акционерный ипотечный банк» (1886)
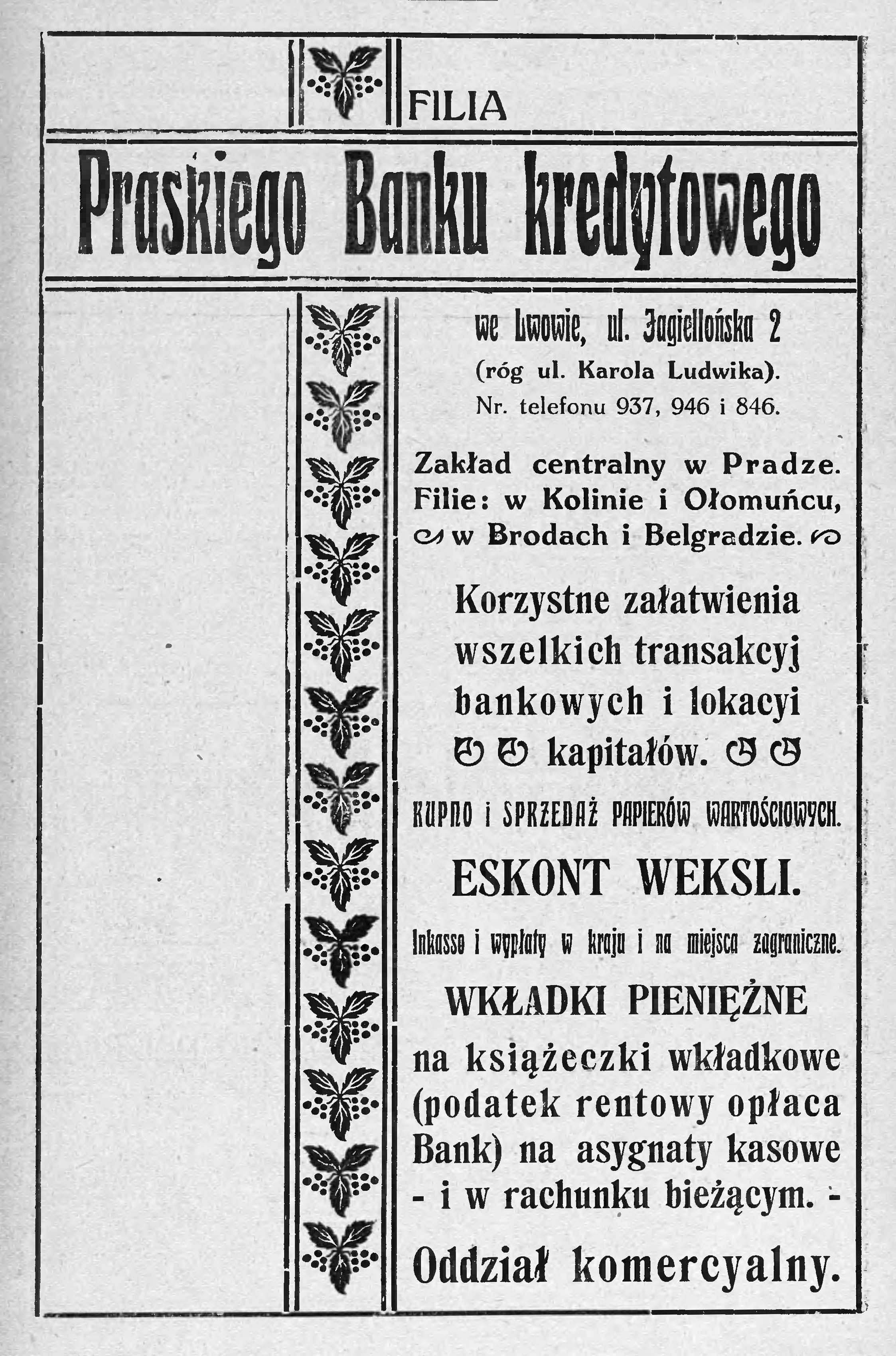
«Пражский кредитный банк» (1913)
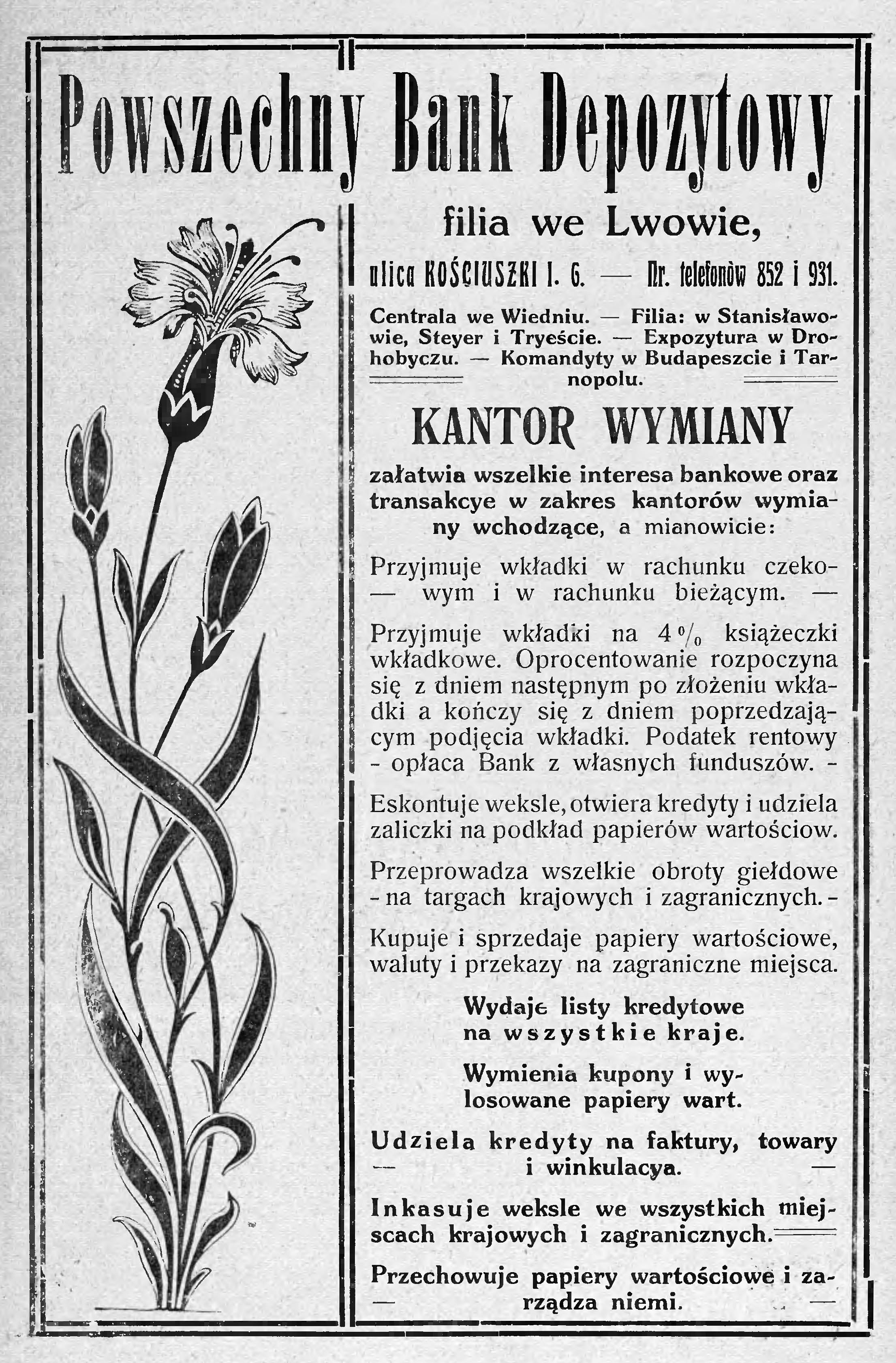
«Общий депозитный банк» (1913)
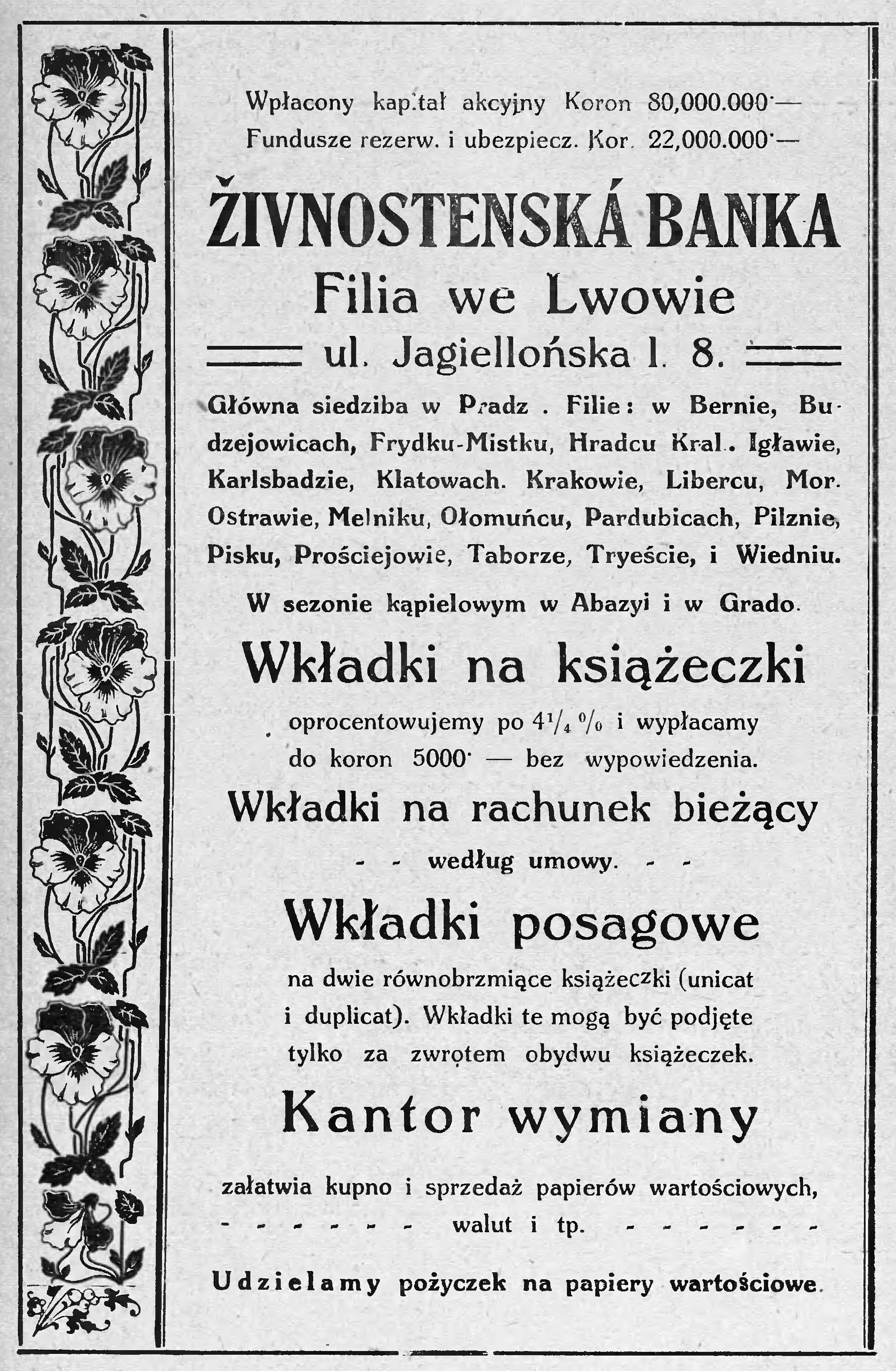
«Живнобанк» (1913)
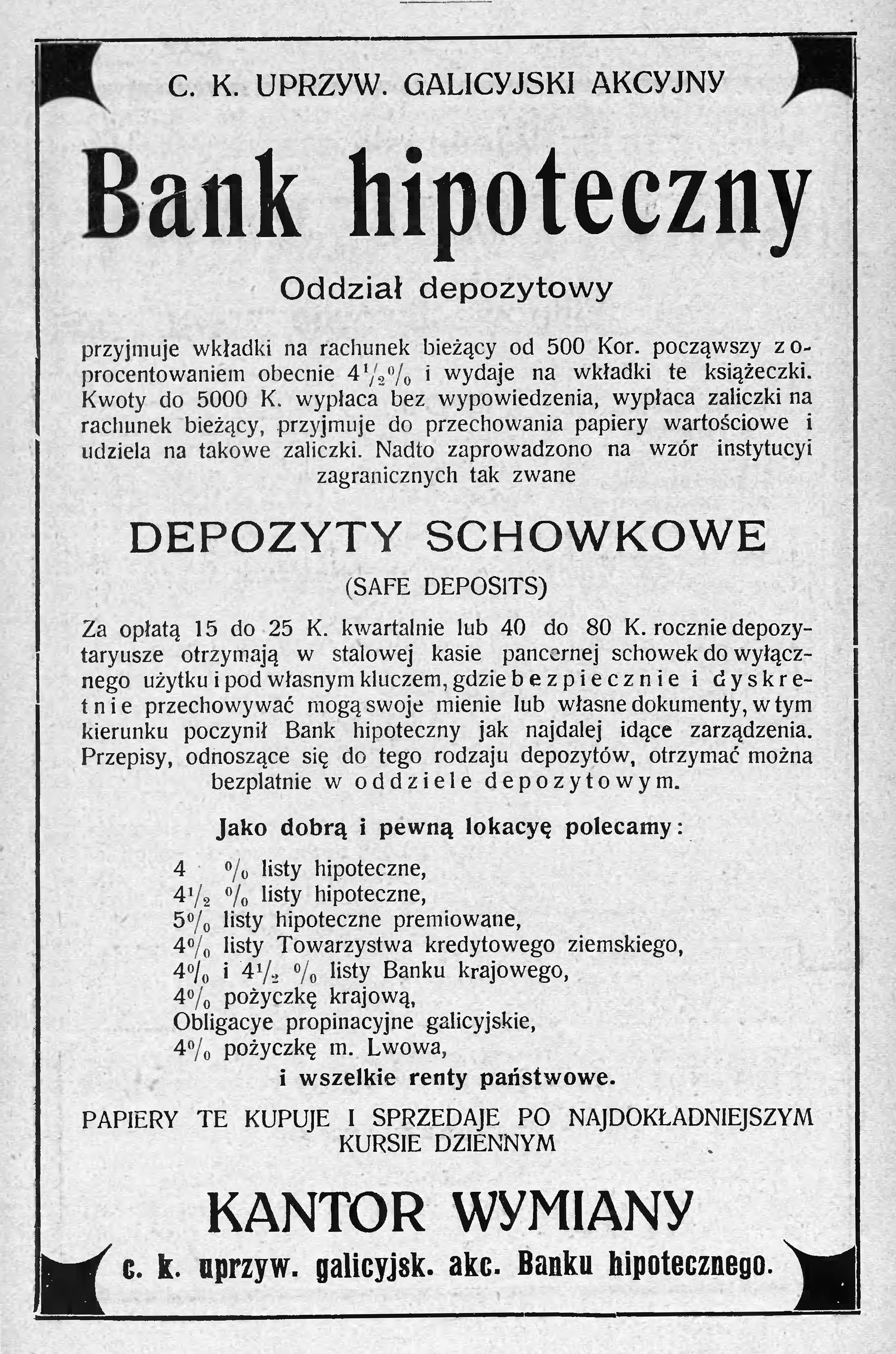
«Галицкий акционерный ипотечный банк» (1913)
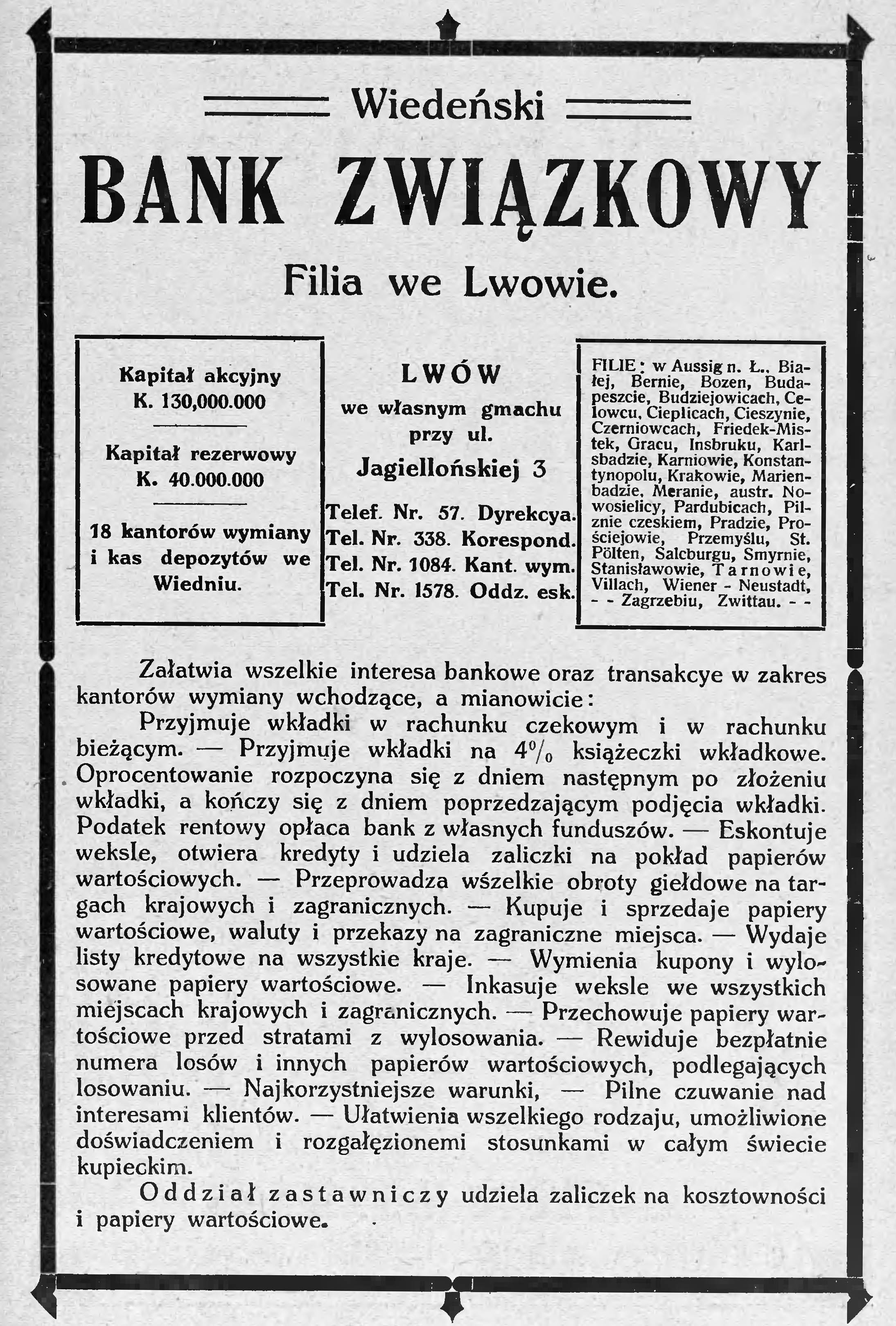
«Венский банк союзов» (1913)
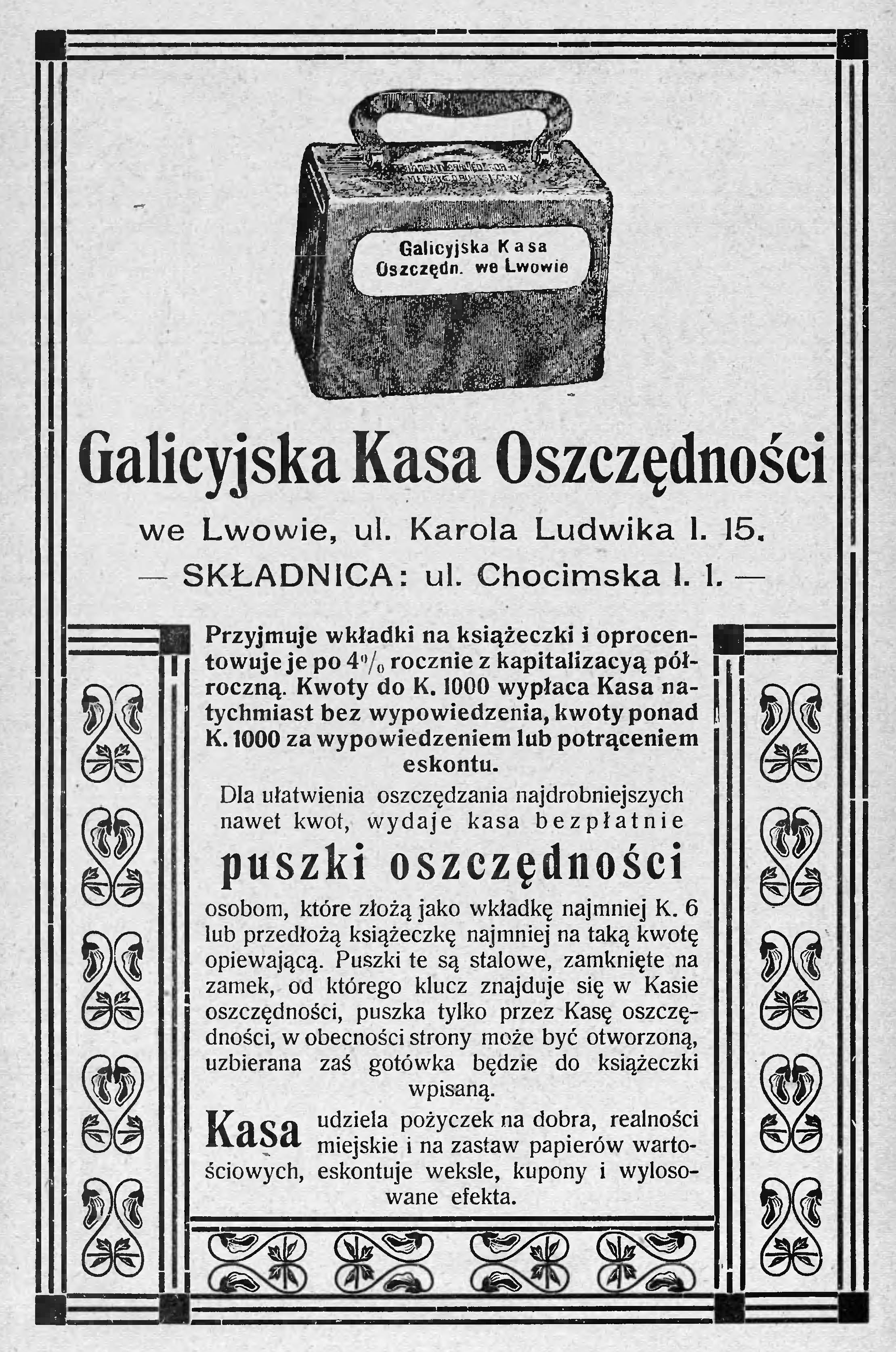
«Галицкая сберегательная касса» (1913)
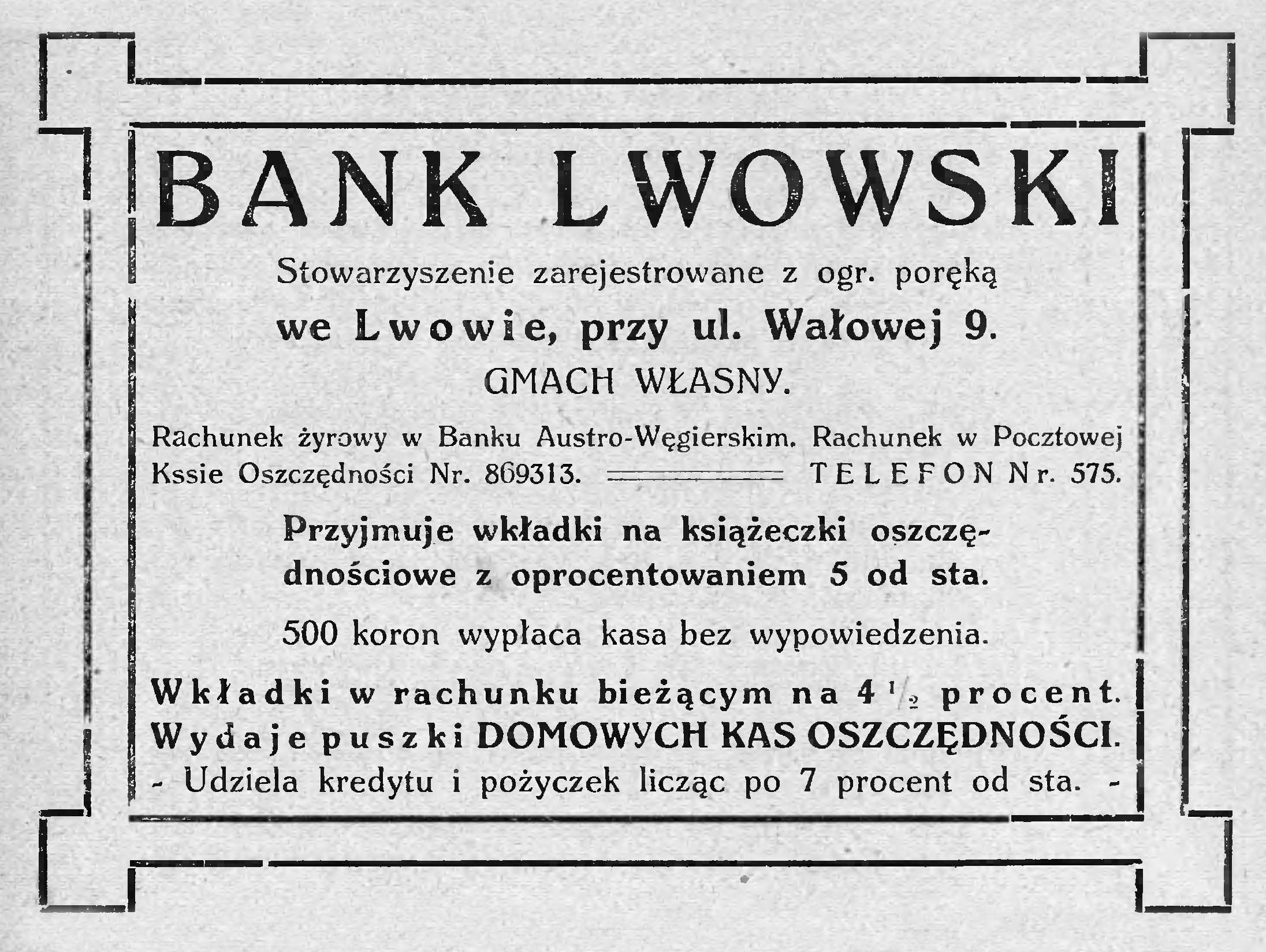
«Львовский банк» (1913)
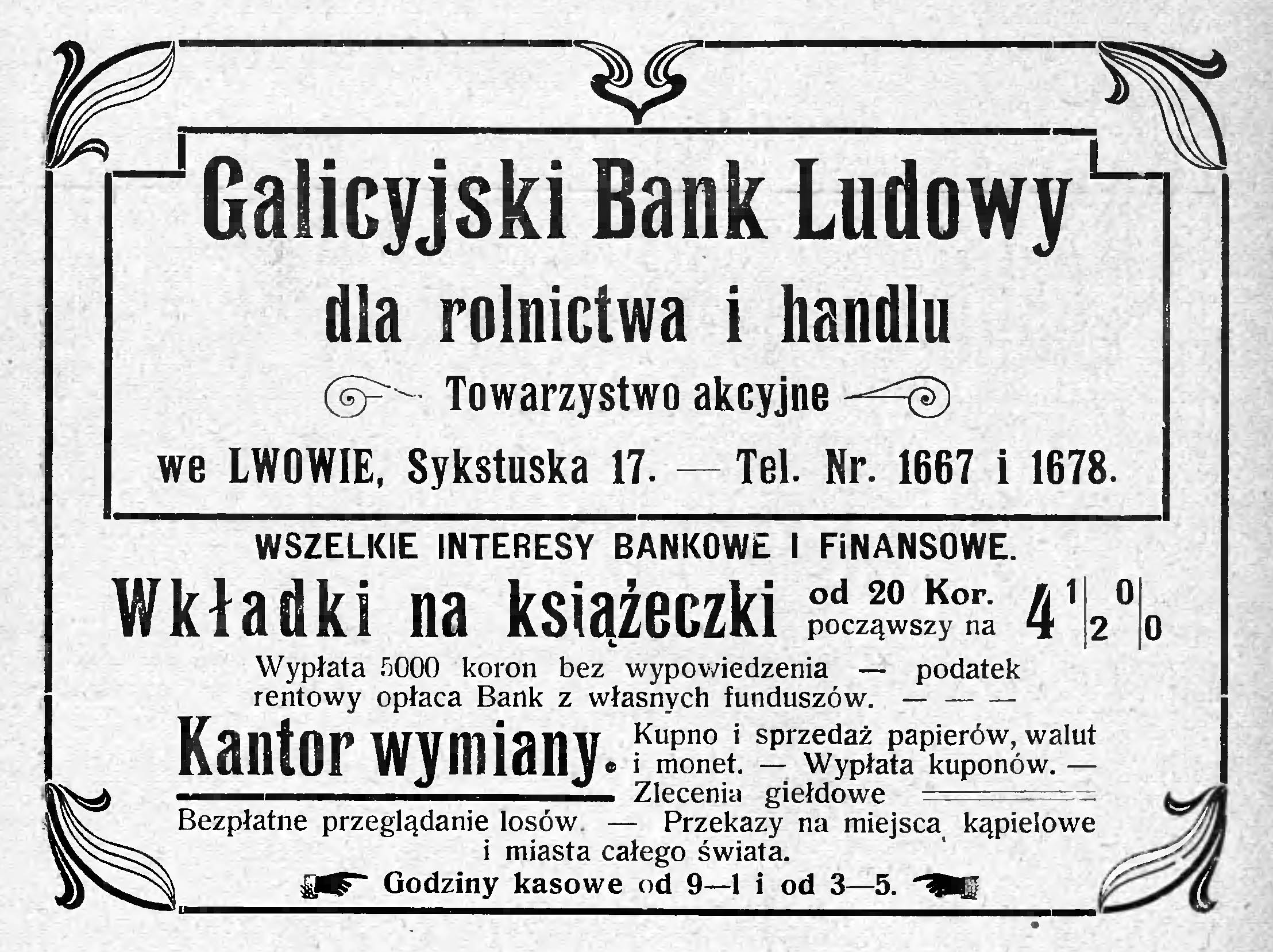
«Галицкий народный банк земледелия и торговли» (1913)
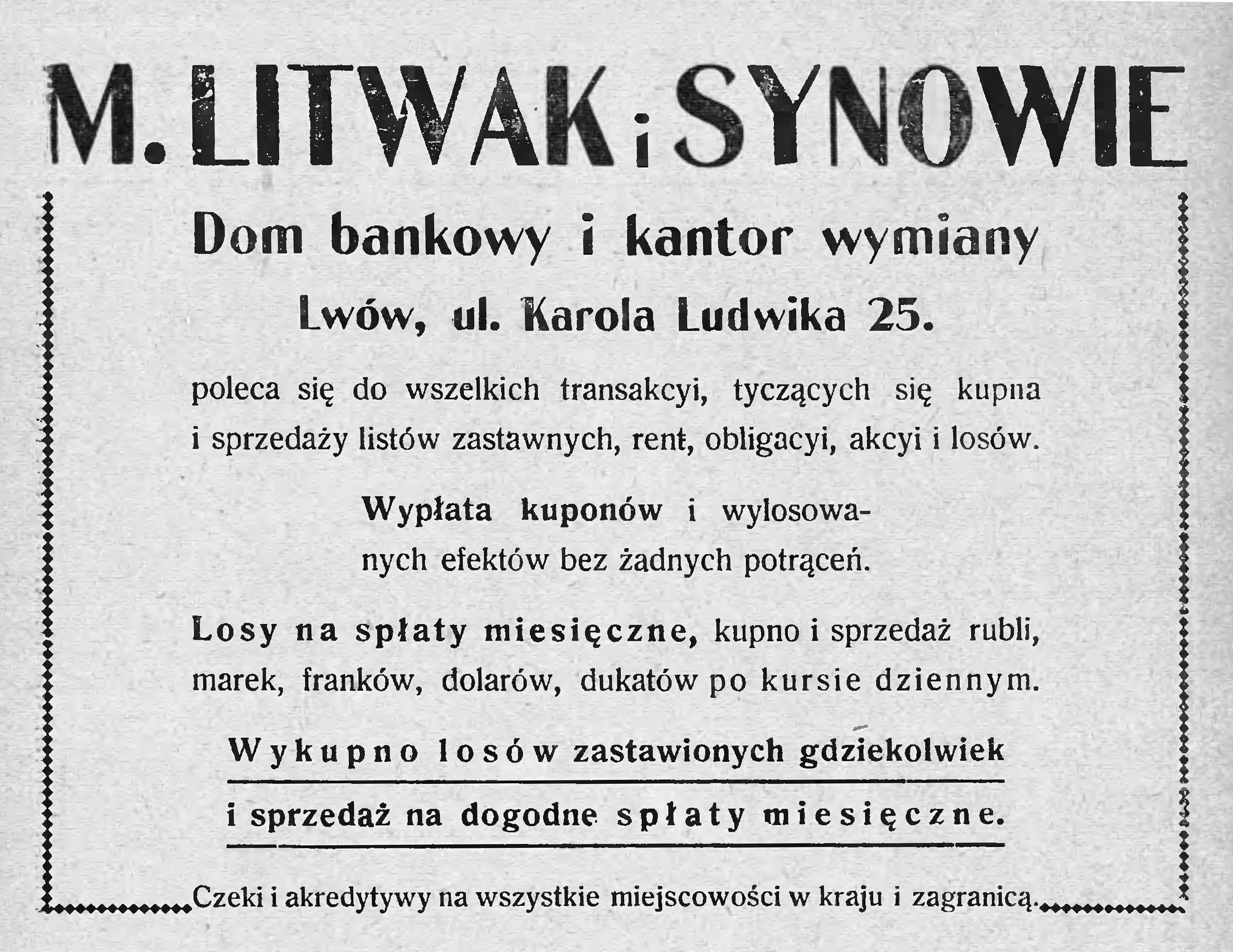
Банкирский дом «М. Литвак и сыновья» (1913)
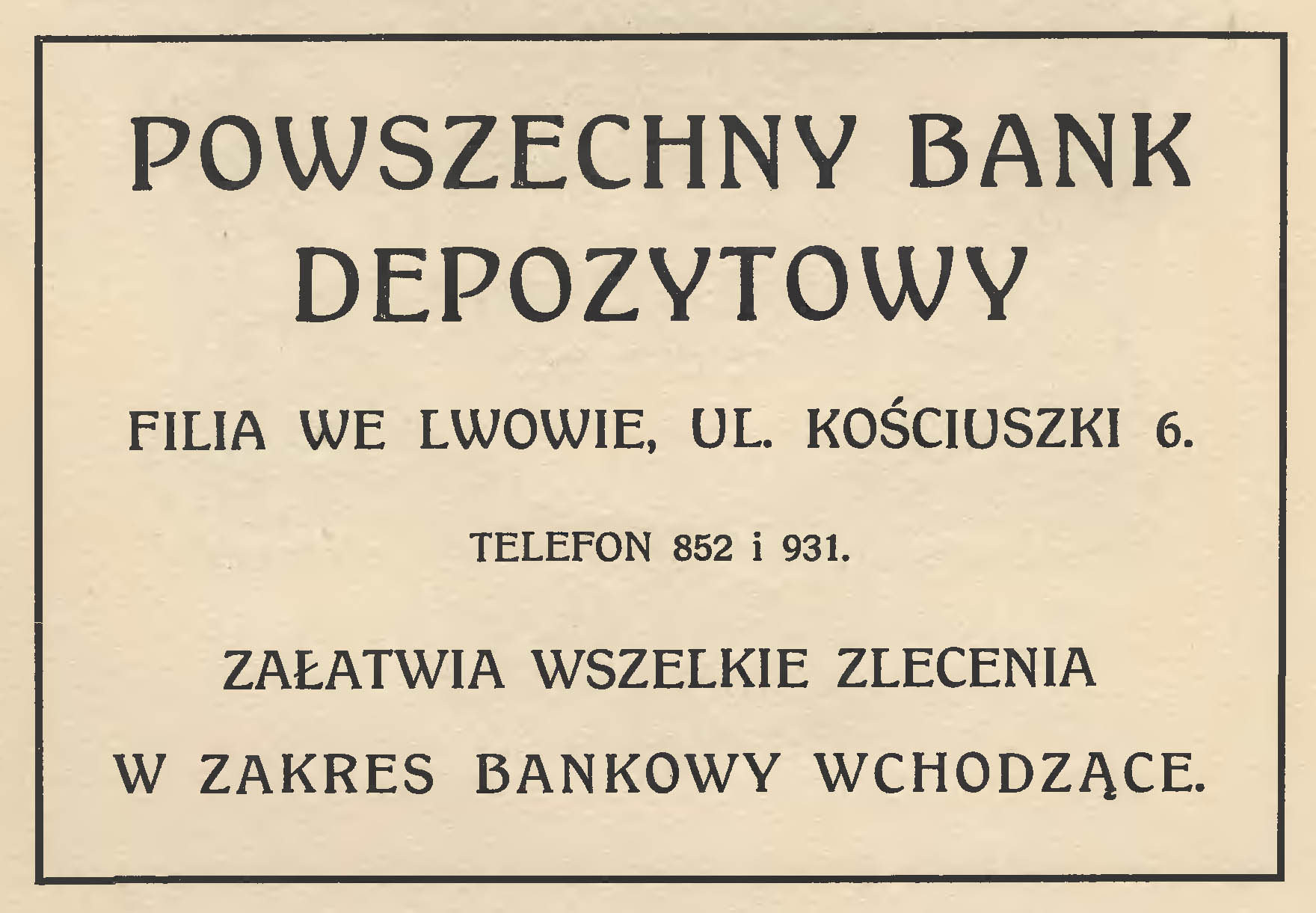
«Общий депозитный банк» (1914)

### Рынок ценных бумаг

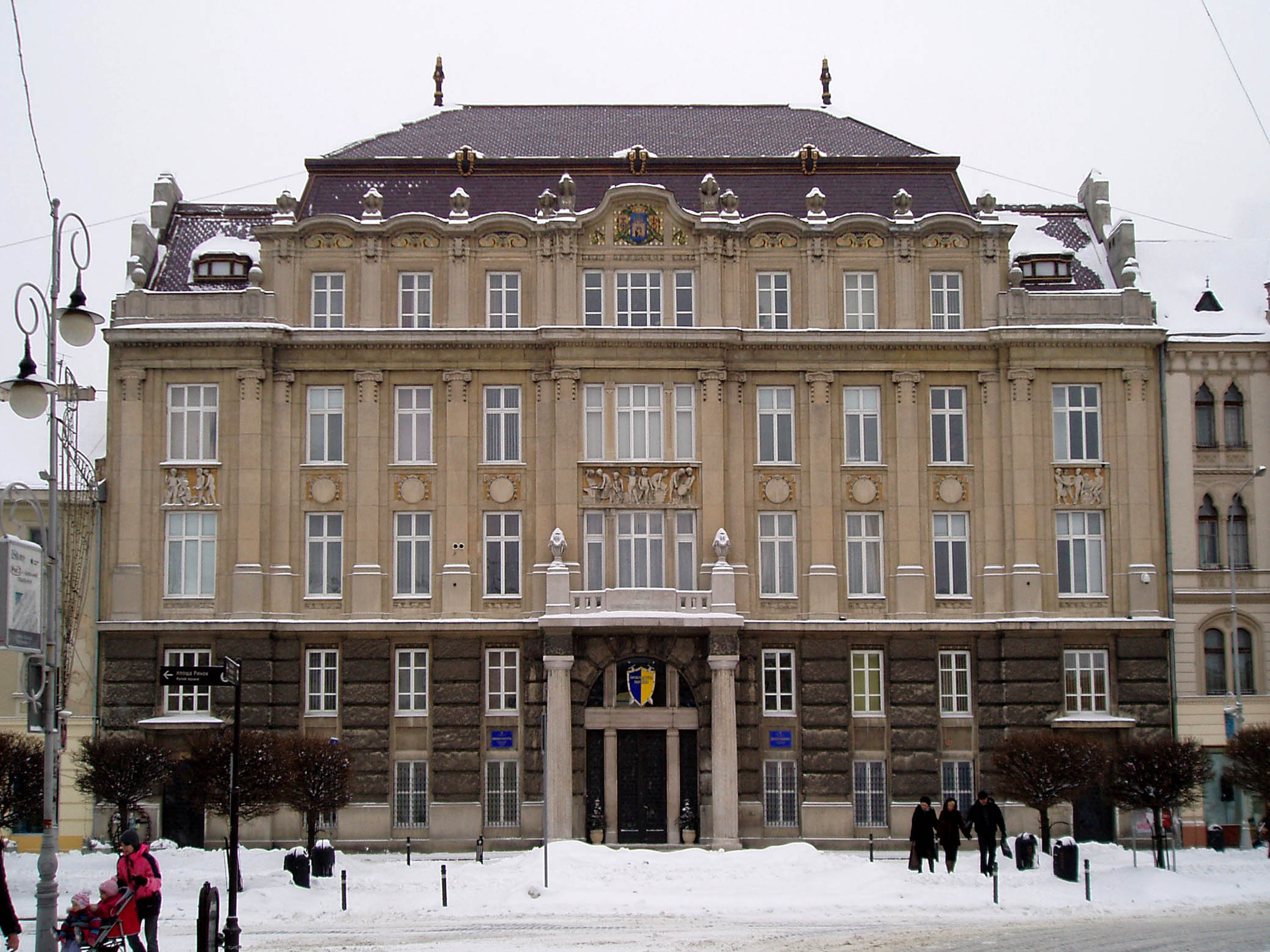
Проспект Шевченко, 17. Бывшее здание Торгово-промышленной палаты, в котором действовала биржа

Рынок ценных бумаг Галичины сформировался после присоединения региона к Габсбургской монархии. Изначально во Львове появились банкоцеттели «Венского городского банка», но постепенно доверие к ним начало снижаться и в итоге они дестабилизировали финансовую систему империи. Также имели хождение облигации военного займа, выпускавшиеся министерством финансов для ведения Наполеоновских войн, и «серебряные ренты». В марте 1811 года австрийское казначейство объявило дефолт и девальвировало банкоцеттели.
Для изъятия из оборота обесценившихся банкоцеттелей и обмена их на новые деньги в 1816 году по инициативе графа Иоганна фон Штадиона был основан Национальный банк Австрии. Новое финансовое учреждение выпускало акции, имевшие хождение и во Львове, погашало облигации военного займа, а также чеканило новые монеты, что в итоге привело к нормализации денежного обращения. В 1848 году в Австрийской империи было отменено крепостное право, а с 1853 года помещики Галичины стали получать выкупную компенсацию, которая выдавалась индемнизационными облигациями с ежегодным погашением.
В 1854 году в Галичине в обращении находилось индемнизационных облигаций на 20,3 млн гульденов (для сравнения, в тот же период объём ипотечных бумаг составлял 12 млн гульденов). Кроме того, галицкими индемнизационными облигациями активно торговали на Венской бирже. Второе место по популярности занимали закладные листы ипотечных банков, основная эмиссия которых пришлась на 1843—1870 года. Также во второй половине XIX века во Львове активно торговали облигациями железных дорог, пароходных компаний, банков и военных займов (Галицкий краевой сейм использовал облигации железных дорог для залога в банках и получения займов). Большинство облигаций, обращавшихся во Львове, были австрийскими, часть — польскими и венгерскими, а также иностранными (голландскими, швейцарскими, сербскими и турецкими). «Галицкий акционерный ипотечный банк» выпускал не только закладные листы, но и «краевые» облигации.
На Венской и Лондонской биржах котировались акции нескольких железнодорожных и нефтяных компаний Галичины, их основными покупателями были английские и бельгийские инвесторы, а также немецкие и австрийские банки (в частности, «Дармштадтский банк»). Среди эмитентов ценных бумаг украинского делового сообщества наиболее известными были «Галицкий земской ипотечный банк», общества «Просвита» и «Заря» (последние выпускали беспроцентные «долговые грамоты»). До Первой мировой войны на фондовом рынке Галичины преобладали государственные облигации и ипотечные бумаги, рынок акций был развит довольно слабо (на нём обращались акции преимущественно польских банков, изредка — нефтяных компаний). На руках у населения находился значительный объём ценных бумаг — облигаций и векселей различных типов (кроме того, обыденным делом для семьи среднего достатка было наличие лотерейных билетов и страховых полисов). В 1913 году на душу населения в Галичине приходилось ценных бумаг на 25 долларов (в Австро-Венгрии этот показатель равнялся 95 долларам, а в Российской империи — 39 долларам).

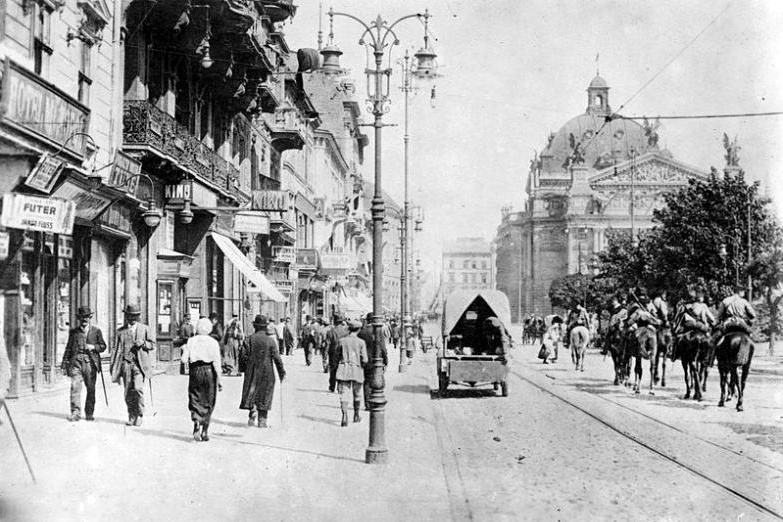
Гетманские валы в начале XX века

В 1850 году во Львове была учреждена Торгово-промышленная палата, которая и выступила инициатором создания в 1868 году Львовской биржи. Поводом для легализации торговли ценными бумагами послужило то, что почти все операции с галицкими индемнизационными облигациями и ипотечными бумагами были к тому времени монополизированы «чёрной биржей» (она располагалась на Гетманских валах). Основной объём котировок на Львовской бирже приходился на закладные листы местных банков, индемнизационные облигации, облигации и акции железных дорог и банков Галичины, облигации городских займов Львова и Кракова. Однако операции с ценными бумагами имели второстепенное значение и проводились нерегулярно, а биржа являлась изолированной и преимущественно товарной. Курсы ценных бумаг печатались в «Gazeta Lwowska».
В 1912 году Торгово-промышленная палата и Львовская биржа переехали в специально построенное для них здание по улице Академической, 17 (нынешний проспект Шевченко). Монументальное неоклассическое здание было создано по проекту архитекторов Юзефа Сосновского и Альфреда Захаревича, в советский период в нём располагался горком Компартии, а в украинский период — Львовская областная прокуратура. Что касается «чёрной биржи», которая специализировалась на спекуляциях с ценными бумагами, кредитах под грабительские проценты и валютных операциях, то пик её активности пришёлся на период перед Первой мировой войной. Нередко дельцы «чёрной биржи», работавшие вокруг памятника архангелу Михаилу и в окрестных кофейнях («Империал», «Карлтон», «Гранд», «Венское кафе»), узнавали новости раньше, чем эта информация попадала к властям или руководителям банков.

## Первая мировая война и второй польский период

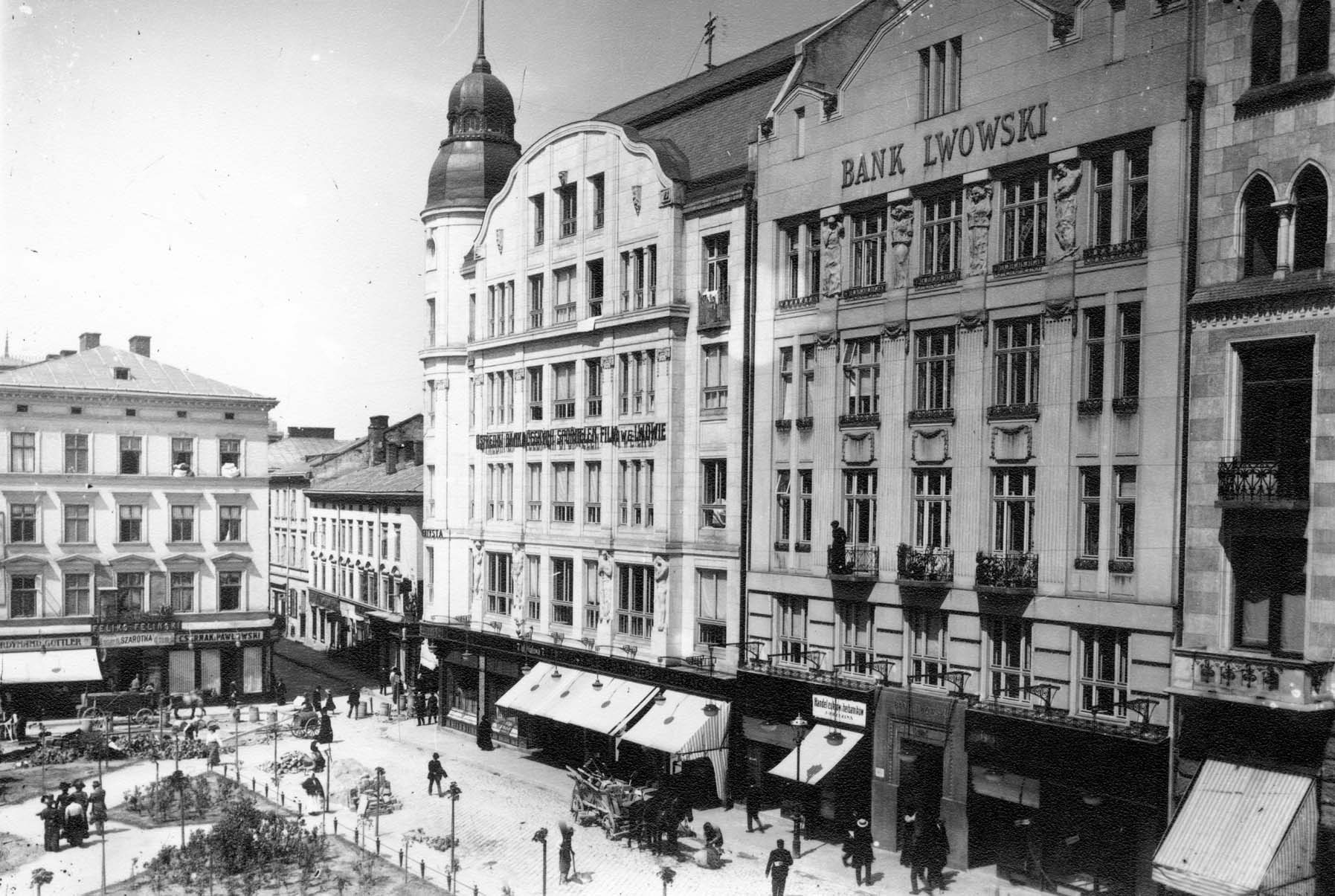
Здание «Львовского банка» на улице Валовой, 9

Первая мировая война нанесла серьёзный удар по финансовому сектору Львова, многие банки и компании понесли огромные убытки из-за девальвации австрийской кроны. Во время оккупации Львова войсками Российской империи (сентябрь 1914 — июнь 1915 года) в городе продолжали функционировать «Акционерный кооперативный банк» (площадь Смольки, 3), «Потребительский банк» (улица Ягеллонская, 8), «Земельный банк» (улица Ягеллонская, 25), «Народный банк промышленности и коммерции» (улице Сикстуская, 17), «Коммерческий банк» (улица Коперника, 3), «Львовский банк» (улица Валовая, 9), банк «Защита земли» (улица Армянская, 3), банк «Днестр» (улица Русская, 20) и «Мещанский кредитный союз» (площадь Рынок, 10).
В 1915 году по инициативе «Государственного краевого банка» было основано «Галицкое военное кредитное учреждение», которое финансировало проекты по созданию рабочих мест и восстановлению разрушенных объектов. После окончания Первой мировой войны (1918) и разгрома поляками Западно-Украинской Народной Республики галицкая нефть утратила своё былое значение, что привело к некоторому оттоку финансового капитала из Львова. Послевоенный финансовый кризис не способствовал быстрому восстановлению банковского сектора Львова. Часть старых банков не пережила войны и последовавшего за ней распада Австро-Венгерской империи, другие были вынуждены объединяться или менять направление деятельности. На смену австрийскому и немецкому капиталу, который поддерживал тесные связи с банковскими структурами Галичины, пришли бельгийские и французские инвесторы. Кроме того, довольно быстро развивались местные кредитные учреждения.

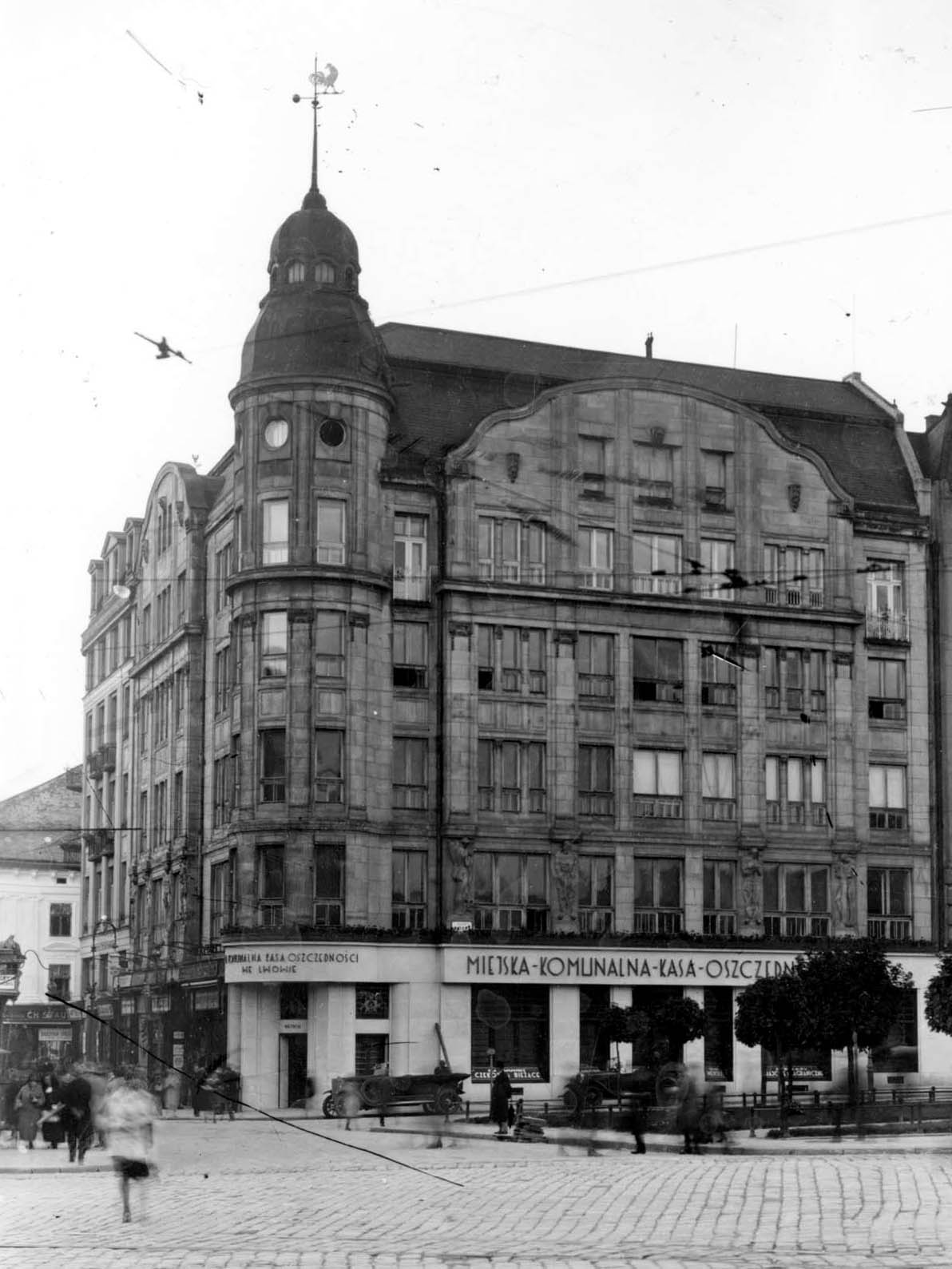
Здание «Городской коммунальной сберегательной кассы» на углу улиц Галицкой и Валовой

В 1919 году начало работу львовское акционерное общество «Сельскохозяйственно-промышленный банк». В этом же году крупными акционерами «Галицкого земского ипотечного банка» стали «Пражский кредитный банк» и «Пражский аграрный банк». В 1920 году в Галичине существовало 40 акционерных банков, из которых 35 базировалось непосредственно во Львове. В начале 1920-х годов из-за гиперинфляции польской марки многие банки потеряли остатки своих капиталов. Однако уже во второй половине 1920-х годов, особенно после стабилизации злотого (1924), финансовая ситуация в Польше выровнялась и многие банки смогли поправить своё положение (например, в 1930 году годовой баланс «Армянского набожного банка» составлял почти 290 тыс. злотых).
С 1924 года украинский «Краевой кредитный союз» работал под новым названием «Центрального краевого банка» («Центробанка») и размещался во дворце Любомирских. В том же 1924 году «Галицкий купеческий банк» был реорганизован в «Банк польского купечества». Его центральный офис размещался в Варшаве, а львовское отделение находилось на улице Коперника, 3. С 1924 года «Городская коммунальная сберегательная касса», ранее располагавшаяся в ратуше на площади Рынок, базировалась на улице Валовой, 7 (этот дом в стиле модерна спроектировали архитекторы Альфред Захаревич и Юзеф Сосновский).
Кроме вышеназванных финансово-кредитных учреждений, в период Второй Речи Посполитой (фактически с 1924 до 1939 года) во Львове работали «Дисконтный банк» (основан в 1919 году, размещался на улице Гетманской, 10); «Промышленный банк» (основан в 1920 году, базировался на улице 3-го Мая, 15, в 1924 году переехал на улицу 3-го Мая, 9); «Банк Польской земли» (находился на улице Батория, 12); «Познанский банк сахарной промышленности» (филиал был основан в 1922 году, размещался на улице Ягеллонской, 1, в 1930 году переехал на улицу Академическую, 7); «Польский торговый банк» (улица Галицкая, 19); «Купеческий Малопольский банк» (базировался на улице Гетманской, 8, в 1930 году переехал на улицу Валовую, 5); «Пражский гарантийный банк» (улица Зыбликевича, 12).
Также в этот период во Львове действовали «Государственный земледельческий банк» (улица Пилсудского, 25, нынешняя улица Франко), «Варшавский торговый банк» (улица Гетманская, 10), «Варшавский дисконтный банк» (улица 3-го Мая, 14), «Польский банк» (улица Мицкевича, 8), «Польский гарантийный банк» (улица 3-го Мая, 11), «Лодзьский депозитный банк» (улица 3-го Мая, 5), «Купеческий кооперативный банк» (улица Гетманская, 8), «Центральный кооперативный банк» (пассаж Гаусмана, 7, нынешний проезд Кривая Липа), «Кооперативный банк для мелкой торговли» (улица Легионов, 27, нынешний проспект Свободы), «Краевой кооперативный банк» (улица Ризницкая, 16, нынешняя улица Наливайко), «Концессионный кооперативный банк» (улица Браеровская, 14), «Кооперативный промышленный банк» (улица Гродзицких, 1, нынешняя улица Печатная), банк «Днестр» (улица Русская, 20), «Поветная сберегательная касса» (улица Мохнацкого, 4, нынешняя улица Драгоманова), «Почтовая сберегательная касса» (улица 3-го Мая, 9), «Ипотечный банк» (площадь Галицкая, 15), «Нефтяной банк» (улица Сапеги, 3, нынешняя улица Бандеры), «Общий банк союзов» (улица Ягеллонская, 2), «Общий кредитный банк» (улица Ягеллонская, 5—7), «Банк краевого хозяйства» (улица Костюшко, 11) и «Банк землевладельцев» (улица Коперника, 20).
С начала 1925 года заработала Львовская биржа, но на ней, как и прежде, преобладали товарные операции с аграрной продукцией, а объём торговли ценными бумагами был крайне незначительным (спросом пользовались только акции газовой компании и закладные листы «Земского кредитного товарищества»). Возобновила свою работу и «чёрная биржа», закрытая после прихода российских войск, но масштаб её деятельности не мог сравниться с предвоенным периодом. В польский период многие львовские банки были переведены в Варшаву (например, «Народный банк земледелия и торговли» в 1926 году и «Промышленный банк Краковского княжества» в 1929 году). Трудные времена наступили для банков украинского делового сообщества, особенно для «Галицкого земского ипотечного банка», базировавшегося на улице Словацкого, 14.
В 1927 году, по случаю 25-летия посвящения в сан армянского архиепископа Юзефа Теодоровича, «Армянский набожный банк» преподнёс юбиляру оригинальный подарок — витраж в одном из окон армянского собора (автором проекта выступил варшавский художник армянского происхождения Ян Генрик Розен, а заказ был выполнен на фабрике Бялковского в Варшаве). С началом Великой депрессии и особенно после банкротства венского банка «Creditanstalt» в 1931 году положение многих львовских банков значительно ухудшилось. Особенно пострадал «Галицкий земской ипотечный банк», который был тесно связан с австрийским финансовым гигантом Ротшильдов (львовский банк перестал выдавать ипотечные кредиты частным лицам, сосредоточившись на краткосрочном кредитовании кооперативов и торговых фирм).
К 1931 году система финансовых организаций Галичины включала в себя 450 кредитных кооперативов, объединённых вокруг товарищества «Днестр» и «Центробанка», 193 кредитные кассы Райффайзена, 118 учреждений системы «Укринбанка» и более 100 других банковских учреждения. Суммарно они привлекли более 10 млн злотых вкладов и выдали 12,6 млн злотых кредитов. Также на польской части Западной Украины действовало более двадцати страховых компаний, тесно связанных с местными банками.

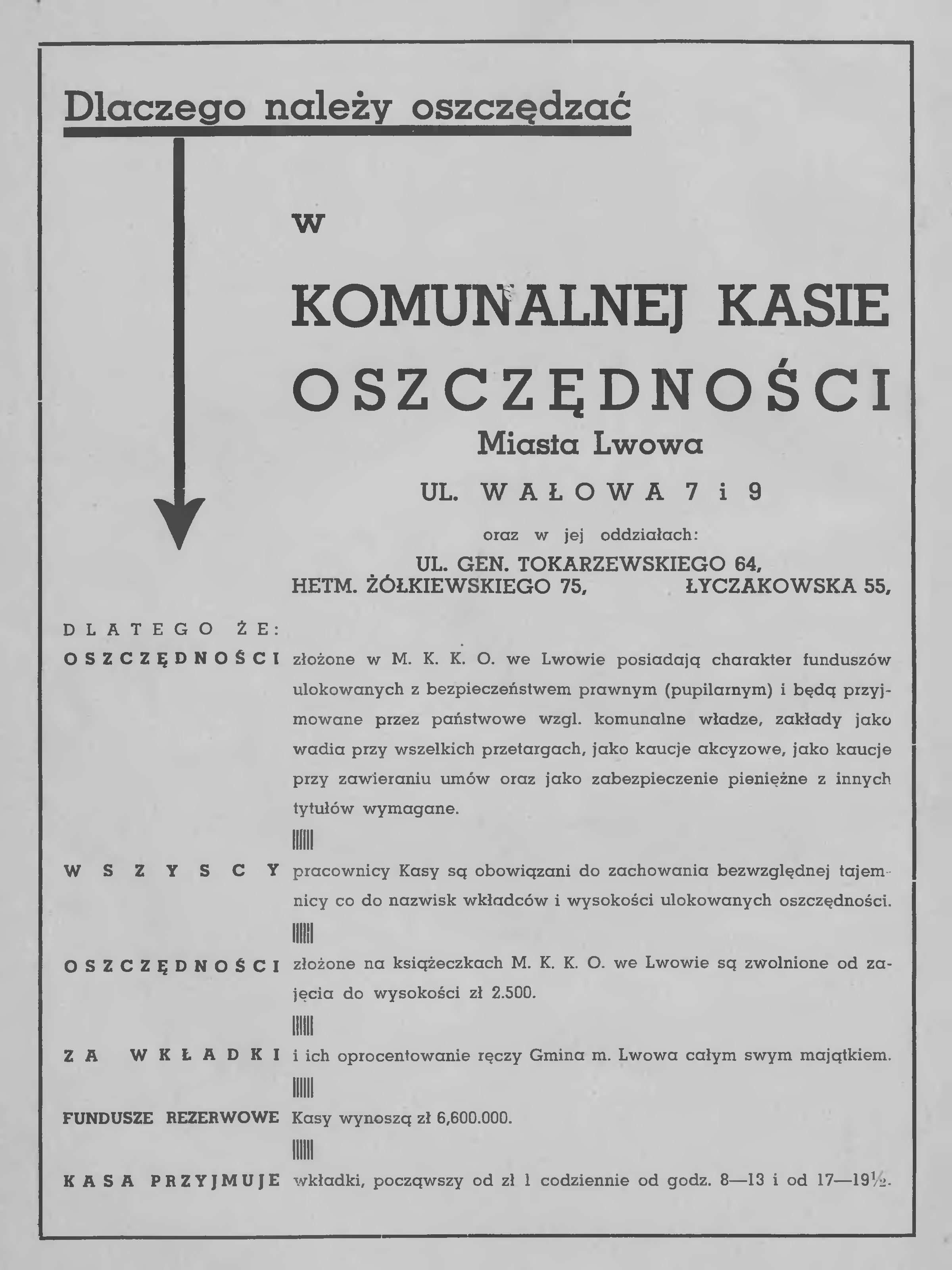
Реклама «Коммунальной сберегательной кассы», 1939 год

По состоянию на 1933 год членами банка «Днестр» являлись свыше 10 тыс. человек, собственные фонды банка составляли 968 тыс. злотых, оборотные средства — свыше 3,6 млн злотых, ссуды — более 3 млн злотых. Польские власти ограничивали деятельность украинских финансовых учреждений (например, в 1935 году они отобрали у товарищества «Днестр» лицензию на страхование домов от пожаров, оставив лишь права на страхование движимого имущества). Акционерный капитал «Галицкого земского ипотечного банка» составлял в 1930-х годах около 5 млн злотых. В начале 1939 года «Центробанк» объединял почти 1,9 тыс. членов, в том числе 113 украинских банковских учреждений, его оборотные фонды достигали 70 млн злотых (кроме того, банк издавал газету «Кредитная кооперация»).
С 1935 года во Львове действовал «Кооперативный промышленный банк» («Промбанк»), финансировавший многие промышленные и торговые предприятия региона, в том числе городской маслозавод, завод гвоздей в Винниках, каменоломни в Сарнах и деревообрабатывающий завод в Сколе. В начале 1939 года капитал «Промбанка», базировавшегося на улице Гродзицких, 1 (современная Печатная), составлял 627 тыс. злотых. Среди небольших финансовых учреждений активно работали «Поветное кредитное товарищество» (улица Сикстуская, 38), «Мещанский кредитный союз» (улица Русская, 3) и кооператив «Народная торговля» (площадь Рынок, 38).
«Краевой ревизионный союз» (с 1928 года известный как «Ревизионный союз украинских кооперативов») в середине 1930-х годов переехал в собственное здание, приобретённое по адресу улица Техническая, 1, где и сегодня (2016) располагаются различные структуры «Украинского кооперативного союза» («Укркоопспілка»). До этого он размещался на улице Доминиканской, 11 (современная Ставропигийская), деля помещения с «Краевым кредитным товариществом». В новом здании «Ревизионный союз» выпускал ряд периодических изданий — «Хозяйственно-кооперативный журнал», «Кооперативную семью» и «Кооперативную республику». «Центробанк» также съехал из здания «Просвиты» (площадь Рынок, 10) в собственное строение по адресу улица 3-го Мая, 15.
В 1920—1930-х годах большим влиянием в банковской сфере Львова обладали еврейские финансисты, многие из которых обучались в Вене, Будапеште, Берлине и Триесте, а практические навыки получали в крупнейших банках Европы. Почти все еврейские банкиры города являлись членами общественной организации «Леополис Бней-Брит», которая являлась отделением всемирной сети «Бней-Брит», и участвовали в благотворительной деятельности, многие из них финансово поддерживали создание различных еврейских структур в Британской Палестине, в том числе через «Керен ха-Йесод» и другие фонды. Эмиль Грабшайд занимал пост директора «Общего кредитного банка» (кроме того, он являлся президентом Малопольского союза банков, членом совета Союза банков Польши, вице-президентом Львовской биржи и одним из основателей «Банковской газеты»), Бернард Зифф — пост директора львовского отделения «Варшавского торгового банка» (также он был вице-президентом Львовского купеческого общества и президентом Общества еврейской трудовой интеллигенции), Герман Горовиц — пост директора «Акционерного ипотечного банка», Маврикий Бергнер — пост директора львовского отделения «Лодзьского дисконтного банка». Густав Вайнтрауб, долгое время работавший в банковских учреждениях Ротшильдов, возглавлял львовское отделение «Варшавского дисконтного банка». Другим директором этого же банка был Юзеф Гальперин, ранее получивший чин капитана австрийской армии. Якуб Зах являлся директором Львовского банковского общества и членом правления Союза поляков иудейского вероисповедания. Марцелий Фридман, успешно возглавлявший львовское отделение «Riunione Adriatica di Sicurtà», позже руководил работой страховой компании во всей Польше.

## Вторая мировая война и советский период

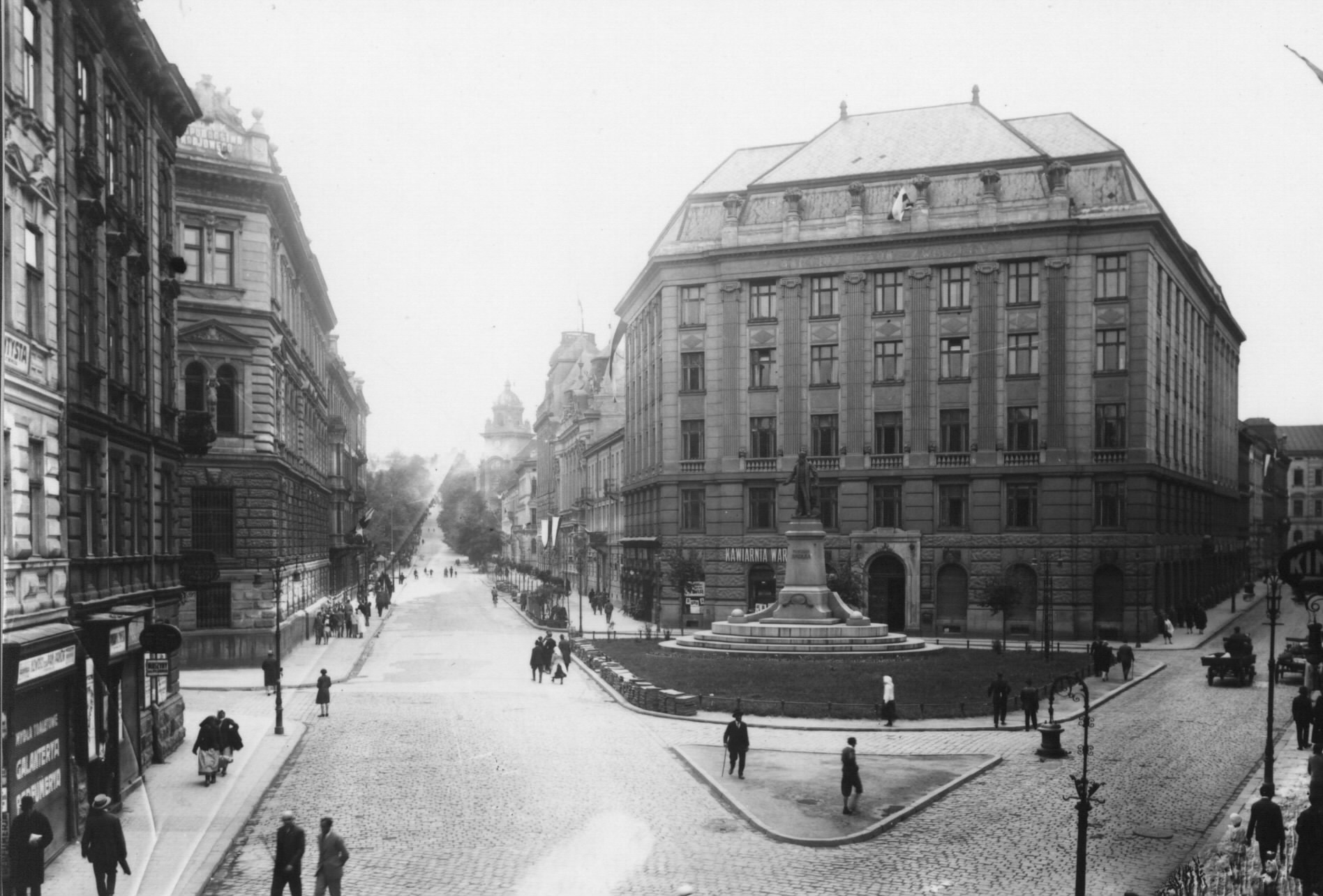
Здание бывшего «Акционерного кооперативного банка», занятое в советский период органами МВД

В сентябре 1939 года, после начала Второй мировой войны, во львовский «Армянский набожный банк» доставили ценности из познаньского банка «Mons Pius» (они состояли в основном из золотых слитков, ювелирных изделий и бриллиантов). Часть эвакуированных ценностей познанские банкиры спрятали в армянском банке, а другую часть — в доминиканском монастыре.
В ходе Пятого раздела Польши Львов оккупировали части Красной армии. Советская власть национализировала или ликвидировала все банки, экспроприировав их активы (включая здания), закрыла биржу. Как только в городе были сформированы структуры польского подполья, каноник армянского капитула Адам Богданович, который опекал «познанские ценности», передал их партизанам. Золото небольшими частями продавалось на чёрном рынке, а вырученные деньги шли на нужды подполья.
В марте 1940 года органы НКВД начали аресты среди польского подполья и вскоре узнали про «познанские ценности». Были схвачены все, кто имел отношение к золоту, в том числе Богданович и директор «Армянского набожного банка» Квапинский. После пыток они выдали место, где прятали остатки ценностей, и вскоре были убиты. С июня 1941 по июль 1944 года Львов был оккупирован немецко-фашистскими войсками и являлся административным центром дистрикта Галиция. В городе действовали отделения берлинского «Deutsche Bank» и венского «Creditanstalt» (согласно различным свидетельствам и документам, банки были косвенно причастны к Холокосту на оккупированных территориях, в частности, они участвовали в переводе денег от родственников заключённым концлагерей, за что получали свой процент, обслуживали счета компаний, использовавших рабский труд, страховали оборудование и здания трудовых лагерей).
Большая часть денег и драгоценностей, изъятых у евреев, была передана «Рейхсбанку», часть средств фашисты поместили на счета краковского «Kommerzialbank», находившегося под контролем германского «Dresdner Bank». В здании «Акционерного кооперативного банка» на площади Смольки, 3 разместилось управление немецкой криминальной полиции. В 1945 году по адресу улица Коперника, 4 разместилось главное региональное управление Госбанка СССР, а боковая улочка получила название Банковская.
В советский период во Львове были широко представлены сберкассы, также работали специализированные «Сельхозбанк», «Стройбанк» и «Внешторгбанк» (после реформы 1987 года появились представительства «Сбербанка», «Промстройбанка», «Агропромбанка», «Жилсоцбанка» и «Внешэкономбанка»). Сберкассы принимали активное участие в советских денежных реформах 1947 и 1961 годов, распространяли облигации госзаймов. В 1963 году все сберкассы были переведены из подчинения Министерства финансов СССР в структуру Госбанка, с 1972 года их перевели на полный хозрасчёт, а в 1988 году трансформировали в учреждения «Сбербанка». С 1989—1990 годов во Львове начался интенсивный процесс основания коммерческих банков различной формы собственности (среди первых были «Карпаты», «Днестр», «Западно-Украинский коммерческий банк» и «Львов»).

## Период независимой Украины

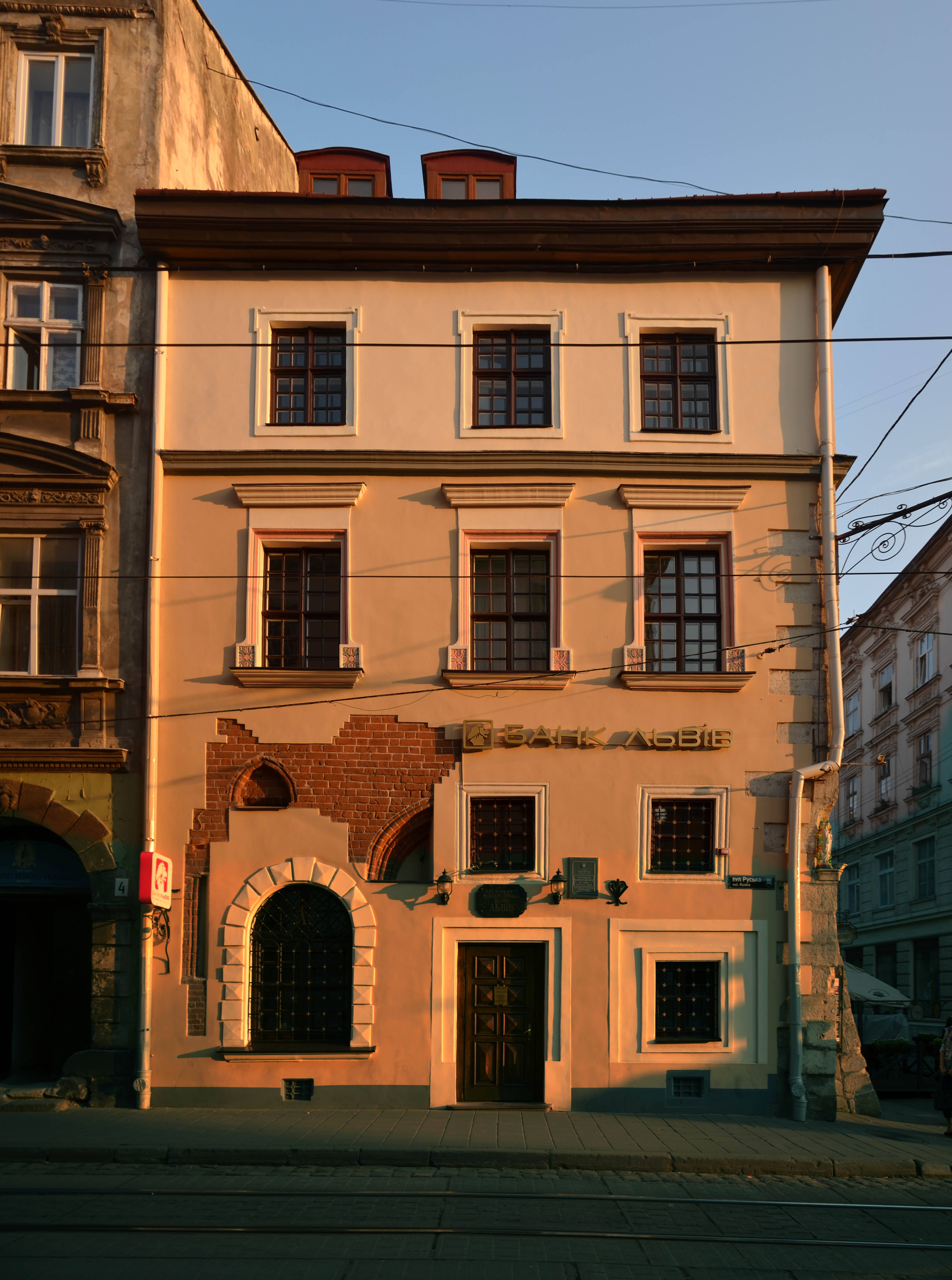
Здание «Банка Львов», улица Сербская, 1

В 1991 году все украинские банки, ранее зарегистрированные в Госбанке СССР, прошли перерегистрацию в Нацбанке Украины, а украинские отделения бывших общесоюзных банков стали независимыми («Ощадбанк» выделился из состава «Сбербанка», «Проминвестбанк» — из «Промстройбанка», агропромышленный банк «Украина» — из «Агропромбанка», «Укрсоцбанк» — из «Жилсоцбанка», «Укрэксимбанк» — из «Внешэкономбанка»).
В 2000 году на базе Львовского банковского колледжа был создан Львовский институт банковского дела, подчиняющийся Национальному банку Украины. В начале 2001 года во Львовской области действовало 79 банковских учреждений, в том числе четыре банка (юридических лица), а также 524 безбалансовых отделения (общая сумма привлечённых банками средств физических и юридических лиц составляла 803,7 млн гривен). В 2005 году по проекту архитектора Александра Базюка на месте дома № 10, уничтоженного пожаром в 1991 году, был построен современный офисный центр «Укрсоцбанка», который изменил облик площади Мицкевича (на тот момент банк принадлежал влиятельному бизнесмену Виктору Пинчуку, зятю президента Украины Леонида Кучмы).
В 2006 году на месте бывшего отеля «Европа», известного в советский период как гостиница «Украина», по старым фотографиям и гравюрам было построено центральное здание филиала «Укрэксимбанка», выходящее фасадом на площадь Мицкевича. В мае 2010 года в присутствии львовского губернатора Василия Горбаля и львовского городского головы Андрея Садового состоялось открытие нового здания «Укрэксимбанка» (формально оно также расположено по адресу площадь Мицкевича, 4, но фактически вход расположен со стороны улицы Вороного).
Среди крупнейших банковских центров Украины Львов находится на шестом месте, традиционно уступая Киеву, Днепру, Харькову, Донецку и Одессе. Характерной особенностью банковского дела во Львове являлось то, что большинство всеукраинских банков, развивая филиальную сеть в Западной Украине, открывали в городе свои региональные центры, которым подчинялись отделения в других западных областях (Волынской, Закарпатской, Ивано-Франковской, Ровненской и Тернопольской). По состоянию на октябрь 2013 года во Львовской области функционировало 90 банков из 176, действовавших на Украине (для сравнения, в 2009 году — 77, в 2010 году — 81, в 2011 году — 96, в 2012 году — 95). В регионе открыли свои учреждения все банки, которые на тот период принадлежали к группе крупнейших банков страны.
Также по состоянию на октябрь 2013 года во Львовской области насчитывалось 1142 банковских учреждения, в том числе 14 балансовых учреждений и 1128 безбалансовых отделений. Концентрация банков на 10 тыс. человек составляла 4,5 (для сравнения, в 2009—2010 годах — 4,34, а в 2011—2012 годах — 4,66). Непосредственно во Львове была сконцентрирована почти половина банковских отделений области, а концентрация банков на 10 тыс. человек составляла 7,27. С 2009 по 2013 год в области начали работу 23 новых банка, численность отделений выросла на 3,6 % (за тот же период времени были закрыты и реорганизованы в безбалансовые отделения 56 банковских филиалов). Крупнейшие банковские сети Львовской области принадлежали «Ощадбанку» (345 отделений и 1 филиал), «ПриватБанку» (121 отделение), «Надра Банку» (50 отделений), «Кредобанку» (48 отделений), «Райффайзен банк Авалю» (39 отделений) и «УкрСиббанку» (33 отделения).
По состоянию на октябрь 2013 года банки Львовской области выдали клиентам кредитов на 15,25 млрд гривен, средства клиентов в банках составляли 24,47 млрд гривен. Ресурсная база львовских банков на 84 % состояла из вкладов физических лиц, половину этих средств составляли сбережения в национальной валюте. Средняя сумма обязательств физических лиц на одну банковскую структуру Львовской области составляла 18,05 тыс. гривен (с 2009 года выросла на 67 %). После масштабного экономического кризиса 2008—2009 годов общеукраинские банки стали вести более умеренную политику в области развития своей региональной структуры. Большинство из них сократили филиальную сеть, реорганизовали филиалы в безбалансовые отделения и оптимизировали затраты на содержание персонала. В то же время малым и средним банкам стало легче открывать во Львове свои отделения, так как стоимость открытия новых структурных подразделений существенно сократилась.

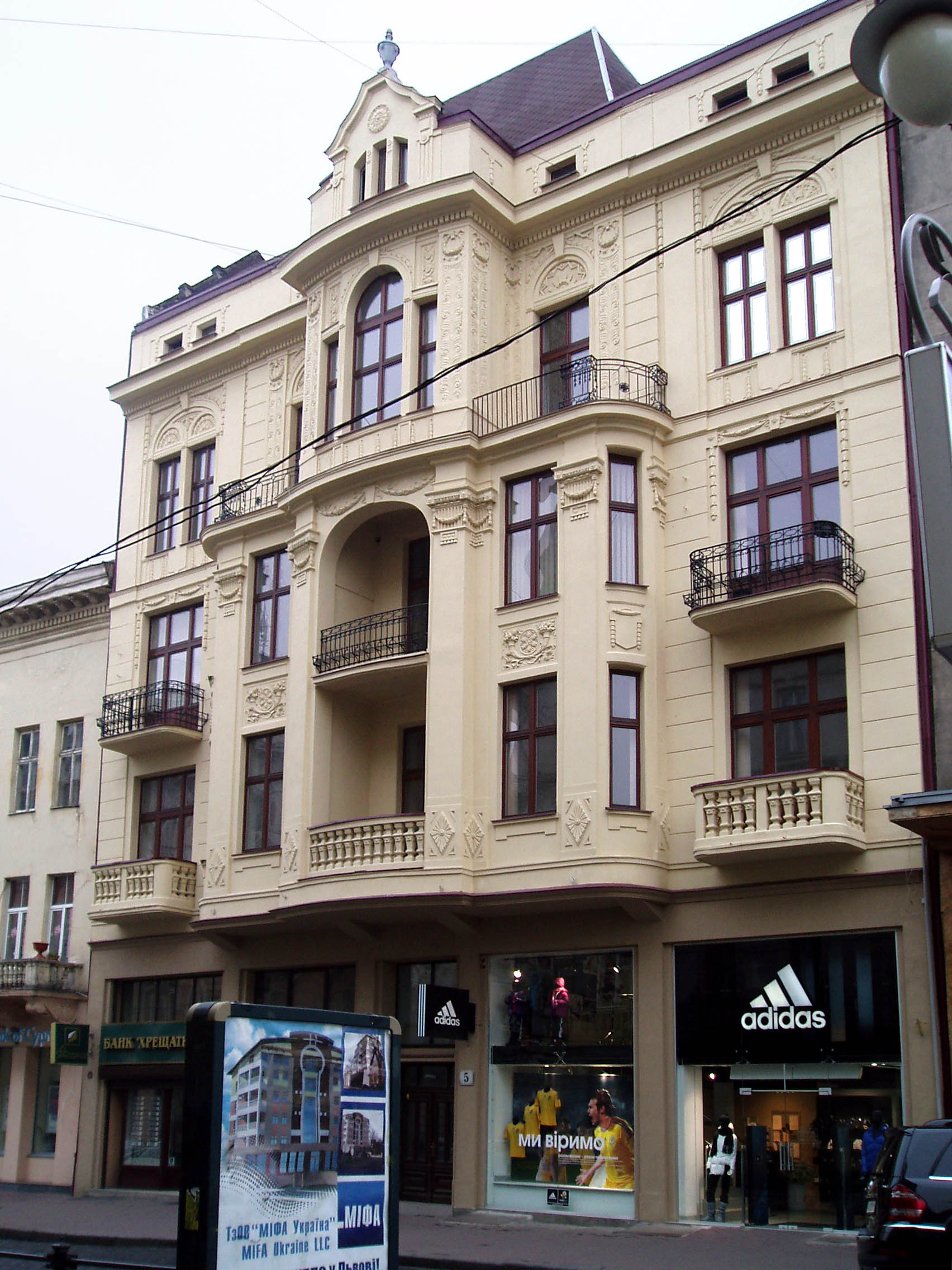
Офис банка «Хрещатик», проспект Шевченко, 5

По состоянию на начало 2014 года во Львовской области функционировало пять юридически самостоятельных коммерческих банков, 14 банковских учреждений (включая филиалы иногородних банков) и 1128 безбалансовых банковских отделений. Требования по кредитам, выданным коммерческими банками (включая начисленные проценты), уменьшились относительно начала 2013 года на 6,8 % и составили 15,5 млрд гривен. Уменьшение кредитных вложений произошло как в национальной (на 10 %), так и в иностранной (на 2,3 %) валюте. Доля кредитных вложений в иностранной валюте выросла с 41,2 % на 1 января 2013 года до 43,2 % на 1 января 2014 года.
По видам экономической деятельности кредиты, выданные объектам хозяйственной деятельности, распределялись следующим образом: промышленность (29,9 %), торговля (28,7 %), сельское, лесное и рыбное хозяйство (11,4 %), транспорт и логистика (10,4 %), строительство (5,4 %) и операции с недвижимостью (5,3 %). В общем объёме кредитных вложений долгосрочные кредиты составляли 70,9 % (их доля непрерывно росла с 2005 года, но в период с начала 2013 по начало 2014 года сократилась на 5 процентных пунктов).
Начиная с 2012 года более половины долгосрочных кредитов выдавалось банками Львовской области в гривнах (в 2012 году — 54,1 % от общего объёма долгосрочного кредитования, в 2013 году — 52,6 %). В структуре долгосрочных кредитов лидировали предприятия промышленности (30,4 %), за ними следовали предприятия торговли (24,7 %), транспорта и логистики (15,3 %), предприятия, занимавшиеся операциями с недвижимостью (8,2 %), и строительные предприятия (7,2 %). Если объём долгосрочного кредитования относительно начала 2013 года сократился на 13,5 %, то объём краткосрочных кредитов за тот же период вырос на 14,7 %.
На краткосрочные кредиты приходилось 29,1 % от общего объёма выданных кредитов (67 % краткосрочных кредитов выдавалось в гривнах). По видам экономической деятельности в общем объёме краткосрочных кредитов на торговлю приходилось 35,1 %, на промышленность — 29,1 %, на сельское, лесное и рыбное хозяйство — 24,8 %. Средневзвешенная процентная ставка по кредитам в IV квартале 2013 года составляла 18,5 % в национальной валюте и 10,6 % — в иностранной валюте (в IV квартале 2012 года — 21,7 % и 9,3 % соответственно). В целом в 2013 году финансовые (главным образом банковские) и страховые предприятия Львовской области сократили свои финансовые результаты более чем в пять раз по сравнению с предыдущим годом, доля убыточных предприятий в финансовом и страховом секторе составила 38,6 %.
На начало 2014 года крупнейшими сетями безбалансовых отделений во Львовской области обладали «Ощадбанк» (345), «ПриватБанк» (120), «Кредобанк» (44), «Надра Банк» (42), «Райффайзен банк Аваль» (36), «УкрСиббанк» (29), «Укринбанк» (24), «Мегабанк» (21), «Банк Львов» (18), «Укрсоцбанк» (18), «Брокбизнесбанк» (16), «Банк Укоопсоюз» (16) и «Банк Киевская Русь» (16).
В декабре 2014 года во Львове открылся первый на Украине региональный офис Европейского банка реконструкции и развития. С 1997 по конец 2014 года ЕБРР профинансировал во Львове различных проектов на общую сумму 250 млн евро (в том числе проектов частного сектора — на 190 млн евро и муниципальных проектов — на 60 млн евро). По состоянию на октябрь 2015 года иностранные инвестиции в финансовый сектор Львова составляли 57,3 % от общего объёма иностранных инвестиций города.

### Львовские банки

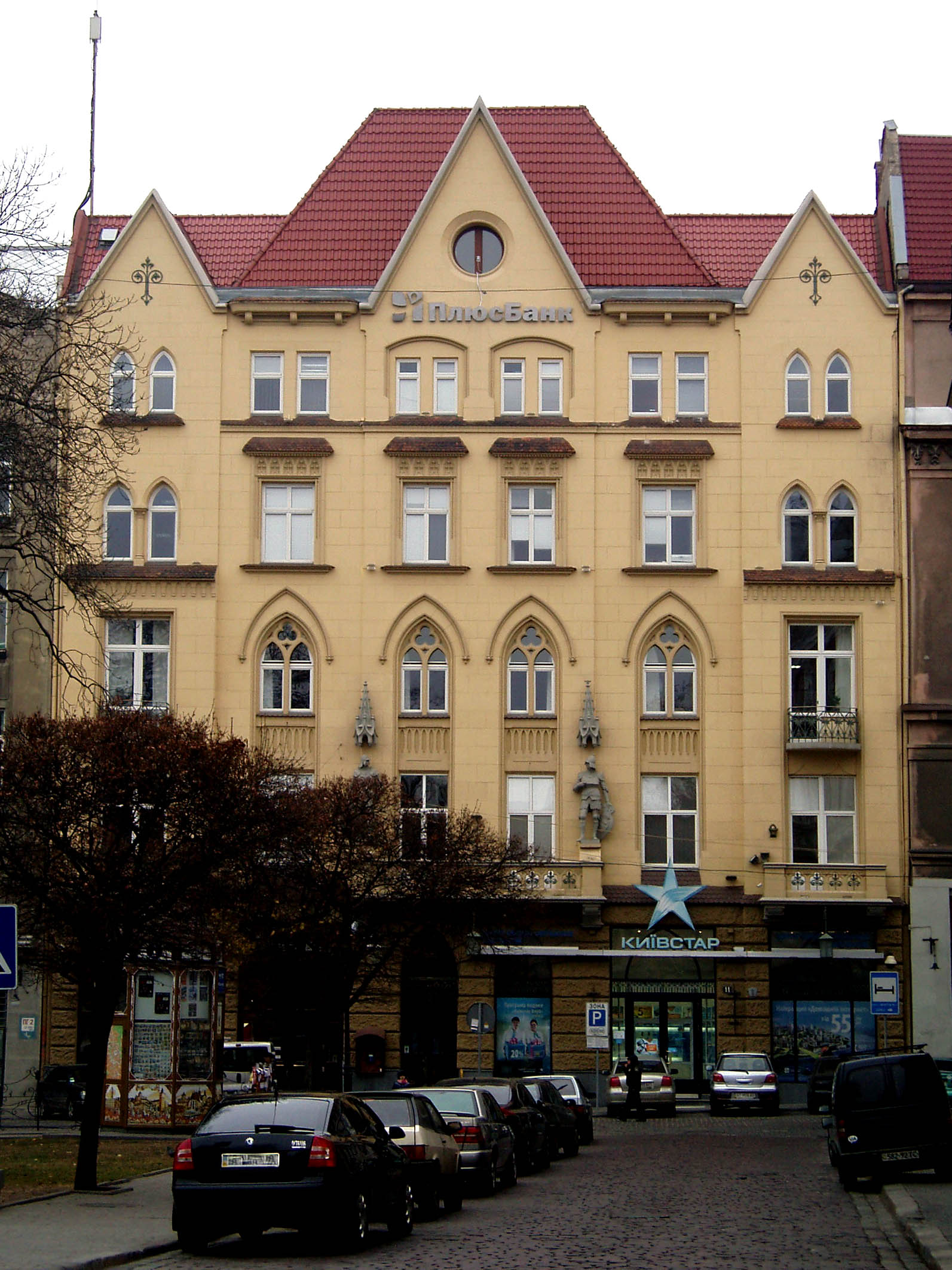
Здание «Идея Банка», улица Валовая, 11

Во Львове базируются четыре средних банка — «Кредобанк» (улица Сахарова, 78), «Банк Львов» (улица Сербская, 1), «Идея Банк» (улица Валовая, 11) и «ОКСИ Банк» (улица Газовая, 17). Ранее в их число также входили «VS Bank» (улица Грабовского, 11) и «Уникомбанк» (улица Богдана Хмельницкого, 117 а).
«Кредобанк» был основан в 1990 году как «Западно-Украинский коммерческий банк», в 1999 году акционером «ЗУКБ» стал польский Kredyt Bank S.A., в 2001 году «ЗУКБ» был переименован в «Кредит Банк (Украина)». В 2004 году Kredyt Bank S.A. продал «Кредит Банк (Украина)» крупнейшей банковской группе Польши «PKO Bank Polski», после чего в 2006 году произошла смена названия на «Кредобанк». В 2007 году «PKO Bank Polski» выкупил долю «Европейского банка реконструкции и развития» и стал единоличным владельцем «Кредобанка». В 2014 году бывший председатель правления «Кредобанка» Степан Кубив недолго занимал должность главы Нацбанка.
«VS Bank» был основан в 1991 году как «Электрон Банк» (являлся дочерней структурой львовского концерна «Электрон», созданного на базе завода по выпуску телевизоров). В 2007 году австрийский «Volksbank International» купил «Электрон Банк» и в 2008 году переименовал его в «Фольксбанк», а в 2011 году сам «Volksbank International» был приобретён российским «Сбербанком», после чего «Фольксбанк» в 2013 году был переименован в «VS Bank». Штаб-квартира банка расположена в реконструированных казармах львовской Цитадели. В 2017 году структуры бизнесмена Сергея Тигипко выкупили «VS Bank» у российского «Сбербанка». 

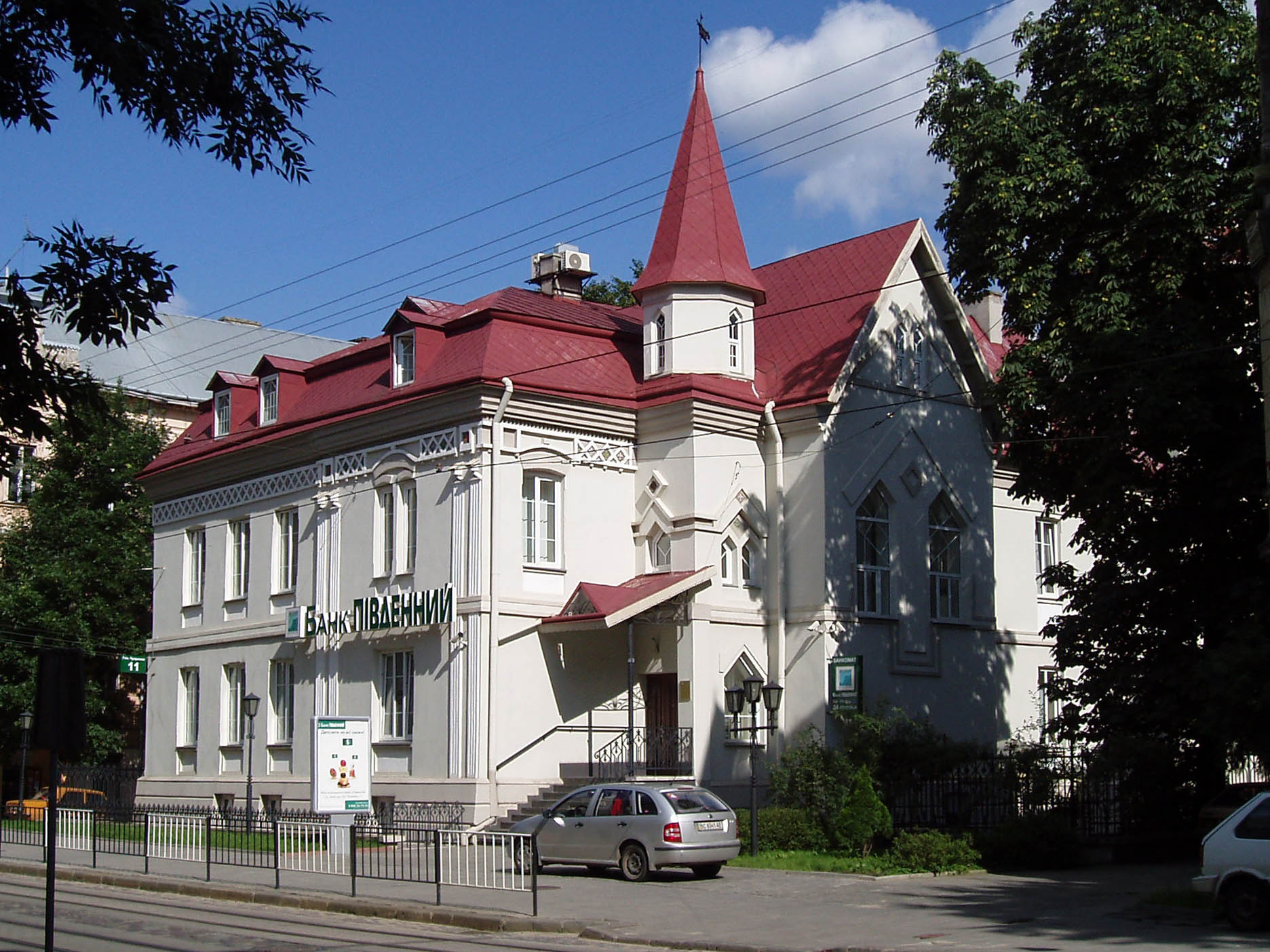
Офис «Банка Пивденный», улица Чупринки, 11

«Банк Львов» был основан в 1990 году, в 1992 году он купил аварийный дом XVI века, расположенный на перекрёстке улиц Сербской и Русской, после чего начал его реставрацию под свой центральный офис (открылся в 1998 году). В 2006 году контрольный пакет акций «Банка Львов» приобрела компания «Нью Прогресс Холдинг», принадлежавшая исландским инвесторам (это стало крупнейшей исландской инвестицией в финансовый сектор экономики Украины). В 2018 году контрольный пакет «Банка Львов» приобрела швейцарская компания по управлению активами responsAbility Participations, среди акционеров которой значатся Baumann & Cie, Raiffeisen Switzerland, Swiss Re Foundation и Vontobel Beteiligungen.
«Идея Банк» был основан в 1989 году как «Прикарпатлесбанк», в 1995 году он был реорганизован в банк «Прикарпатье». В 2007 году контрольный пакет акций банка купила польская финансовая группа «Getin Holding», которая переименовала учреждение в «Плюс Банк». В 2011 году банк был переименован в «Идея Банк» и перенёс свой центральный офис из Ивано-Франковска во Львов. Штаб-квартира банка расположена в доме, построенном в 1910 году по заказу семьи Финклеров для страховой компании «American Union».
«ОКСИ Банк» был основан как коммерческий банк «ГАЛС» в 2008 году (современное название носит с 2009 года). Его основным акционером считается местный бизнесмен Олег Баляш, которому также принадлежат водочные бренды «Гетман» и «Держава», сети магазинов электроники «Шок» и «Крез», несколько офисных центров. «Уникомбанк» был основан в 2002 году как коммерческий банк «Перспектива», в 2006 году его переименовали в «Универсальный коммерческий банк», а в 2007 году он получил нынешнее название. Крупнейшим акционером банка являлся киевский бизнесмен Андрей Радкевич (более 40 % акций). До декабря 2014 года «Уникомбанк» базировался в Донецке, затем был перерегистрирован во Львове. В октябре 2015 года Нацбанк Украины признал его неплатёжеспособным.

### Общеукраинские банки
Во Львове представлены все крупнейшие банки страны — «ПриватБанк» (улица Гуцульская, 11а), «Укрэксимбанк» (площадь Мицкевича, 4), «Ощадбанк» (улица Сечевых Стрельцов, 9), «Проминвестбанк» (улица Гнатюка, 2), «Райффайзен банк Аваль» (улица Матейко, 8), «Сбербанк России», «Альфа-банк» (площадь Рынок, 26), «ПУМБ» (улица Грюнвальдская, 5а), «УкрСиббанк» (улица Кулиша, 30), «ОТП Банк» (улица Франко, 20), «Укргазбанк» (улица Стрыйская, 98), «Креди Агриколь Банк» (улица Пекарская, 23), «ИНГ Банк» и «Пивденный» (улица Чупринки, 11).
Из числа крупнейших банков Украины, представленных во Львове, значительная часть принадлежит иностранному капиталу (в том числе российскому — «Проминвестбанк», «Сбербанк России», «Альфа-банк», «Укрсоцбанк» и «ВТБ Банк Украина», австрийскому — «Райффайзен банк Аваль», французскому — «УкрСиббанк» и «Креди Агриколь Банк», венгерскому — «ОТП Банк», голландскому — «ИНГ Банк»). После аннексии Крыма и начала войны на Донбассе банки с российским капиталом оказались под пристальным вниманием контролирующих органов Украины. Кроме того, из этих банков наблюдался отток депозитов, националистические силы призывали население бойкотировать банки с российским капиталом, несколько раз на отделения этих банков совершались нападения.  
Только в 2015 году неплатёжеспособными были признаны четыре представленных во Львове банка из числа крупнейших — «Дельта Банк», «Надра Банк», «Финансы и кредит» и «Финансовая инициатива», а также крупные «Имэксбанк», «VAB Банк» и «Укринбанк» (кроме того, в 2014 году из банков, широко представленных во Львове, были ликвидированы «Брокбизнесбанк», «Киевская Русь» и «Форум»). В 2016 году неплатёжеспособным был признан крупный банк «Хрещатик».

## Комментарии
1. ↑  Пережив период войн и упадка, львовский ломбард был реорганизован бургомистром Бартоломеем Зиморовичем, а в 1668 году католический архиепископ города Ян Тарнавский утвердил новый устав учреждения, после чего ломбард полностью перешёл во владение духовенства.
2. ↑  После постройки в 1822 году это здание принадлежало торгово-банкирскому дому «Гауснер и Виоланд».
3. ↑  Скульптурную группу «Бережливость» на аттике здания выполнил Леонард Маркони. Центральная статуя с факелом в руке была сделана под влиянием нью-йоркской Статуи Свободы француза Бартольди.
4. ↑  А также отец Артура и Германа Мизесов, дед Людвига фон Мизеса.
5. ↑  Так как напротив располагался фешенебельный отель «Жорж», банк и особенно его обмен валюты пользовались большим спросом у иностранцев.
6. ↑  Кроме того, спасти банк с помощью 60 тыс. марок пытался львовский банкир Адольф Лилиен. С сыном Лилиена Эдвардом дружил писатель Иван Франко, освещавший в прессе банкротство банка.
7. ↑  Сегодня это дом № 3 по улице Берынды, а дом № 12 по проспекту Свободы расположен по соседству.
8. ↑  В 1909 году в Галичине было добыто 2,1 млн тонн нефти, что составило 5,2 % мировой добычи.
9. ↑  Из этой же еврейской семьи происходили львовский архитектор Михал Улям и известный американский математик Станислав Улям (Улам).
10. ↑  При постройке здания использовались железобетон и другие технические новшества того времени. На первом этаже банка располагалось кафе «Варшава» — популярное место встреч львовских финансистов.
11. ↑  В советское время в этом здании размещался Львовский финансовый техникум, в украинский период — финансово-экономический институт, финансовая академия и факультет управления финансами Львовского университета.
12. ↑  Помимо этого, Шептицкий владел крупными пакетами акций страховых компаний «Днестр» и «Карпатия», нефтяных компаний «Уния» и «Радова», а через знакомого голландского адвоката Яна ван Хангеля он инвестировал в разведку золота на Суматре, но проект так и не был реализован.
13. ↑  Кроме «Народной торговли», львовский архитектор Василий Нагорный участвовал в создании общества украинских ремесленников, промышленников и купцов «Заря», страховой компании «Днестр» и галицкого отделения спортивного движения «Сокол».
14. ↑  В 1909—1911 годах на улице Валовой Альфред Захаревич создал ансамбль из двух зданий. Дом под № 7 был построен по заказу Теодора Балабана для страховой компании, а соседний дом № 9 — для «Львовского банка». Сегодня первые этажи обоих зданий заняты «Ощадбанком».